# Benito Mussolini

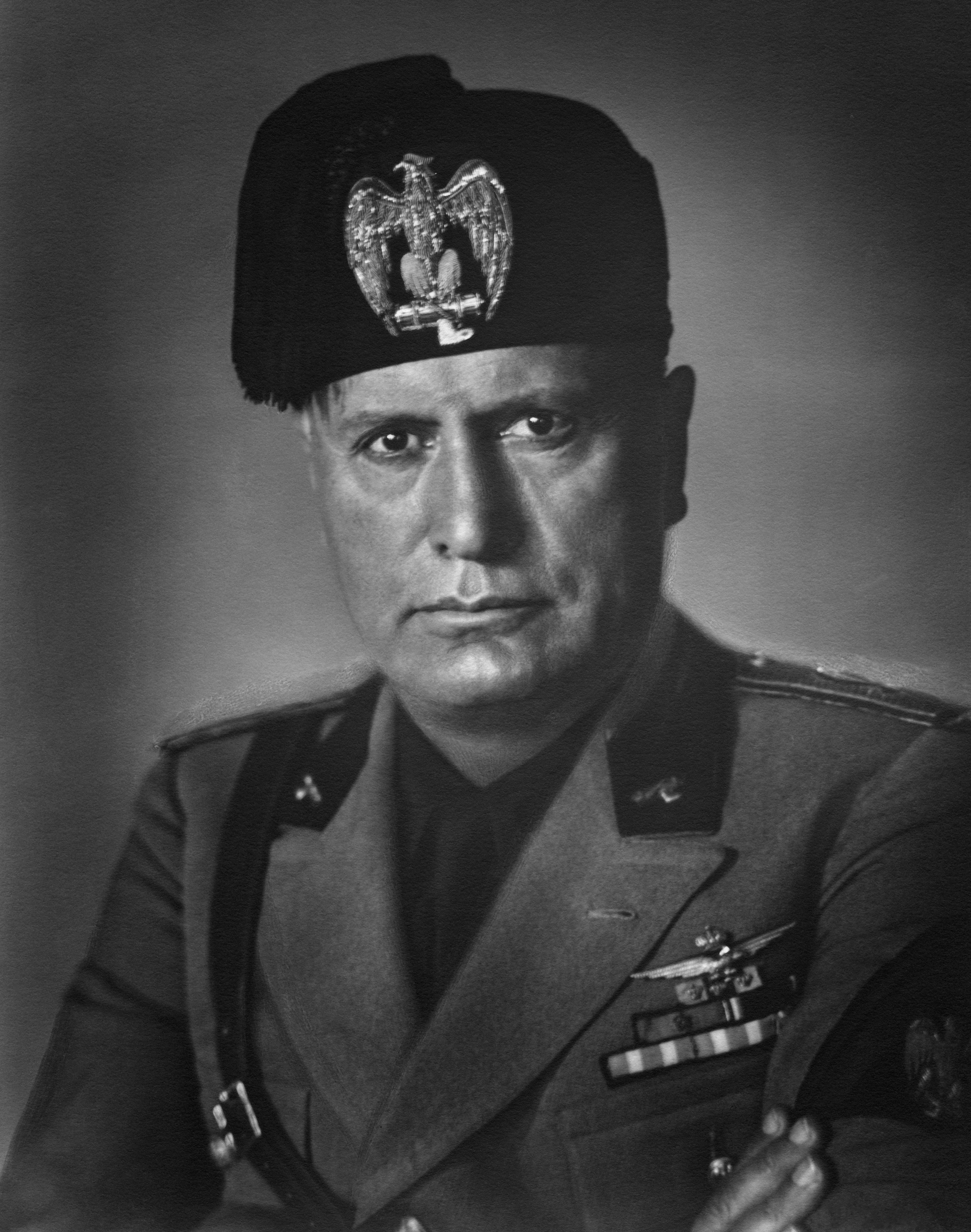
Benito Mussolini (zwischen 1937-1940)

Benito Amilcare Andrea Mussolini anhörenⓘ (* 29. Juli 1883 in Dovia di Predappio, Provinz Forlì; † 28. April 1945 in Giulino di Mezzegra, Provinz Como) war ein italienischer Politiker. Er war von 1922 bis 1943 Ministerpräsident des Königreiches Italien. Als Duce del Fascismo („Führer des Faschismus“) und Capo del Governo („Chef der Regierung“) stand er ab 1925 als Diktator an der Spitze des faschistischen Regimes in Italien.
Nach Anfängen bei der sozialistischen Presse stieg Mussolini 1912 zum Chefredakteur von Avanti! auf, dem Zentralorgan des Partito Socialista Italiano (PSI). Als er dort offen nationalistische Positionen vertrat, wurde er im Herbst 1914 entlassen und aus dem PSI ausgeschlossen. Mit finanzieller Unterstützung der italienischen Regierung, einiger Industrieller und ausländischer Diplomaten gründete Mussolini bald darauf die Zeitung Il Popolo d’Italia. 1919 gehörte er zu den Gründern der radikal nationalistischen und antisozialistischen faschistischen Bewegung, als deren Duce (von lateinisch dux „Führer“) er sich bis 1921 etablierte.
Im Oktober 1922 berief König Viktor Emanuel III. Mussolini nach dem Marsch auf Rom an die Spitze eines Mitte-Rechts-Koalitionskabinetts. Die faschistische Partei war durch Fusion mit der nationalkonservativen Associazione Nazionalista Italiana zur rechten Sammlungsbewegung geworden. Mit einer Wahlrechtsreform sicherte Mussolini ihr 1923/24 die Mehrheit der Parlamentssitze. In der Matteotti-Krise 1924 knapp dem Sturz entgangen, legte er das Fundament der faschistischen Diktatur mit Ausschaltung des Parlaments, Verbot der antifaschistischen Presse und aller Parteien mit Ausnahme des PNF, Ersetzung der Gewerkschaften durch Korporationen, Aufbau einer politischen Polizei sowie Ernennung statt Wahl der Bürgermeister. Als Regierungschef und oft Inhaber mehrerer Ministerposten gleichzeitig erließ Mussolini Dekrete mit Gesetzeskraft und war formal nur dem Monarchen verantwortlich.
Mussolinis Außenpolitik zielte auf eine Vormachtstellung im Mittelmeerraum und auf dem Balkan, wodurch früh ein Gegensatz zu Frankreich entstand. Bis Mitte der 1930er Jahre suchte er die Verständigung mit Großbritannien. 1929 beendete Mussolini mit den Lateranverträgen den Konflikt des Nationalstaats mit dem Papsttum. Dem deutschen Einflussgewinn in Mittel- und Südosteuropa trat er zunächst entgegen. Nach dem von den Westmächten nicht gebilligten und mit Wirtschaftssanktionen beantworteten italienischen Überfall auf Äthiopien sowie der Intervention Italiens im Spanischen Bürgerkrieg näherte sich Mussolini bis 1937 Deutschland an und schloss im Mai 1939 ein Militärbündnis. Am 10. Juni 1940 trat er – in der Annahme, der Krieg werde nur wenige Monate dauern – auf deutscher Seite in den Zweiten Weltkrieg ein. Die italienischen Angriffe auf britische Positionen im östlichen Mittelmeer und in Ostafrika scheiterten jedoch ebenso wie der Angriff auf Griechenland im gleichen Jahr, wodurch Italien die Fähigkeit zu selbständiger Kriegführung („Parallelkrieg“) weitgehend verlor.
Ab Herbst 1942 spitzte sich die politische, soziale und militärische Krise des Regimes rasch zu und untergrub Mussolinis persönliche Diktatur. Im Juli 1943 wurde er von oppositionellen Faschisten und Monarchisten gestürzt, die das Bündnis mit Deutschland lösen und einer antifaschistischen Massenbewegung zuvorkommen wollten. Aus der Haft befreit, stand er bis 1945 an der Spitze der Italienischen Sozialrepublik (RSI), des faschistischen Marionettenstaates der deutschen Besatzungsmacht. In den letzten Kriegstagen wurde Mussolini von kommunistischen Partisanen festgenommen und hingerichtet.

## Frühe Jahre (1883–1917)

### Familie, Kindheit und Jugend

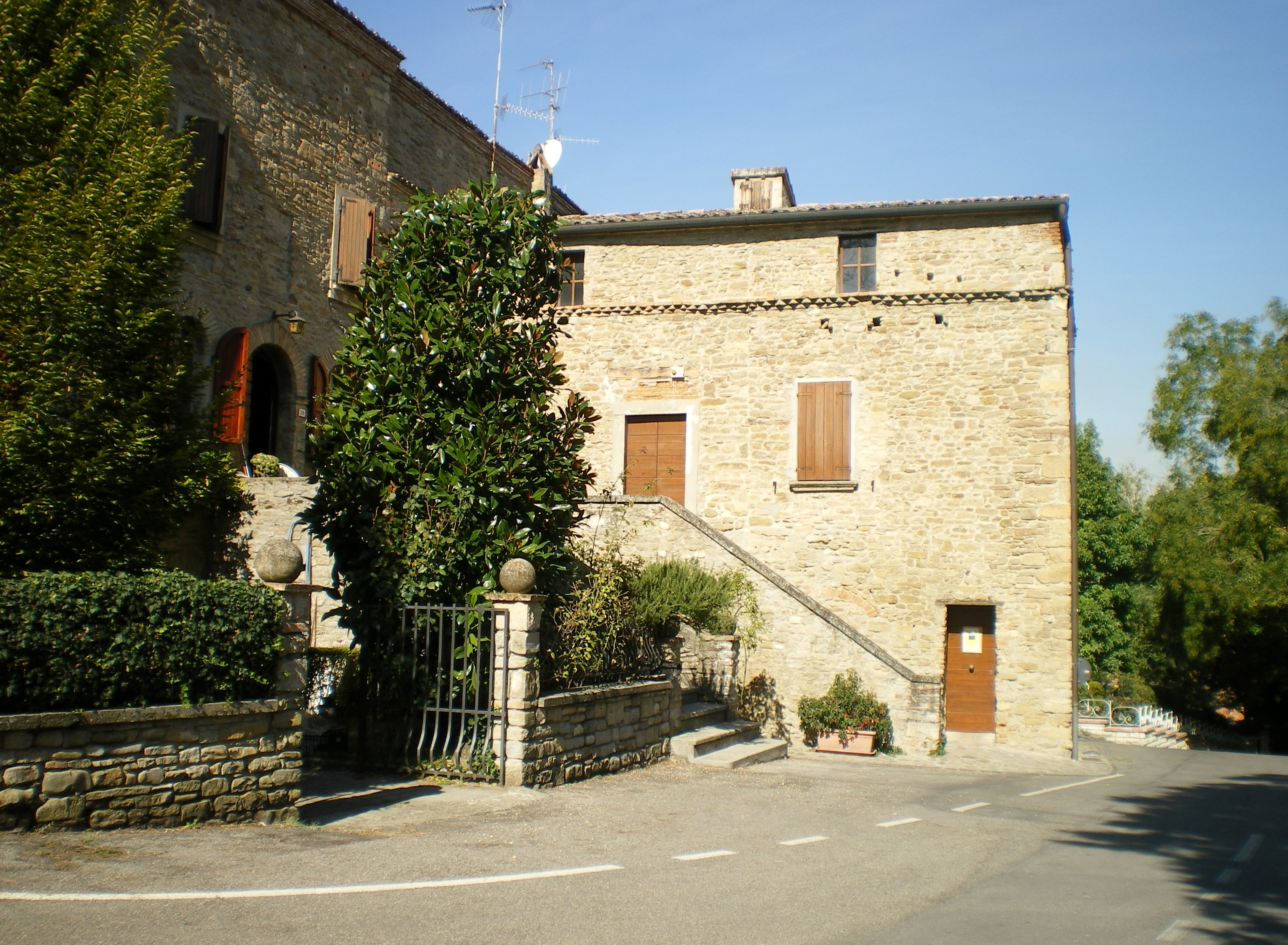
Mussolinis Geburtshaus in Predappio

Benito Mussolini war das erstgeborene Kind der Eheleute Alessandro (1854–1910) und Rosa Mussolini (geb. Maltoni, 1858–1905). Die Familie lebte im Schulhaus von Dovia, einem dörflichen Vorort von Predappio. Mussolinis Mutter, die Tochter eines kleinen Grundbesitzers, war hier seit 1877 als Grundschullehrerin tätig. Sie hatte den Handwerker Alessandro Mussolini im Januar 1882 gegen den Widerstand ihrer Eltern geheiratet. Er verdiente seinen Lebensunterhalt einige Jahre lang als Schmied, besaß nur geringe formale Schulbildung und wurde im Zuge seiner erfolglosen Arbeitssuche zum Alkoholiker. Im Gegensatz zu seiner katholischen, auch politisch konservativen Frau war Alessandro Mussolini aktiver Sozialist und genoss als Mitglied des Stadtrates und stellvertretender Bürgermeister eine gewisse Prominenz. Als einzige „Intellektuelle“ des Ortes besaß die Familie einen beachtlichen Einfluss, auch wenn sie kaum mehr begütert war als die Bauern und Landarbeiter in ihrer unmittelbaren Umgebung. Alessandro Mussolini hatte Werke von Karl Marx gelesen und verehrte in seinem politischen Denken italienische Nationalisten wie Giuseppe Mazzini und Giuseppe Garibaldi, unter Einbeziehung von Sozialreformern und Anarchisten wie Carlo Cafiero und Michail Bakunin. Die Vornamen seines ältesten Sohnes wählte er mit Blick auf Benito Juárez, Amilcare Cipriani und Andrea Costa. Alessandro Mussolini zog sich bereits vor dem Tod seiner Frau aus der Politik zurück, pachtete etwas Land und betrieb in den letzten Jahren seines Lebens eine Gastwirtschaft in Forlì.
Benito Mussolini verließ im Alter von neun Jahren Dovia und wechselte, wohl arrangiert von seiner Mutter, auf eine Internatsschule der Salesianer in Faenza, die vor allem von Jungen aus Familien des städtischen Bürgertums der Romagna besucht wurde. Hier war Mussolini, der in dieser Umgebung nicht als gleichwertig akzeptiert wurde, immer wieder in handgreifliche Auseinandersetzungen mit Mitschülern verwickelt. Nachdem er bei einem Streit ein Messer gezogen hatte, wurde er nach zwei Jahren der Schule verwiesen. Auf der staatlichen Schule in Forlimpopoli, die er fortan besuchte, entwickelte er sich zum „Musterschüler“. Er beendete sie 1901 mit einem Diplom, das ihn zur Erteilung von Unterricht an Elementarschulen berechtigte. 1900 war er dem Partito Socialista Italiano (PSI) beigetreten und befreundete sich dort mit dem späteren Antifaschisten Olindo Vernocchi.

### Politische Anfänge
Nachdem der Versuch, mit Hilfe seines Vaters die Stelle des Gemeindesekretärs von Predappio zu erhalten, gescheitert war, trat Mussolini im Februar 1902 eine Lehrerstelle in Gualtieri an. Sein Vertrag wurde jedoch bereits im Juni gekündigt. Es ist unklar, ob dafür Auseinandersetzungen mit dem örtlichen Klerus, eine laxe Dienstauffassung Mussolinis oder die (verbürgte) Affäre mit einer verheirateten Frau verantwortlich waren.

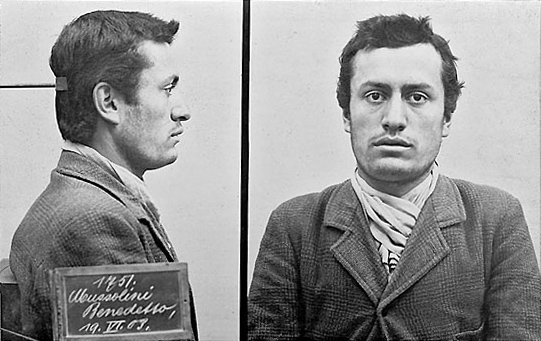
Benito Mussolini auf einer Aufnahme der Schweizer Polizei, 1903

Einige Wochen später emigrierte Mussolini – wie etwa 50.000 andere Italiener im Jahr 1902 – in die Schweiz. Er arbeitete hier gelegentlich (in der Summe einige Wochen) als Bauarbeiter und Ladenhelfer, war wegen der Geldsendungen seiner Eltern aber nicht wie andere, häufig völlig mittellose Migranten auf regelmäßige Lohnarbeit angewiesen. Da er im Folgejahr der Einberufung zum Wehrdienst nicht nachkam, verurteilte ihn ein italienisches Militärgericht wegen Desertion. In der Schweiz trat er der Auslandsorganisation des PSI bei und schrieb schon nach kurzer Zeit regelmäßig für das dortige Parteiblatt L’Avvenire del Lavoratore. Auftritte vor Versammlungen italienischer Arbeitsmigranten zeigten sein Talent als politischer Redner und lenkten die Aufmerksamkeit nicht nur der Schweizer, sondern auch der französischen Polizei auf den „anarchistischen“ Agitator, der mehrfach arrestiert wie auch ausgewiesen wurde. Mussolini fand bald Zugang zu dem Kreis um Giacinto Menotti Serrati und Angelica Balabanoff, die ihn beide förderten. Von Balabanoff übernahm Mussolini wesentliche Elemente seines frühen politischen Weltbildes. Wie sie verstand er unter Marxismus vor allem „revolutionären“ Aktivismus. Seine fortan häufige Berufung auf Marx diente in erster Linie der innerparteilichen Abgrenzung vom Reformsozialismus der Richtung Filippo Turatis. Mussolinis tatsächliche Beschäftigung mit dem marxistischen Denken blieb hier und später oberflächlich und eklektisch.
In der Schweiz las Mussolini auch syndikalistische Schriften, insbesondere die Georges Sorels. Dazu kam die Lektüre Henri Bergsons, Gustave Le Bons, Max Stirners und Friedrich Nietzsches. 1904 studierte er ein Semester an der Universität Lausanne beim berühmten Soziologen Vilfredo Pareto und bei dessen Assistenten Pasquale Boninsegni. Argumentationen und Begriffe dieser Autoren platzierte Mussolini in seinen journalistischen Beiträgen unvermittelt neben marxistischen Kategorien, ohne deren theoretische Unvereinbarkeit zu erkennen. Trotz eines Entrüstungssturms in der Schweiz über den undemokratischen Gewaltherrscher verlieh die Universität Lausanne zu ihrem 400-jährigen Jubiläum 1937 Mussolini auf Betreiben und aufgrund erfolgter eigenmächtiger Verlautbarungen Boninsegnis den Ehrendoktor.
Politisch vertrat Mussolini zwischen 1904 und 1914 im Kern den Standpunkt des revolutionären Syndikalismus, ohne allerdings persönlich syndikalistischen Organisationen anzugehören. Früh schon zeigte sich in seinen Schriften die „Tendenz, gesellschaftliche Prozesse durch biologische Konzeptionen zu interpretieren (Art, Beseitigung der Schwachen, Auslese, Pflanze Mensch), was die allmähliche Aufgabe des marxistisch eindeutig definierten Begriffs der Klasse zugunsten der ‚Masse‘ vorbereitet.“ Dazu kam ein für einen sozialistischen Autor zumindest ungewöhnlicher, an Sorel geschulter Kult des Irrationalen:

„Die sogenannten ‚seriösen‘ Menschen bilden den sozialen Ballast. Die Kultur ist das Werk der sogenannten ‚Wahnsinnigen‘.“

Gegen Ende des Jahres 1904 kehrte Mussolini nach Italien zurück. Seine Mutter starb kurz darauf. Zuvor schon war er der Einberufung zum Wehrdienst gefolgt, den er bis zum September 1906 in einem Bersaglieri-Regiment ableistete. Anschließend war er erneut als Lehrer tätig, zunächst in Tolmezzo und danach an einer katholischen Schule in Oneglia. Im November 1907 bestand er ein Examen an der Universität Bologna und qualifizierte sich damit als Französischlehrer. In Oneglia begann Mussolini, wieder für die sozialistische Presse zu schreiben. Seine Entlassung im Juli 1908 markierte das endgültige Scheitern als Lehrer; er zog daraufhin wieder zu seinem Vater nach Forlì.
Nach Fürsprache von Serrati und Balabanoff übertrug man Mussolini im Januar 1909 die Stelle des Sekretärs der sozialistischen Partei im österreichischen Trient. Zudem übernahm er die Redaktion des lokalen Parteiblatts. In Trient lernte er den Irredentisten Cesare Battisti kennen und schrieb bald regelmäßig für dessen Zeitung Il Popolo. Anfang August 1909 wurde er Chefredakteur dieser Zeitung. Außerdem korrespondierte er mit Giuseppe Prezzolini, dem Herausgeber der Zeitschrift La Voce, von dem er sich offenbar Protektion erhoffte. Mussolini begann in Trient, einen positiven Begriff der „Nation“ zu entwickeln, was in der italienischen sozialistischen Bewegung zu dieser Zeit ausgesprochen unüblich war und ebenso wie seine Verbindung zu Prezzolini darauf hindeutet, dass seine persönlichen Ambitionen schon zu dieser Zeit über den Rahmen der sozialistischen Partei hinausgingen.
Das Motiv des persönlichen Ehrgeizes gerade des jungen Mussolini wird in der Literatur oft hervorgehoben. Inzwischen gilt es als unstrittig, dass Mussolini mindestens so sehr von dem Bedürfnis, „irgendwie und irgendwo“ aufzusteigen, wie von politischer Überzeugung angetrieben wurde. Angelo Tasca, der ihn persönlich kannte, hat die Auffassung vertreten, dass „das letzte Ziel“ für Mussolini „stets nur Mussolini selbst [war]; ein anderes hat er nie gekannt.“ Bevor 1910 sein eigentlicher Aufstieg in der sozialistischen Partei begann, gab sich Mussolini der Hoffnung hin, eines Tages als „Intellektueller“ in Paris anerkannt zu werden. Auf die durch das Examen von 1907 möglich gemachte prestigeträchtige Anrede professore legte er auch dann noch Wert, als er bereits an der Spitze der faschistischen Bewegung stand. Der Historiker Paul O’Brien sieht im jungen Mussolini einen „ambitionierten kleinbürgerlichen Intellektuellen mit einem entschieden individualistischen Gespür für seine persönliche Geltung“, der schon seit 1909 unter dem Einfluss der ebenso antiliberalen wie antisozialistischen kulturellen Avantgarde Italiens gestanden habe.
Ende August 1909 wurde Mussolini im Vorfeld eines Besuches von Kaiser Franz Joseph I. von der österreichischen Polizei unter einem Vorwand verhaftet und am 13. September unter militärischem Schutz nach Rovereto in Italien abgeschoben.

### Chefredakteur des „Avanti!“
Die Ausweisung aus Österreich machte Mussolinis Namen erstmals zum Thema politischer Debatten in Rom, da die sozialistischen Mitglieder der Abgeordnetenkammer die Angelegenheit bis zum Frühjahr 1910 mehrfach aufgriffen. Zurück in Forlì, dachte Mussolini kurzzeitig über eine Auswanderung in die Vereinigten Staaten nach, verwarf diese Pläne aber. Eine Bewerbung bei der liberalkonservativen Bologneser Zeitung Il Resto del Carlino, dem einflussreichsten Blatt seiner Heimatregion, blieb erfolglos.
In Forlì begann Mussolini eine Beziehung mit der 19-jährigen Rachele Guidi, Tochter der Lebensgefährtin seines Vaters. Im Januar 1910 übernahm er die Führung der örtlichen Sektion des PSI und die Redaktion der lokalen Parteizeitung La lotta di classe. Als Redakteur und Redner machte sich Mussolini binnen weniger Monate einen Namen in der Romagna. In den Flügelkämpfen innerhalb der sozialistischen Partei „konstruierte“ sich Mussolini mit radikaler Polemik als revolutionärer „Extremist“. Zu diesem Zeitpunkt sah sich die reformistische Führungsgruppe des PSI, die die Partei seit 1900 weitgehend kontrolliert und die führenden Syndikalisten 1908 ausgeschlossen hatte, zunehmend angegriffen. Der von Costantino Lazzari und Serrati geführte linke Flügel, dem sich auch Mussolini anschloss, gewann an Einfluss. Die in Trient angeknüpften Beziehungen zu Prezzolini ließ Mussolini allerdings auch in dieser Phase nicht abreißen.
Als die Regierung Giolitti im September 1911 der Türkei den Krieg erklärte, rief Mussolini in Forlì zum Generalstreik auf. Wie in anderen Städten Italiens kam es zu Unruhen und Versuchen, Truppentransporte zu blockieren; Mussolini wurde am 14. Oktober 1911 zusammen mit einigen anderen Sozialisten aus der Region (darunter Pietro Nenni) verhaftet und im November von einem Gericht in Forlì zu einem Jahr Gefängnis verurteilt. Als er im März 1912 vorzeitig entlassen wurde, war sein Name weit über die Romagna hinaus bekannt. Auf dem 13. Parteitag des PSI, der am 7. Juli 1912 in Reggio Emilia begann, sprach sich Mussolini zusammen mit den Wortführern des linken Flügels für den Ausschluss der „rechten“ Reformisten um Leonida Bissolati und Ivanoe Bonomi aus, die 1911 den Krieg gegen die Türkei unterstützt und sich im März 1912 durch den „Hofgang“ zum König diskreditiert hatten. Er schonte jedoch die „linken“ Reformisten Turatis, die in der Partei verblieben. In Reggio Emilia übernahm Costantino Lazzari den Parteivorsitz; Mussolini wurde ebenso wie Angelica Balabanoff in das Parteidirektorium gewählt.
Am 1. Dezember 1912 löste Mussolini den Reformisten Claudio Treves als Chefredakteur des Avanti! ab. Die Redaktion des Zentralorgans der sozialistischen Partei hatte 1911 ihren Sitz von Rom nach Mailand verlegt, wohin nun auch Mussolini übersiedelte. Unter Mussolinis Führung übernahmen Syndikalisten einen großen Teil der Redakteursstellen des Avanti!. Mussolini erwies sich als ausgesprochen fähiger Journalist (ein Biograph nennt ihn den in dieser Zeit „wahrscheinlich besten Journalisten des Landes“); es gelang ihm, die Auflage des Blattes binnen weniger Monate zu vervielfachen und bis 1914 auf über 100.000 Exemplare zu steigern. Das war eine bemerkenswerte Leistung, da sich der PSI – anders als etwa die SPD – trotz seiner Wahlerfolge vor dem Ersten Weltkrieg nicht zur Massenpartei entwickelt hatte (1914 hatte die Partei in Rom rund 500 und selbst in ihrer Hochburg Mailand nur 1.300 Mitglieder) und viele Arbeiter und Bauern Analphabeten waren. Seine „wachsende Irrationalität“, sein undifferenzierter Gebrauch von Begriffen nicht- bzw. offen antisozialistischer Autoren („Ich habe noch keine direkte Unvereinbarkeit zwischen Bergson und dem Sozialismus festgestellt.“) sorgte ebenso wie seine Verteidigung Nietzsches gleichwohl bald für Kritik. In einem Brief an Prezzolini hatte Mussolini schon unmittelbar nach dem Parteitag von Reggio Emilia betont, dass er sich unter den Revolutionären „ein bisschen fremd“ fühle. Sein Sozialismus war und blieb eine „unsichere Pflanze“. Strukturell war Mussolinis Weltbild, das sich seit 1909 verfestigte, mit Denkfiguren der „europäischen und italienischen kulturellen und intellektuellen Reaktion gegen die Vernunft“ verwandt, es unterschied sich in grundsätzlichen Fragen von dem anderer Vertreter der PSI-Linken.
1913 begann Mussolini mit der Publikation einer von ihm persönlich herausgegebenen Zeitschrift (Utopia), die auf ein intellektuelles Publikum zielte und sich dezidiert überparteilich gab. Im gleichen Jahr kandidierte er erstmals bei einer Parlamentswahl, unterlag in Forlì aber deutlich dem republikanischen Kandidaten.
Der Parteitag von Ancona bestätigte im April 1914 die Vorherrschaft des linken Flügels in der Partei. Von der sogenannten „roten Woche“ (Settimana rossa), einer Welle von Streiks und Barrikadenkämpfen im Juni 1914, wurde Mussolini ebenso wie der Rest der Parteiführung überrascht, stellte sich im Avanti! aber mit den gewohnt radikalen Leitartikeln hinter die Arbeiter.
Als im August 1914 der Erste Weltkrieg begann, sprach sich Mussolini im Einklang mit der Parteilinie für die bedingungslose Neutralität Italiens aus. Seine Artikel schlugen gleichwohl von Anfang an einen entschieden „antideutschen“ Ton an; Deutschland, so schrieb Mussolini, sei seit 1870 der „Bandit, der an der Straße der europäischen Zivilisation herumschleicht.“ Diese Parteinahme unterschied sich nicht wesentlich von der spontanen Sympathie vieler linker italienischer Intellektueller für die französische Republik, die noch durch das im Risorgimento tradierte Misstrauen gegenüber „den Deutschen“ (hier gemeint: den Österreichern) akzentuiert wurde. Dennoch lehnte Mussolini in den ersten Kriegswochen eine italienische Intervention zugunsten Frankreichs ausdrücklich ab. Die Wende kündigte sich an, als er am 13. September 1914 einen interventionistischen Artikel Sergio Panunzios im Avanti! drucken ließ. Gegenüber Amadeo Bordiga erklärte Mussolini, dass er die Parteinahme für die Neutralität als „reformistisch“ ansehe. Damit formulierte er erstmals den in den folgenden Monaten wiederholt bekräftigten Standpunkt, dass „Revolution“ und Intervention unauflösbar miteinander verbunden seien. Inwieweit Mussolini tatsächlich an diese Argumentation glaubte, ist umstritten. Während etwa Renzo De Felice die These vertritt, dass Mussolini seinem Selbstverständnis nach bis 1920 ein genuiner „Revolutionär“ geblieben sei, betont Richard Bosworth das politische „Doppelspiel“, das Mussolini spätestens im Oktober 1914 begonnen habe.
Hinter den Kulissen hatte Mussolini schon im September 1914 mehreren Mitarbeitern bürgerlicher Zeitungen versichert, dass die Sozialisten – ginge es nach ihm – eine italienische Mobilmachung nicht behindern und einen Krieg gegen Österreich-Ungarn unterstützen würden. Andeutungen darüber erschienen am 4. Oktober in Il Giornale d’Italia und am 7. Oktober in Il Resto del Carlino. Der zögernde Mussolini wurde dadurch gezwungen, sich öffentlich zu erklären.
Am 18. Oktober 1914 veröffentlichte er den Artikel „Von der absoluten zur aktiven und tätigen Neutralität“, in dem er die sozialistische Partei aufforderte, die „negative“ Haltung zum Krieg zu revidieren und anzuerkennen, dass „nationale Probleme auch für die Sozialisten existieren“:

„Wollen wir, als Menschen und als Sozialisten, die untertänigen Zuschauer dieses großartigen Dramas sein? Oder wollen wir nicht auf irgendeine Art und in gewissem Sinne seine Protagonisten sein? Sozialisten, Italiener, merkt auf: Manchmal ist es vorgekommen, dass der Buchstabe den Geist getötet hat. Retten wir nicht den Buchstaben der Partei, wenn das bedeutet, den Geist des Sozialismus zu töten!“

Bereits am 19. Oktober trat der Vorstand des PSI in Bologna wegen dieses Artikels zusammen. Er schloss Mussolini, der sich in einer mehrstündigen Diskussion zu rechtfertigen versuchte, aus dem Parteidirektorium aus. Das war gleichbedeutend mit seiner Entfernung aus der Redaktion der Parteizeitung. Mussolini selbst hatte seinen Verbleib beim Avanti! von der Zustimmung der Parteiführung zu seinen Positionen abhängig gemacht. Seine dem Parteivorstand unterbreitete Beschlussvorlage erhielt bei der Abstimmung jedoch nur eine Stimme (seine eigene); um das Gesicht zu wahren, „kündigte“ er unmittelbar danach beim Avanti!. Große Mailänder Zeitungen wie der Corriere della Sera und Il Secolo boten Mussolini allerdings sofort eine Plattform. Die rasche und harte, von ihm nicht zuletzt als persönliche Kränkung empfundene Reaktion der Parteiführung hatte Mussolini offenbar nicht erwartet. In den internen Diskussionen, die seinem Parteiausschluss vorausgingen, soll er aschfahl und zitternd aufgetreten sein und angekündigt haben, es „euch heimzuzahlen“.

### Wende nach rechts

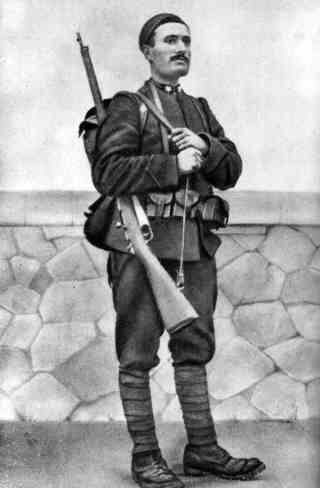
Mussolini als Soldat im Ersten Weltkrieg, 1917

Am 15. November 1914 meldete sich Mussolini mit einer neuen, zunächst noch als sozialistisch deklarierten Tageszeitung – Il Popolo d’Italia – wieder zurück. Das Blatt griff auf der Seite der Entente-freundlichen „Interventionisten“ in die Debatte um die Haltung Italiens zum Krieg ein. Die bellizistischen Interventionisten sprachen für eine Minderheit der italienischen Gesellschaft; Unterstützung und Publikum fanden sie vor allem im liberalen Bürgertum und bei radikalen Nationalisten, während die Masse der Industrie- und Landarbeiter einer Beteiligung Italiens am Krieg von Anfang an offen ablehnend gegenüberstand. Auch der einflussreiche katholische Klerus wandte sich gegen den Krieg, da er an einer Schwächung der „katholischen Großmacht“ Österreich-Ungarn nicht interessiert war. Der fundamentale, im Frühjahr 1915 bis an die Schwelle des Bürgerkrieges ausgetragene Konflikt zwischen „Interventionisten“ und „Neutralisten“ leitete die Krise des liberalen Staates ein, dessen Regierung den Kriegseintritt gegen den Willen der Mehrheit der Bevölkerung und des Parlaments durchsetzte, wobei sie sich geschickt der kleinen, aber lautstarken interventionistischen Minderheit bediente, unter deren „Druck“ zu handeln sie vorgab. Innenpolitisch trug der Eintritt Italiens in den Krieg Züge eines Staatsstreichs – „die ‚strahlenden Tage‘ vom Mai 1915 erscheinen in mehr als einer Hinsicht als Generalprobe für den Marsch auf Rom.“
In diesen Monaten traten erstmals sogenannte fasci auf, deren Angehörige Straßendemonstrationen organisierten und mitunter gewaltsam gegen Kriegsgegner – vor allem gegen Einrichtungen und Organisationen der Arbeiterbewegung – vorgingen. Bereits während der „roten Woche“ im Juni 1914 waren rechte Bürgerwehren mit Waffengewalt gegen Arbeiter vorgegangen. Die Mitglieder dieser Gruppen waren im Durchschnitt „jung, aus dem Norden, gebildet, aktivistisch und antisozialistisch“ und kamen aus bürgerlichen bzw. kleinbürgerlichen Milieus. Mussolini, der am 24. November 1914 aus dem PSI ausgeschlossen worden war, beteiligte sich im Dezember 1914 am Zusammenschluss mehrerer zuvor unabhängiger fasci zu den Fasci d’azione rivoluzionaria; er bezeichnete die Anhänger dieser Gruppen bereits zu diesem frühen Zeitpunkt als fascisti. Er war jedoch noch ohne eigene politische Hausmacht – nach wie vor stand er, verglichen mit aristokratischen Wortführern des Interventionismus wie Gabriele D’Annunzio, Filippo Tommaso Marinetti, Enrico Corradini und Luigi Federzoni, am unteren Ende einer „komplexen Leiter der Patronage“. Diese Patronagebeziehungen bewährten sich erstmals bei der Etablierung des Popolo d’Italia, dessen Auflage im Mai 1915 bei etwa 80.000 Exemplaren lag. In diesem Zusammenhang spielte Filippo Naldi, ein Journalist aus Bologna, der über enge Beziehungen zu Großgrundbesitzern und zur Regierung in Rom verfügte, eine wichtige Rolle. In der kritischen Anfangsphase versorgte Naldi den mittellosen Mussolini nicht nur mit Geld, sondern stellte ihm auch Druckmaschinen, Papier und sogar einige Redakteure des Resto del Carlino zur Verfügung. Der in dieser Phase bedeutendste finanzielle Förderer Mussolinis war Ferdinando Martini, der Minister für die Kolonien. Hohe Beträge kamen von Industriellen, so von Giovanni Agnelli (Fiat) und den Gebrüdern Perrone (Ansaldo). Subsidien flossen Mussolini außerdem vom französischen Geheimdienst und von der französischen Botschaft in Rom zu. Als im Herbst 1917 der Zusammenbruch des italienischen Heeres nach der Battaglia di Caporetto (der 12. Isonzo-Schlacht) bevorzustehen schien, unterstützte die römische Repräsentanz des britischen Geheimdienstes MI5 Mussolinis Blatt für mindestens ein Jahr mit einer wöchentlichen Zahlung von £ 100 (etwa 6.400 Euro nach heutigem Wert). Der Zufluss dieser Gelder ermöglichte Mussolini auch einen Lebensstil, durch den er habituell zu den ihn unterstützenden Kreisen aufschließen konnte. Er speiste fortan in teuren Restaurants, erwarb ein Pferd für Ausritte und ein Auto.
Die Gründer der frühen fasci waren häufig ehemalige Syndikalisten, die sich von der Unione Sindacale Italiana (USI) gelöst hatten und ihre Befürwortung einer Beteiligung Italiens am Krieg gegen die Mittelmächte mit „linken“ Argumenten begründeten. Der führende Kopf dieser Gruppe war der 1915 an der Isonzofront gefallene Filippo Corridoni, der früh für die Intervention plädiert und von einem „revolutionären Krieg“ gesprochen hatte. Auch Mussolini bewegte sich bis 1915 im Umfeld Corridonis. Diese „Linksinterventionisten“ standen nicht in einer genuin sozialistischen oder syndikalistischen Theorietradition, sondern griffen zunächst vorrangig auf modifizierte Ideologiefragmente des Risorgimento – vor allem des Mazzinianismus – zurück. Schon die frühen einschlägigen Beiträge Mussolinis im Popolo d’Italia waren, „trotz aller sozialrevolutionären Überbleibsel, so weit entfernt vom sozialistischen Internationalismus und Materialismus wie überhaupt möglich.“ In der teilweise hysterisch geführten Kampagne für die Intervention profilierte sich der Popolo d’Italia mit besonders schrillen Tönen; als es im Mai 1915 kurze Zeit so schien, als würde der „Verräter“ Giovanni Giolitti erneut Ministerpräsident werden, verlangte Mussolini, „ein paar dutzend Abgeordnete“ zu erschießen. Diese Transformation, die vielen Zeitgenossen als plötzlich und unvermittelt erschien, hatte Mussolini durchaus öffentlich vorbereitet. Neuere Untersuchungen haben herausgearbeitet, dass Mussolini seine Zeitschrift Utopia bereits vor dem Oktober 1914 zu einem Forum für „imperialistische, rassistische und antidemokratische“ Argumentationen gemacht hatte. Ostentativ sagte er sich nun von Marx, „dem Deutschen“, und dem „stock-preußischen“ marxistischen Sozialismus los und propagierte einen „antideutschen Krieg“. Am Sozialismus-Begriff hielt Mussolini zunächst noch fest, gab ihm aber einen völlig anderen Inhalt. Der Sozialismus der Zukunft werde ein „antimarxistischer“ und „nationaler“ sein. Im August 1918 wurde das Wort „sozialistisch“ aus dem Untertitel des Popolo d’Italia entfernt. Zu diesem Zeitpunkt war bei Mussolini endgültig ein mit sozialdarwinistischen Elementen aufgeladener autoritärer Nationalismus in den Vordergrund getreten:

„Wer Vaterland sagt, sagt Disziplin; wer Disziplin sagt, gibt zu, dass es eine Hierarchie der Autoritäten, der Funktionen, der Intelligenzen gibt. Dort, wo diese Disziplin nicht frei und bewusst angenommen wird, muss sie aufgezwungen werden, auch mit Gewalt, auch – die Zensur möge mir gestatten, es zu sagen – mit jener Diktatur, zu der die Römer der ersten Republik griffen, in den kritischen Stunden ihrer Geschichte.“

Von diesem Standpunkt aus kritisierte Mussolini auch den in Politikern wie Antonio Salandra und Giolitti verkörperten konservativen Liberalismus der alten Eliten, da dieser an der „Integration der Massen in die Nation“ gescheitert sei. So hielt er etwa an der Forderung nach einer Landreform fest, da allein auf diese Weise „die Landbevölkerung für die Nation gesichert“ werden könne. Allein von einer „Schützengrabenaristokratie“ (trincerocrazia), einer „Aristokratie der Funktion“, sei die Bereitschaft zu solchen Maßnahmen zu erwarten.
Mussolinis Gedankengänge reflektierten auf ihre Weise die tiefe Krise der traditionellen Ordnung, die spätestens 1917 von vielen Beobachtern konstatiert wurde. Von 1915 bis 1917 hatten die italienischen Regierungen – „ganz zu schweigen von den reaktionären und brutalen monarchistischen Generälen“ – versucht, einen „traditionellen“ Krieg zu führen. Sie hatten keinerlei Versuch unternommen, den Krieg vor den Arbeitern und Bauern, die die Masse der Soldaten stellten, zu rechtfertigen oder zu begründen. Erst nach der katastrophalen Niederlage in der 12. Isonzoschlacht leitete der neue Ministerpräsident Vittorio Orlando eine propagandistische Kampagne ein, die den Krieg für diejenigen, die ihn in den Schützengräben auszutragen hatten, plausibel machen sollte. Ende 1917 stießen die Legitimationen und Mechanismen der alten Herrschaftsordnung jedoch unübersehbar an ihre Grenzen, wodurch perspektivisch eine Nachfrage für die politische Ideologie geschaffen wurde, deren Grundlagen im Umfeld des Popolo d’Italia entstanden waren. Der Frühfaschismus war gleichwohl nicht die einzige politische Kraft, die in diesem Zusammenhang auftrat. Der italienische Radikalnationalismus (vgl. Associazione Nazionalista Italiana) etwa, der „Rechtsinterventionismus“ der Jahre 1914/15, durchlief bis 1919 eine relativ eigenständige Entwicklung.

### Militärdienst
Von August 1915 bis August 1917 leistete Mussolini selbst Militärdienst. Mit dem 11. Bersaglieri-Regiment war er am Isonzo (bis November 1915, vgl. Isonzoschlachten), in den Karnischen Alpen (bis November 1916) und bei Doberdò im Einsatz. Während dieser Zeit publizierte er weiterhin im Popolo d’Italia. Diese Artikel wurden 1923 als „Kriegstagebuch“ neu herausgegeben und im faschistischen Italien in zahlreichen Auflagen verbreitet. Während eines Lazarettaufenthaltes im Dezember 1915 heiratete er Rachele Guidi, die Mutter seiner 1910 geborenen Tochter Edda. 1916 bzw. 1918 kamen die Söhne Vittorio und Bruno zur Welt. Obwohl „Gebildete“ im italienischen Heer sehr häufig einen Offiziersrang erhielten, brachte es Mussolini nur bis zum caporal maggiore (ein niedriger Unteroffiziersdienstgrad). Einen Kurs für Offiziersanwärter musste er nach kurzer Zeit auf Veranlassung der Armeeführung wieder verlassen. Nach allen vorliegenden Zeugnissen begegneten Soldaten der Mannschaftsränge dem Gründer des Popolo d’Italia mit Misstrauen, zum Teil auch offen feindselig. Das Angebot des Regimentskommandeurs, die Regimentsgeschichte zu schreiben und so den für den „Kriegshetzer“ besonders gefährlichen Schützengräben zu entkommen, lehnte er indes ab. Im Herbst 1916 war Mussolini allerdings so erschöpft, dass er nach Wegen zu suchen begann, aus dem Dienst auszuscheiden. Am 23. Februar 1917 wurde Mussolini bei einer Übung hinter der Front schwer verwundet, als eine Mörsergranate beim Abschuss explodierte und mehrere Soldaten in seiner Nähe tötete. Bis zu seiner Entlassung aus dem Militär im August hielt er sich in einem Mailänder Lazarett auf.

## Mussolini und die italienische Rechte (1919–1922)

### Mussolini und der Frühfaschismus
Der Weltkrieg erschütterte das politische System Italiens. Das Kalkül der Regierung Salandra, die sich vom Eintritt in den Krieg vor allem eine Marginalisierung der Sozialisten und eine dauerhafte Verschiebung des politischen Kräftefeldes nach rechts – in Summe eine „hierarchische Reorganisation der Klassenbeziehungen“ – versprochen hatte, war nicht aufgegangen. Stattdessen hatten die lokal und regional begrenzten Konflikte der Vorkriegszeit „nationale Dimensionen angenommen und waren zu Protesten gegen den Krieg, gegen den Staat, gegen die herrschende Klasse geworden.“ Der italienischen Oberschicht gelang es nicht, die Auseinandersetzungen der Nachkriegszeit wie in Frankreich und Deutschland zu kanalisieren und durch taktische Zugeständnisse abzufedern; der Kampf um die gesellschaftliche Hegemonie wurde direkt und unvermittelt ausgetragen und überforderte schließlich die liberalen Institutionen.
Das prägende, auch für Mussolini zentrale Thema der Nachkriegszeit war der Aufstieg einer radikalen Linken und der damit verbundene Eintritt der „Massen“ in das politische Leben. Anders als etwa in Deutschland war in Italien die reformistische, zur Zusammenarbeit mit den Parteien des Bürgertums bereite Strömung der Arbeiterbewegung, die innerhalb des PSI vor allem der Kreis um Filippo Turati repräsentierte, strukturell schwach. Im September 1918 hatten sich in der sozialistischen Partei die sogenannten „Maximalisten“ (massimalisti) um Serrati durchgesetzt, die sich die bolschewistische Oktoberrevolution zum Vorbild nahmen und ähnliche Positionen wie die deutsche USPD vertraten. 1919 erlebten die Partei und die Gewerkschaften einen beispiellosen Zustrom neuer Mitglieder, bei der Parlamentswahl am 16. November 1919 erhielt der PSI 32,5 % der Stimmen (156 Mandate) und wurde zur stärksten Partei. Im März 1919 erzwangen Massenstreiks die Anerkennung des Achtstundentages. In Latium und in Teilen Süditaliens begannen Landarbeiter und Kleinbauern im Sommer mit spektakulären Landbesetzungen, während es der sozialistischen Gewerkschaft Federterra zumindest in der Po-Ebene gelang, die Landarbeiter fast restlos zu organisieren und den Großgrundbesitzern Löhne und Arbeitsbedingungen zu diktieren. Dennoch war der Aufschwung des italienischen Sozialismus instabil. Die Mehrheit seiner Anhänger war bitterarm, ohne materielle und kulturelle Ressourcen und in der Regel lediglich lokal vernetzt; viele Mitglieder stießen nach dem Ende des Krieges erstmals zur Partei und zu den Gewerkschaften, ihre Bindung an das sozialistische Programm blieb lose und ungefestigt. Der lange Zeit auch in der historischen Literatur reproduzierte zeitgenössische liberale, konservative und faschistische Diskurs über die „rote Gefahr“ (vgl. biennio rosso) verschleiert, dass es der sozialistischen Partei selbst in ihrer Hochphase zu keinem Zeitpunkt gelang, im gesellschaftlichen Maßstab zur Mehrheitspartei zu werden. 43 der 69 Provinzen wiesen auch im November 1919 „weiße“ Mehrheiten auf; der erst am 18. Januar 1919 gegründete katholische PPI gewann bei dieser Wahl aus dem Stand 100 Mandate, die verschiedenen liberalen Gruppen zusammen 252.
Parallel zum Aufschwung der politischen Linken etablierte sich eine – anfänglich noch stark fragmentierte – „neue Rechte“, die nicht einfach konservativ war, sondern die Institutionen der traditionellen Ordnung mehr oder weniger offen verwarf. Ihr gemeinsamer Nenner war ein ideologisches Amalgam aus nationalistischer Enttäuschung über den „verstümmelten Sieg“ (vittoria mutilata) im Weltkrieg und aggressiver Auseinandersetzung mit der „roten Gefahr“. Der weithin akklamierte Kopf dieser Rechten war zunächst Gabriele D’Annunzio. Mussolini war zur Jahreswende 1918/19 zwar als Chefredakteur des Popolo d’Italia in ganz Italien bekannt, verfügte aber lediglich im lokalen Rahmen Mailands über politisches Gewicht. Er griff in den ersten Nachkriegsmonaten die verbreitete Forderung nach einer konstituierenden Nationalversammlung auf, die vor allem unter den zurückkehrenden Frontsoldaten populär war und durchaus in das ideologische Profil des Popolo d’Italia passte.

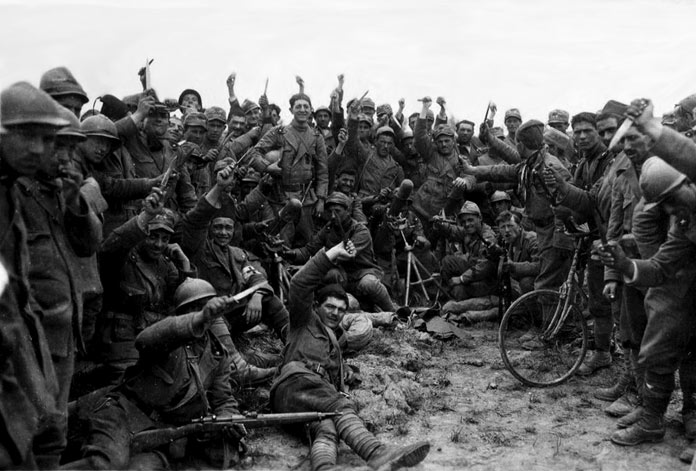
Angehörige der 1917/18 mit einem Elitekult umgebenen Arditi-Bataillone spielten in der Symbolgeschichte des italienischen Faschismus eine wichtige Rolle. Sie stellten die militantesten Kader der frühen fasci und brachten das Schwarzhemd, den Fez, die Parole A noi! und die spätere Parteihymne Giovinezza in die faschistische Bewegung ein.

Zum 23. März 1919 rief Mussolini die Vertreter von etwa zwanzig fasci, die sich nach Kriegsende neu gebildet hatten oder von überlebenden Aktivisten der Jahre 1914/15 wiederbelebt worden waren, in Mailand zusammen. An dem Treffen (das in einem von der Industriellenvereinigung Alleanza industriale e commerciale zur Verfügung gestellten Saal an der Piazza San Sepolcro stattfand) nahmen etwa 300 Personen teil, darunter Roberto Farinacci, Cesare Maria De Vecchi, Giovanni Marinelli, Piero Bolzon und Filippo Tommaso Marinetti. Die Zusammensetzung der später als sansepolcristi verehrten Teilnehmer verhalf der bei dieser Gelegenheit gegründeten Dachorganisation (den Fasci italiani di combattimento) zu einem schillernden, „bivalenten“ Erscheinungsbild. Ehemalige „Linksinterventionisten“ stellten (noch) die Mehrheit, „neben ihnen aber sitzen die Nationalisten, die Reaktionäre und schlichte Streikbrecher.“ Der von Mussolini erhobene und auch in der historischen Literatur oft ohne Relativierung kolportierte Anspruch, die combattenti (die Kriegsteilnehmer) zu vertreten, traf nur sehr bedingt zu. Die ersten Nachkriegs-fasci zogen vor allem demobilisierte Reserveoffiziere oder Studenten bürgerlicher Herkunft an, die im Krieg Offiziere gewesen waren oder bei den Arditi gedient hatten. Der weitaus mitgliederstärkste Verband der Kriegsteilnehmer, die Associazione Nazionale dei Combattenti (ANC), war dagegen – abgesehen von regionalen Sonderfällen – zunächst demokratisch und antifaschistisch ausgerichtet; auch seine soziale Zusammensetzung (überwiegend ehemalige wehrpflichtige Bauern und Offiziere unterer Dienstgrade) war eine ganz andere als die der fasci.
Die in Mailand ins Leben gerufene Organisation blieb – trotz einiger spektakulärer Aktionen, darunter eine von Marinetti dirigierte Brandstiftung im Redaktionsgebäude des Avanti! am 15. April 1919 – zunächst ohne jeden Einfluss. Noch Ende 1919 existierten lediglich 31 fasci mit zusammen 870 Mitgliedern. Erst nach und nach gelang es den Fasci di combattimento, sich gegen rivalisierende liberale, anarchistische und syndikalistische Gruppen, die den Begriff fascio (mit jeweils abweichenden Inhalten) ebenfalls für sich reklamierten, durchzusetzen. Im August 1919 lancierte Mussolini eine neue Zeitschrift (Il Fascio), die vor allem die Aufgabe hatte, den fascismo im Sinne seiner Organisation auszudeuten.
Die programmatischen Leitsätze der Fasci di combattimento waren diffus und für die Praxis der Organisation schon zu diesem Zeitpunkt völlig bedeutungslos. Im März 1919 war überhaupt kein formales Programm beschlossen worden. Mussolini hatte in Mailand lediglich drei Erklärungen verlesen und sich darin mit den Frontkämpfern solidarisiert, die Annexion Fiumes und Dalmatiens verlangt sowie die Bekämpfung der sozialistischen und katholischen „Neutralisten“ angekündigt. Am 6. Juni 1919 veröffentlichte der Popolo d’Italia schließlich ein Programm, bei dem „unschwer hinter der ‚linken‘ Fassade, die vor allem durch die politische Forderung nach der Republik entsteht, in den Fragen der sozialen Ordnung ein reaktionärer Kern zu erkennen“ ist. Das Programm war auch in seinen bald vergessenen „radikalen“ Passagen – entgegen einer weitverbreiteten Legende – keineswegs „sozialrevolutionär“, sondern von den Verfassern weitgehend an die reformistische Linie der nationalistischen Gewerkschaft Unione Italiana del Lavoro angelehnt worden. Gefordert wurden die Senkung des Wahlalters auf 18 Jahre und das Wahlrecht für Frauen, die Abschaffung des Senats und dessen Ersetzung durch einen „technischen Nationalrat“, Mindestlohn und Achtstundentag, Besteuerung der Kriegsgewinne, eine staatliche Sozialversicherung, die Verteilung unbebauten Bodens an Kriegsveteranen, Beteiligung von Vertretern der Arbeiterorganisationen an der „Verwaltung“ privater und öffentlicher Betriebe („soweit sie dessen moralisch und technisch würdig sind“), die Schließung der katholischen Schulen und die Einziehung des kirchlichen Grundbesitzes. Mussolini vermied es insbesondere in dieser frühen Phase, die Fasci di combattimento einem der existierenden politischen Lager zuzuordnen. Auf dem ersten Kongress der fasci, der im Oktober 1919 in Florenz stattfand, erklärte er, sie seien „nicht republikanisch, nicht sozialistisch, nicht demokratisch, nicht konservativ, nicht nationalistisch“. Er polemisierte gegen den linksliberalen Ministerpräsidenten Nitti und solidarisierte sich mit dem Fiume-Unternehmen D’Annunzios, ohne sich oder seine Organisation zu eng an dieses Projekt zu binden.
Bei der Parlamentswahl am 16. November 1919 erhielt die von Mussolini und Marinetti angeführte faschistische Liste in der gesamten Provinz Mailand nur 4.675 Stimmen und gewann kein Mandat. Nach dieser Schlappe warfen Mailänder Faschisten am 17. November einen Sprengsatz in eine sozialistische Demonstration. Mussolini wurde als Anstifter verdächtigt und – nachdem bei einer Durchsuchung ein Waffenlager gefunden worden war – verhaftet, aber nach nur einem Tag aufgrund einer Intervention aus Rom wieder entlassen.
Am 24./25. Mai 1920 fand in Mailand der zweite Kongress der Fasci di combattimento statt. Die meisten ehemaligen „Linksinterventionisten“ schieden bei dieser Gelegenheit aus dem Nationalrat der Organisation, die nach dem sozialistischen Wahlsieg zahlreiche neue Anhänger in den zerfallenden liberalen Milieus gefunden hatte, aus. Auch Marinetti verließ den Kongress, nachdem Mussolini sich gegen eine Fortsetzung der antikatholischen Polemik ausgesprochen hatte. Die Forderung nach der Republik relativierte Mussolini in Mailand ebenfalls. Die Stoßrichtung gegen den „antiitalienischen“ Sozialismus wurde dagegen noch stärker herausgestellt. Der Achtstundentag und der Mindestlohn verschwanden aus dem faschistischen Programm, ebenso die Forderung nach einer „technischen“ Beteiligung der Arbeiter an der Leitung der Betriebe. Nun richtete sich die faschistische Polemik gegen einen vermeintlichen „Staatskollektivismus“ oder „Staatsbolschewismus“ in Italien; Mussolinis Rede in Mailand, in der er sich zu einer „Manchester-Konzeption“ des Staates bekannte, bewertet der Historiker Adrian Lyttelton als Entwurf eines „kapitalistischen Utopia“. Während der Auseinandersetzungen zwischen der Metallarbeitergewerkschaft FIOM und dem Unternehmerverband Confindustria, die im September 1920 in die zeitweilige Besetzung vieler Fabriken durch die Belegschaften mündeten, rief Mussolini im Popolo d’Italia immer wieder zur Klassenzusammenarbeit auf. Den anderen antisozialistischen Parteien warf er vor, den Sozialisten nicht mit der nötigen Entschiedenheit entgegenzutreten – die Faschisten aber würden dies nun tun. Die seien zwar eine Minderheit, aber „eine Million Schafe werden immer vom Brüllen eines einzigen Löwen zerstreut werden.“ Diese Worte kündigten die eigentliche „Geburt“ des Faschismus an, dessen Vorstöße bald „keineswegs nur mehr sporadische Episoden zu Demonstrationszwecken“ waren, sondern „Ausdruck einer bewusst geplanten, systematischen Gewalt“, die auf die vollständige Zerstörung der sozialistischen Organisationen zielte.

### Vom „blocco nazionale“ zum „Partito Nazionale Fascista“

Flagge der frühen faschistischen Bewegung mit „republikanischem“ Liktorenbündel

Die „Explosion der antisozialistischen Gewalt“ erfolgte im Herbst 1920, als große Teile der bürgerlichen Eliten ihr Vertrauen in die Fähigkeit des Staates, die Arbeiterbewegung unter Kontrolle zu bringen und zurückzudrängen, verloren hatten. Liberale Zeitungen plädierten nun offen für die autoritäre Herrschaft eines „starken Mannes“ oder eine Militärdiktatur. Gerade zu dieser Zeit trat die sozialistische Bewegung in eine Phase der Orientierungslosigkeit und inneren Auseinandersetzungen ein, da der Verlauf der Fabrikbesetzungen im September 1920 deutlich gemacht hatte, dass die zentristischen „Maximalisten“ an der Spitze des PSI trotz ihrer radikalen Rhetorik nicht gewillt waren, ernsthaft auf eine sozialistische Revolution hinzuarbeiten (diese Fraktionskämpfe führten im Januar 1921 zur Abspaltung des linken Parteiflügels, der sich als Partito Comunista d’Italia konstituierte). So ging im Oktober 1920 fast unvermittelt „die Initiative in den gesellschaftlichen Auseinandersetzungen auf die besitzenden Klassen und die neue Rechte über.“
Die fasci, bis dahin „so gut wie bedeutungslos, teils anämische Gebilde, teils überhaupt nicht existent“, erlebten nun einen stetigen Zustrom neuer Mitglieder und einen enormen politischen Bedeutungsgewinn. Die Zahl der lokalen fasci vervielfachte sich binnen weniger Monate von 190 (Oktober 1920) auf 800 (Ende 1920), 1.000 (Februar 1921) und 2.200 (November 1921). Ihre Reputation im antisozialistischen Lager war schlagartig gestiegen, als am 21. November 1920 mehrere hundert bewaffnete Faschisten die konstituierende Sitzung des neugewählten sozialistischen Gemeinderates von Bologna überfielen, wobei neun Menschen starben. Die „Schlacht von Bologna“ leitete die Periode des faschistischen squadrismo ein, der bewaffneten „Strafexpeditionen“ gegen „rote“ Partei- und Gewerkschaftshäuser, Zeitungsredaktionen, Arbeiterheime, Kulturhäuser, Gemeindeverwaltungen, Genossenschaften und Einzelpersonen. Die einzelnen squadre wurden häufig von Industriellen und Großgrundbesitzern ausgerüstet (mitunter auch direkt geführt), profitierten aber vor allem von der direkten und indirekten Unterstützung durch staatliche Stellen aller Ebenen. Der Kriegsminister im Kabinett Giolitti V, der 1912 aus dem PSI ausgeschlossene rechte Sozialdemokrat Ivanoe Bonomi, regte im Oktober 1920 den Eintritt von entlassenen Reserveoffizieren in die fasci an, wobei ihnen ein großer Teil des bisherigen Soldes weitergezahlt werden sollte. Justizminister Luigi Fera wies die Gerichte in einem Rundschreiben an, Verfahren gegen Faschisten nach Möglichkeit einschlafen zu lassen. Hunderte sozialistische Gemeindeverwaltungen, die zum Ziel von faschistischen „Strafexpeditionen“ geworden waren, ließ die Regierung im Frühjahr 1921 „aus Gründen der öffentlichen Ordnung“ auch offiziell auflösen, darunter die von Bologna, Modena, Ferrara und Perugia. Die Dominanz der Sozialisten in vielen Gemeindeparlamenten hatte die liberalen Eliten seit 1919 besonders beunruhigt, da das gesellschaftliche Kräfteverhältnis hier tatsächlich zugunsten der Linken zu kippen drohte.
Die Ausbreitung der fasci erfolgte regional sehr ungleichmäßig und in der Regel ohne direkten politischen, ideologischen oder persönlichen Bezug zu Mussolini. Auch der Großteil der politischen Symbolik des italienischen Faschismus entstand in dieser Phase unabhängig vom Mailänder Zentrum spontan und wurde durch Imitation schrittweise von der gesamten Bewegung übernommen. Triest, wo sowohl die nationalistische als auch die antisozialistische Agitation besonders intensiv war und in den Auseinandersetzungen mit der slowenischen Minderheit fließend ineinander überging, entwickelte sich zur ersten echten Hochburg des Faschismus. Hier hatte der örtliche fascio im März 1921 14.756 Mitglieder (18 % der Gesamtmitgliedschaft). Die Organisationen in Turin, Rom und Ravenna hatten damals dagegen erst 581, 1.480 und 70 Mitglieder.
Die persönliche Rolle Mussolinis in der faschistischen Bewegung blieb bis 1921 ungeklärt. Seine Beziehungen zu den Führern des Provinzfaschismus, die die faschistische Gewalt in erster Linie organisierten, waren wiederholt ausgesprochen angespannt. Der zukünftige Duce gehörte nicht zu den Verfechtern eines intransigenten Radikalismus, war nicht zuletzt auf sein eigenes Fortkommen bedacht und neigte zu Kompromissen (eine Einbindung des rechten Flügels der Sozialisten und der Gewerkschaften in einen „nationalen Block“ blieb sein Ziel, bis dies 1924 unmöglich wurde). Von wesentlicher Bedeutung für die Stellung Mussolinis war es, dass er im Finanzzentrum des Landes lebte und die großen „Spenden“ von Industriellen und Bankiers auch nach 1919 meist direkt an ihn und den Popolo d’Italia gingen; er war damit innerhalb der faschistischen Bewegung vergleichsweise unabhängig und konnte die in der Provinz benötigten Gelder verteilen.
Mussolini gelang es, die Fasci di combattimento vor der Parlamentswahl am 15. Mai 1921 in einen von Giolitti geführten bürgerlichen Wahlblock zu integrieren. Mit dem einflussreichen Politiker, der seit dem 15. Juni 1920 wieder Ministerpräsident war, stand Mussolini seit Oktober 1920 über einen Mittelsmann in Verbindung. Der blocco nazionale umfasste alle Parteien mit Ausnahme der Sozialisten, der Kommunisten und der katholischen popolari. Für Mussolini persönlich bedeutete dieser Erfolg den Eintritt in die von den alten Eliten definierte Zone der „politischen Respektabilität“. Zusammen mit Mussolini, der an der Spitze der Listen des blocco in Mailand und Bologna platziert worden war, zogen 34 weitere Faschisten in die Abgeordnetenkammer ein (bei 275 Mandaten für den gesamten Block).
Giolitti, der sein wichtigstes Wahlziel – die nachhaltige Schwächung der Sozialisten und der popolari – nicht erreicht hatte, trat am 27. Juni 1921 zurück. Giolittis Nachfolger Bonomi, der in Mantua zusammen mit faschistischen Kandidaten auf der Liste des blocco nazionale angetreten war, versuchte im Juli 1921, den rechten Flügel des PSI von der Partei zu lösen und an das Regierungslager zu binden. Er gewann einige führende Faschisten (darunter Mussolini, Cesare Rossi und Giovanni Giuriati), vier sozialistische Abgeordnete und drei Funktionäre des Gewerkschaftsdachverbandes CGdL für die Unterzeichnung eines „Befriedungspaktes“ (2. August 1921). Mussolini rechtfertigte diesen überraschenden Schritt mit dem Argument, dass es unmöglich sei, die zwei Millionen Sozialisten Italiens zu „liquidieren“; die Option „permanenter Bürgerkrieg“ sei naiv. Er stand damals unter dem Eindruck der in ganz Italien beachteten Ereignisse von Sarzana ('fatti di Sarazena'), wo am 21. Juli eine „Strafexpedition“ von 500 ligurischen und toskanischen squadristi in die Flucht geschlagen worden war, nachdem sich – für die Faschisten völlig unerwartet – eine Handvoll Carabinieri auf die Seite der Einwohner gestellt hatte. 14 squadristi, ein Polizist und einige Bürger starben. Für Mussolini, der offen von einer „Krise des Faschismus“ sprach, warf dies die Frage auf, was die fasci „wirklich wert sind, wenn ihnen die Polizeimacht des Staates entgegentritt.“ Hinter diesem Schachzug stand jedoch auch die nicht zuletzt in persönlichen Ambitionen wurzelnde Absicht Mussolinis, die fluktuierenden und lose vernetzten fasci zu „parlamentarisieren“ und zu einer Partei zusammenzufassen, um so mittel- und langfristig an der politischen Macht in Rom zu partizipieren.
Faschistische Extremisten, vor allem die Exponenten des militanten „Agrarfaschismus“ der Po-Ebene, der Emilia, der Toskana und der Romagna wie Italo Balbo und Dino Grandi, die eine völlige Zerschlagung der Arbeiterbewegung und die Errichtung eines autoritären Regimes ohne Rücksichtnahme auf liberale Interessengruppen für möglich hielten, griffen Mussolini daraufhin offen an. Dieser zog sich am 18. August 1921 aus dem Exekutivkomitee der Fasci di combattimento zurück, gefolgt von Rossi, der beklagte, dass der Faschismus zu einer „reinen, authentischen und exklusiven Bewegung des Konservatismus und der Reaktion“ geworden sei. Die „konservativen“ Faschisten waren jedoch nicht in der Lage, sich auf eine Führungspersönlichkeit zu verständigen, die Mussolini hätte ersetzen können, nachdem Gabriele D’Annunzio das Angebot abgelehnt hatte. Im Vorfeld des dritten Kongresses der fasci, der im November 1921 in Rom stattfand, gingen die beiden Fraktionen aufeinander zu: Mussolini erklärte den – ohnehin nie realisierten – Befriedungspakt am 22. Oktober zu einer „lächerlich bedeutungslosen Episode unserer Geschichte“ (und kündigte ihn im November ganz auf), während die „Reaktionäre“ um Grandi sich mit der Gründung des Partito Nazionale Fascista (PNF) abfanden. In Rom bemühte sich der nunmehr als Duce etablierte Mussolini, die aufgekommenen Zweifel an der Entschiedenheit seines Antisozialismus zu beseitigen:

„Ich bedauere nicht, dass ich Sozialist gewesen bin. Aber ich habe die Brücken zu dieser Vergangenheit abgebrochen. Ich bin nicht nostalgisch. Ich denke nicht darüber nach, zum Sozialismus zu gelangen, sondern darüber, von ihm loszukommen. In wirtschaftlichen Angelegenheiten sind wir Liberale, weil wir glauben, dass die nationale Wirtschaft nicht kollektiven Körperschaften oder der Bürokratie überlassen werden kann.“

Mussolini sorgte für weitere Klarstellungen am Rande. Aus dem Parteiprogramm wurden die noch vorhandenen Reste republikanischen und antiklerikalen Gedankenguts aus der Frühzeit der fasci entfernt. Von außenpolitischen Abenteuern im Stile D’Annunzios hatte sich Mussolini schon 1920 distanziert; nur „Verrückte und Kriminelle“ würden nicht begreifen, dass Italien Frieden brauche.

### „Marsch auf Rom“

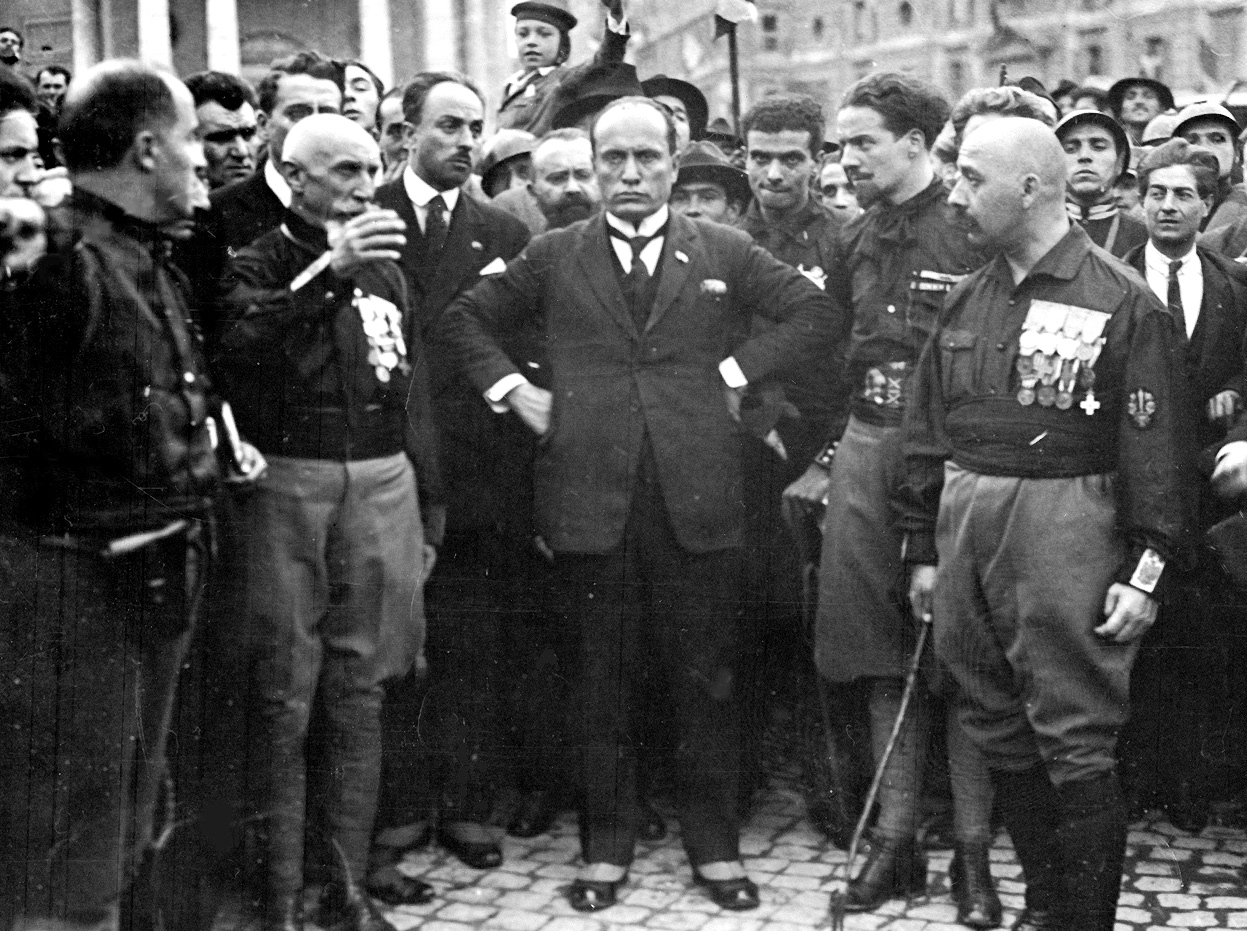
Mussolini und das Quadrumvirat während des Marsches auf Rom am 28. Oktober 1922

Nach dem Kongress von Rom festigte Mussolini zielstrebig seine Position innerhalb der faschistischen Bewegung. Sekretär des PNF wurde Michele Bianchi, ein enger Vertrauter des Duce. Die squadre wurden formal den lokalen Parteigruppen zugeordnet und einer Generalinspektion unterstellt. Die Führer des Provinzfaschismus (für die sich bald das äthiopische Lehnwort ras einbürgerte) wahrten gleichwohl eine erhebliche Autonomie, die sie auch in den Jahren der Diktatur sichern und zum Teil noch ausbauen konnten.
Ab Januar 1922 erschien auf Anregung Mussolinis die Zeitschrift Gerarchia (bis 1933 redigiert von Margherita Sarfatti), die dem Faschismus einen verbindlichen intellektuellen Überbau verschaffen sollte. Persönlich war Mussolini kein „Fundamentalist“ der nach und nach konturierten faschistischen Ideologie, sondern achtete vor allem auf deren praktischen politischen Nutzen.
Nach dem Rücktritt Bonomis bildete der Liberale Luigi Facta im Februar 1922 eine Regierung, die allgemein als Platzhalter für ein neues Kabinett Giolitti angesehen wurde. In der Regierungszeit Factas begann eine „zweite Welle“ des squadrismo; die sozialistischen Hochburgen in Norditalien wurden Ziel regelrechter Feldzüge der Faschisten, die etwa in der Romagna „wie eine Besatzungsarmee“ auftraten. Anfang März besetzten einige tausend squadristi den Freistaat Fiume. Bei den erneuten Zügen gegen Bologna und Ferrara im Mai/Juni wurden jeweils mehrere zehntausend Faschisten zusammengezogen. Die sozialistischen und syndikalistischen Gewerkschaften, die im Februar 1922 die Alleanza del lavoro gebildet hatten, riefen für den 1. August 1922 zu einem politischen Generalstreik gegen den faschistischen Terror auf. Er wurde nach einem faschistischen Ultimatum bereits am 3. August abgebrochen. Im Gegenstoß drangen die Faschisten nun auch in linke Hochburgen wie Parma und Genua ein, wo es zu mehrtägigen Straßenkämpfen kam. Bis zum Oktober 1922 kamen nach neueren Berechnungen mindestens 3.000 Menschen bei diesen Auseinandersetzungen ums Leben. Im September erreichten die Faschisten mit Vorstößen nach Terni und Civitavecchia das Umland Roms.
Im Juli 1922 wurde Facta nach faschistischen Ausschreitungen in Cremona, gegen die die Behörden erneut nichts unternommen hatten, mit den Stimmen der popolari, der Sozialisten und liberaler Demokraten gestürzt (aber sofort wieder mit der Regierungsbildung beauftragt). Mussolini begann nun, mit Giolitti, Orlando und Salandra – den „starken Männern“ der italienischen Politik – über seine Rolle in einem künftigen Kabinett zu verhandeln. Noch war nicht abzusehen, ob er „ein kommender Mann oder der kommende Mann“ war. Seine Beiträge im Popolo d’Italia und seine Reden in der Abgeordnetenkammer waren nicht erst seit dieser Zeit vor allem darauf abgestellt, ein Höchstmaß an „staatsmännischer“ Glaubwürdigkeit und Urteilsfähigkeit zu demonstrieren, während er die radikalen Wortmeldungen Bianchi, Balbo, Farinacci und anderen überließ. Der Demonstration außenpolitischer Kompetenz hatte Mussolinis erste breit beachtete Auslandsreise gedient, die ihn im März 1922 nach Deutschland führte. In Berlin traf er mit „bemerkenswert hochrangigen“ Gesprächspartnern zusammen, darunter Reichskanzler Joseph Wirth, Außenminister Walther Rathenau, Gustav Stresemann und dem einflussreichen liberalen Journalisten Theodor Wolff, der Mussolini auch später freundschaftlich verbunden blieb.
Im Oktober 1922 erreichte die politische Krise den Höhepunkt. Die sozialistische und kommunistische Linke war als politischer Faktor bereits weitgehend ausgeschaltet. Die Gewerkschaften verloren nach dem Fehlschlag des Generalstreiks im August noch einmal massiv Mitglieder und Einfluss, während sich die sozialistische Partei Anfang Oktober erneut spaltete. In den über Mittelsmänner geführten Verhandlungen mit Giolitti gab Mussolini nun zu verstehen, dass er zur Führung einer Koalitionsregierung bereit sei. Da der PNF nur über 35 Mandate in der Abgeordnetenkammer verfügte, war ein von Mussolini geführtes Kabinett – wenn es nicht sofort als Staatsstreichregierung auftrat – auf die Unterstützung der liberalen und konservativen Blöcke des Parlaments angewiesen. In öffentlichen Stellungnahmen würdigte Mussolini nun einmal mehr die Monarchie und die katholische Kirche und stellte in einem Gespräch mit General Pietro Badoglio die Passivität der Armee bei einer eventuellen, mit einer demonstrativen Aktion der fasci gegen Rom verbundenen faschistischen Machtübernahme sicher. Bereits am 20. September 1922 hatte er sich in einer Rede in Udine erneut zu einer liberalen Wirtschaftspolitik bekannt und sich für einen Bruch mit der seit 1919 in Ansätzen ausgebildeten staatlichen Sozialpolitik ausgesprochen. Die berühmte Rede von Udine gilt als vorweggenommene Regierungserklärung des Faschismus. Sie kombinierte das Bekenntnis zu Gewalt und Gehorsam mit einer Absage an die Demokratie und der Ankündigung, die Massen zur Unterstützung italienischer Machtpolitik zu mobilisieren. Italiens Größe – statt einer „Politik der Entsagung und der Feigheit“ – war das Hauptziel.
Am 25. Oktober verließ Mussolini den Parteitag des PNF, der am Vortag in Neapel begonnen hatte, und zog sich nach Mailand zurück. Obwohl er einen gewaltsamen Putsch, mit dem führende Squadristen immer wieder gedroht hatten, nicht ernstlich vorbereitete, hatte er sich vorab mit einem „inszenierten Marsch“ auf die Hauptstadt einverstanden erklärt. Dieser später zum Eckstein der „faschistischen Revolution“ verklärte „Marsch auf Rom“, an dem in strömendem Regen wohl lediglich 5.000 squadristi teilnahmen, begann am Morgen des 28. Oktober. Mit dem Unternehmen wollte Mussolini den König zu einer Entscheidung zwingen, von der er annehmen konnte, dass sie zu seinen Gunsten ausfallen würde. Giolitti, Salandra und Orlando waren zu diesem Zeitpunkt ebenso wie der König, der Papst, die Armeeführung und die Wirtschaftsverbände mit einem faschistischen Ministerpräsidenten, den Mussolini am 24. Oktober in Neapel erstmals öffentlich gefordert hatte, einverstanden. Am 29. Oktober ließ Viktor Emanuel III. Mussolini telefonisch nach Rom bestellen, wo er am Morgen des nächsten Tages eintraf und am 31. Oktober als Ministerpräsident vereidigt wurde. Der Simulation eines politischen Umsturzes diente die faschistische „Siegesparade“ am 31. Oktober, an der Mussolini persönlich teilnahm. Erst dadurch entstand der „politische Mythos vom gewaltsam erzwungenen Umsturz durch den Faschismus.“ Der Einzug der Squadristen in Rom endete mit einem Überfall auf das Arbeiterviertel San Lorenzo, wo mehrere Menschen getötet wurden.

## Regierungschef (1922–1943)

### Weg zur Diktatur (1922–1926)

#### Konsolidierung der Macht
Das erste Kabinett Mussolini war eine Koalitionsregierung der italienischen Rechten. Mussolini war das einzige führende Mitglied des PNF mit Ministerrang (Außen- und Innenminister); die Faschisten Giacomo Acerbo und Aldo Finzi erhielten lediglich Staatssekretariate. Wichtige Ministerien gingen an Angehörige des konservativen und nationalistischen Establishments (Giovanni Gentile (Bildung und Erziehung), Luigi Federzoni (Kolonien), Armando Diaz (Krieg), Paolo Thaon di Revel (Marine)). Die Minister Alberto De Stefani (Finanzen), Aldo Oviglio (Justiz) und Giovanni Giuriati (befreite Gebiete), die aus dem gleichen Milieu kamen, waren zu diesem Zeitpunkt bereits der faschistischen Partei beigetreten. Mit Stefano Cavazzoni (Arbeit und Soziales) war auch der rechte Flügel des Partito Popolare Italiano in der Regierung vertreten; dazu kamen Vertreter der meisten liberalen Gruppen. Insgesamt handelte es sich um „ein konservatives Ministerium, das den gemeinsamen Willen der Industrie, der Monarchie und auch der Kirche zum Ausdruck brachte; es stand für den Versuch, die lange Periode der politischen Instabilität nach dem Krieg durch die Etablierung einer stabilen Regierung, die sich auf das breite Spektrum der vielen Fraktionen der Rechten stützen konnte, zu beenden.“
Am 16. November 1922 trat Mussolini erstmals als Ministerpräsident vor das Parlament; mit der Drohung, das Haus jederzeit „zu einem Biwak für meine squadre“ machen zu können, forderte er Vollmachten, um auf dem Verordnungsweg regieren zu können. Nur die Abgeordneten der Sozialisten und Kommunisten stimmten am 24. November gegen die Vorlagen, durch die die Regierung bis zum 31. Dezember 1923 befristete Sondervollmachten erhielt. Sieben liberale Abgeordnete, darunter Nitti und Giovanni Amendola, blieben der Abstimmung fern; dagegen stimmten fünf ehemalige liberale Premierminister – Giolitti, Salandra, Orlando, Bonomi und Facta – für die Regierung. Im Senat war die Stimmenmehrheit für die Regierung noch größer; hier wurde Mussolini offen zur Einrichtung einer Diktatur aufgefordert.
Im Winter 1922/1923 kam es insbesondere in den Städten zu schweren Übergriffen der Squadristen auf politische Gegner; in Turin ermordete ein außer Kontrolle geratenes „faschistisches Exekutionskommando“ gezielt Sozialisten, Kommunisten und Gewerkschafter, ohne dass die Polizei – die Mussolini als Innenminister direkt unterstand – einschritt. Stattdessen profitierten tausende Faschisten noch vor dem Jahresende von einer Amnestie. Die im Dezember 1922 eingeleitete Umwandlung der squadre in eine Nationalmiliz (vgl. MVSN), in deren Reihen zahlreiche von der „faschistischen Revolution“ enttäuschte Squadristen „Status, Bezahlung und etwas lokale Macht“ erhielten, stellte Mussolini in der Öffentlichkeit als Maßnahme gegen den faschistischen „Illegalismus“ dar. Im gleichen Monat richtete Mussolini mit dem Gran Consiglio del Fascismo, dessen Verhältnis zu den verfassungsmäßigen Institutionen vorerst nicht näher definiert wurde, ein Forum für die bei der Regierungsbildung nicht berücksichtigten faschistischen ras ein. Dieser Rat war nur durch die Person Mussolinis mit der staatlichen Exekutive verbunden.
Im Laufe des Jahres 1923 verschmolz die faschistische Partei mit den anderen Strömungen der italienischen Rechten. Der von Mussolini betriebene Zusammenschluss mit der Associazione Nazionalista Italiana im März wurde zur „Wasserscheide für den Faschismus“. Mit der ANI stießen zahlreiche ebenso „respektable“ wie einflussreiche Persönlichkeiten zur Partei, die im Militär, beim Hof, in der Bürokratie, im diplomatischen Dienst und in der Wirtschaft bestens vernetzt waren und – zu nennen ist hier insbesondere Alfredo Rocco – in den folgenden Jahren eine entscheidende Rolle bei der Einrichtung und ideologischen Absicherung des faschistischen Regimes spielten. Auch der konservative Flügel des politischen Katholizismus verband sich 1923 mit dem PNF. Luigi Sturzo, der Führer der popolari, beugte sich im Juli 1923 dem Druck aus dem Vatikan und zog sich zurück. Mussolini konnte sich im Schatten dieser Entwicklung weitgehend aus seiner relativen Abhängigkeit von den Altfaschisten und den ras lösen. Die Mitgliederzahl des PNF stieg durch den Zustrom zahlreicher „Faschisten der letzten Stunde“ (fascisti dell’ultima ora) bis Ende 1923 auf 783.000, nachdem sie im Oktober 1922 noch unter 300.000 gelegen hatte.

#### Neues Wahlgesetz, Beurlaubung des Parlaments Ende 1923 und Wahl 1924
Die Festigkeit des Bündnisses mit den alten Eliten unterstrich das sogenannte Acerbo-Gesetz (legge Acerbo), das im November 1923 mit den Stimmen der liberalen Parlamentsmehrheit verabschiedet wurde. Mit diesem neuen Wahlgesetz wurden die Wahlkreise zugunsten nationaler Listen abgeschafft. Es sah vor, dass jene Liste, die national die einfache Mehrheit der abgegebenen Stimmen (mindestens 25 %) auf sich vereinigte, zwei Drittel der Abgeordnetenmandate erhalten sollte. Finaldi nannte diesen Vorgang eine „konstitutionellen Revolution“.
Als das Parlament im Dezember 1923 zur neuen Session zusammentreten wollte, wurde es per Dekret des Königs nach Hause geschickt.
Die Zusammenstellung des listone, der faschistischen Sammelliste für die Neuwahl des Parlaments am 6. April 1924, übernahm Mussolini persönlich. Auf ihr erschienen neben rund 200 Faschisten beinahe ebenso viele Mitglieder anderer Parteien und Organisationen, darunter Salandra und Orlando. Giolitti trat zwar mit einer eigenen Liste an, distanzierte sich jedoch von der antifaschistischen Opposition.

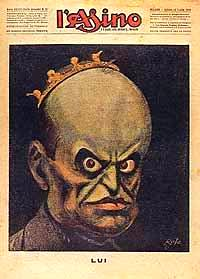
Gabriele Galantara: LUI (deutsch: „ER“). Titelseite der Satirezeitschrift L’Asino aus dem Jahr 1924

Diese Wahl im April war bereits nicht mehr frei. Schon im Februar war bekannt, dass die „Überwachung der Wahlkabinen“ der Milizia Nazionale, also den Schwarzhemden anvertraut werde. Abgesehen von offensichtlichen Fälschungen am Wahltag selbst – so stimmten in Teilen der Provinz Ferrara, einer Hochburg der Linken, angeblich 100 % der Wähler für den listone –, war im Vorfeld für die Opposition ein ständig verschärfter Zustand der Halblegalität geschaffen worden. Ihre Zeitungen wurden wiederholt verboten oder beschlagnahmt, ihre Kandidaten angegriffen. Faschisten verwüsteten das römische Privathaus des ehemaligen Ministerpräsidenten Nitti. Gewalt wurde vor allem gegen Kommunisten und Sozialisten eingesetzt. Hunderte Menschen wurden verletzt oder getötet, darunter ein Kandidat der Sozialisten. Auch Mussolini dirigierte über sein Büro eine Gruppe faschistischer Schläger, die von Albino Volpi und dem Italoamerikaner Amerigo Dumini, zwei „professionellen Gangstern“, geführt wurde.
Der PPI, dem die Unterstützung der Kirche entzogen worden war, erhielt bei der Wahl noch 9,1 % der Stimmen (39 Mandate). Die gespaltene Linke spielte parlamentarisch kaum noch eine Rolle (Sozialisten 22, Rechtssozialisten 24, Kommunisten 19 Mandate). Mussolini hatte „das Unmögliche“ geschafft – „die ‚Subversiven‘ waren nun eine geschlagene und bedeutungslose Minderheit.“ Der faschistische listone kam nach offiziellen Angaben auf 66,3 % der abgegebenen Stimmen.
Nachdem sich die vereinigte Rechte die Mehrheit der Sitze gesichert hatte, wurde ab 15. Februar 1925 die Grundlagen dafür geschaffen, dass sich die Abgeordnetenkammer konsequenterweise nicht mehr durch eine eigentliche Wahl konstituierte, sondern durch ein Referendum; im Jahr 1929 konnte sich das Volk nur noch mit ja oder nein zu einer vorgelegten Liste äußern. Diese Liste von 400 Volksvertretern wählte der Große Faschistische Rat aus einer Vorschlagsliste von 1000 Personen von Verbänden. Die nächste wirkliche Parlamentswahl erfolgte erst 1946.

#### Matteotti-Krise
Am 10. Juni 1924 wurde Giacomo Matteotti, Sekretär des PSU und Reformsozialist, von sechs Squadristi entführt, in einen Lancia Lambda gezwängt und mit einer Feile erstochen. Matteotti hatte am 30. Mai in der Abgeordnetenkammer, unbeeindruckt von inszenierten Tumulten faschistischer Abgeordneter, in Anwesenheit Mussolinis zahlreiche Unregelmäßigkeiten der Aprilwahl offengelegt und die Annullierung der Ergebnisse verlangt. Er reagierte damit auf eine Provokation Mussolinis, der die Kammer zuvor aufgefordert hatte, mehreren tausend Gesetzen en bloc zuzustimmen. Außerdem liefen Gerüchte um, dass Matteotti über Material verfüge, mit dem führende Faschisten der Korruption überführt werden könnten. Es hat sich bislang nicht belegen lassen, dass Mussolini die Ermordung Matteottis in Auftrag gegeben hat. Gleichwohl hat die neuere Forschung sicher nachgewiesen, dass Personen aus dem engsten Umfeld des Regierungschefs – darunter Rossi, Finzi und Marinelli – die Tat mit vorbereiteten oder von den Vorbereitungen wussten. Dabei scheint der drohende Korruptionsskandal, bei dem es um Bestechungszahlungen der amerikanischen Ölgesellschaft Standard Oil ging, das Motiv geliefert zu haben, nicht aber Matteottis Auftritt im Parlament.
Der Mord an dem Oppositionspolitiker erwies sich für Mussolini als politische Katastrophe; wegen seiner bürgerlichen Herkunft und seines an der britischen Labour Party orientierten, höchst gemäßigten Sozialismus wurde Matteotti, der von Mussolini bis zu diesem Zeitpunkt immer wieder umworben worden war, auch von vielen Liberalen respektiert. Mussolini wurde offenbar noch am Abend des 10. Juni von Dumini über die Tat unterrichtet, bestritt am Tag darauf vor dem Parlament aber jedes Wissen über den Verbleib Matteottis, dessen Leichnam schließlich am 16. August an einer römischen Ausfallstraße gefunden wurde. Seinen Stab wies er an, in der Angelegenheit „so viel Konfusion wie möglich“ zu erzeugen. Allerdings führten die Ermittlungen aufgrund der Identifikation des Fahrzeugs der Entführer binnen weniger Tage direkt in das Vorzimmer Mussolinis. So erhielt die antifaschistische Opposition die unerwartete Möglichkeit, dem schon gefestigten Regime einen schweren und möglicherweise entscheidenden Schlag zu versetzen. Mussolini hat später eingeräumt, dass im Juni 1924 „ein paar entschlossene Männer“ genügt hätten, um einen erfolgreichen Aufstand gegen die völlig diskreditierten Faschisten auszulösen. Indessen mobilisierte Mussolini nach kurzer Paralyse die Miliz, entließ Emilio De Bono als Chef der Polizei, ließ Dumini, Volpi, Rossi und Marinelli festnehmen und übertrug das Innenministerium dem Ex-Nationalisten Federzoni.
Den entscheidenden Fehler beging die Opposition allerdings selbst. Am 13. Juni verließen Sozialisten, Kommunisten und popolari zusammen mit einigen Liberalen das Parlament. Dieser rein demonstrative Akt blieb folgenlos; bereits am 18. Juni zogen sich die Kommunisten aus dem sogenannten Aventinblock zurück, nachdem ihr Vorschlag, den Generalstreik zu proklamieren und ein Gegenparlament zu konstituieren, von den anderen Parteien abgelehnt worden war. Die verbliebenen Aventinianer „vertrauten törichterweise darauf, dass der König ihre Arbeit für sie erledigen würde.“ Durch die „aventinische Sezession“ wurde aus der für die Faschisten bedrohlichen Debatte um einen politischen Mord, in den dem Anschein nach der Regierungschef verwickelt war, eine direkte „Konfrontation zwischen Faschismus und Antifaschismus. In dieser Auseinandersetzung wussten die italienischen Eliten, wo sie standen.“ Am 24. Juni sprach der Senat Mussolini mit überwältigender Mehrheit das Vertrauen aus und verschaffte der Regierung so die nötige Atempause. Mussolinis liberale und konservative Parteigänger, an ihrer Spitze der König, stützten ihn nach einigen Tagen der Unsicherheit weiterhin entschlossen. Als am 12. September 1924 der faschistische Abgeordnete Armando Casalini in Rom erschossen wurde, forderten radikale Faschisten wie Farinacci Mussolini immer nachdrücklicher auf, endgültig mit dem Antifaschismus „abzurechnen“ und „ein paar tausend Leute zu erschießen“. Mussolini wich diesen Vorstößen zunächst aus.
Im Dezember 1924 spitzte sich die Krise noch einmal unerwartet zu. Presseveröffentlichungen brachten prominente Faschisten wie Balbo und Grandi mit einer Vielzahl von Gewalttaten in Verbindung. Auch die erste Reihe der Partei musste nun fürchten, demnächst vor Gericht zur Verantwortung gezogen zu werden, da seit einigen Monaten eine Gruppe faschistischer „Normalisierer“ – die das Ohr Mussolinis zu haben schien – die Trennung von den radikalen und kriminellen Elementen verlangte. Am 26. Dezember veröffentlichte ein Oppositionsblatt jedoch ein ihm zugespieltes Memorandum Cesare Rossis, das auch Mussolini zwar nicht mit dem Matteotti-Mord, aber mit ähnlichen Fällen in direkte Verbindung brachte. Nun schien es, als ließen sich Ermittlungen gegen den Regierungschef selbst nicht mehr verhindern. In den folgenden Tagen stand das Kabinett vor dem Auseinanderfallen; Mussolini galt bei Beobachtern als „erledigt“. Führer der Miliz und einige ras erschienen am 31. Dezember unangemeldet in Mussolinis Büro und verlangten ultimativ, die Opposition endgültig zum Schweigen zu bringen. Wie 1921 sah sich Mussolini nun mit einer offenen Revolte faschistischer Extremisten konfrontiert (und wie 1921 gehörte Balbo zu den Organisatoren). Er ließ noch am gleichen Tag die Abgeordnetenkammer zum 3. Januar 1925 zusammenrufen und übernahm in einer sorgfältig vorbereiteten Rede die „politische, moralische und historische Verantwortung“ für den Mord an Matteotti, nicht jedoch die materielle Verantwortung. Bei diesem Auftritt machte Mussolini gleichzeitig deutlich, dass für ihn auf lange Sicht Regierung, Polizei und Präfekten die legitime Autorität repräsentierten, die Unterdrückung der Opposition also „legal“ zu erfolgen habe – genau dies war es, „was das konservative Establishment hören wollte.“ So gelang es ihm, den Grundstein für seine persönliche Diktatur zu legen. Der Aufforderung, ihn für das Verbrechen anzuklagen, kamen seine Gegner aufgrund der Aussichtslosigkeit eines solchen Unterfangens nicht nach.

#### Organisation der Diktatur

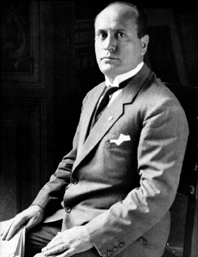
Benito Mussolini um 1925

Persönliche Flagge Mussolinis als diktatorischer Capo del governo

In seiner Rede hatte Mussolini die aventinische Sezession als „revolutionär“ angegriffen und angekündigt, „binnen 48 Stunden“ für Klarheit zu sorgen. Noch am 3. Januar wiesen Mussolini und Federzoni die Präfekten an, politische Versammlungen und Demonstrationen fortan zu unterbinden und aktiv gegen alle „die Macht des Staates untergrabenden“ Organisationen vorzugehen. Den Abgeordneten der Oppositionsparteien wurde die Rückkehr in die Kammer, die bis dahin zumindest theoretisch möglich gewesen wäre, von diesem Tag an verweigert. Bis 1926 wurden alle nichtfaschistischen Parteien verboten oder aufgelöst. Die Pressezensur wurde nach einer einschlägigen Verordnung vom 10. Januar 1925 noch strenger als zuvor gehandhabt; während die Presseorgane der politischen Linken schrittweise in den Untergrund gedrängt wurden, entließen die großen liberalen Zeitungen im Laufe des Jahres 1925 die wenigen oppositionellen Redakteure, bevor im Dezember 1925 ein repressives Pressegesetz in Kraft trat. Im selben Monat (24. Dezember) beseitigte ein Gesetz über die „Kompetenzen und Vorrechte des Regierungschefs“ die formal noch immer bestehende Abhängigkeit der Regierung vom Parlament. Als Capo del Governo vertrat Mussolini die Regierung nun allein gegenüber dem König, war ausschließlich diesem verantwortlich und hatte das Recht, Gesetze zu dekretieren, über die die Abgeordneten lediglich noch „diskutieren“ konnten.
1926 wurden die gewählten Gemeinderäte abgeschafft; fortan führte ein von den Präfekten ernannter Bürgermeister (podestà) die Gemeinden. Diese „Mini-Capos“ wurden bis zum Ende des Regimes in der Regel von den gleichen lokalen Eliten gestellt, die im jeweiligen Ort seit dem Risorgimento das Sagen gehabt hatten.
Das Attentat des Anarchisten Anteo Zamboni auf Mussolini – der erste Attentatsversuch fand durch Tito Zaniboni am 4. November 1925 statt, ein weiterer am 7. April 1926 durch Violet Gibson – lieferte schließlich den Vorwand, um im November 1926 die noch verbliebenen antifaschistischen Organisationen samt ihrer Presse zu verbieten; 123 oppositionellen Abgeordneten wurden im gleichen Monat die Mandate entzogen, die kommunistischen, unter ihnen Antonio Gramsci, zudem verhaftet. Das „Gesetz zur Verteidigung des Staates“ (25. November 1926) führte die Todesstrafe für „politische Vergehen“ ein. Es sah außerdem die Schaffung einer politischen Polizei und eines Sondergerichtshofes vor.
Die Einrichtung der Diktatur betrieb Mussolini – wie am 3. Januar 1925 angekündigt – „legal“, das heißt, ohne die von der Verfassung definierten politischen Verfahren durch andere zu ersetzen. Die 1925/26 von Farinacci geführte faschistische Partei, die mit inneren Auseinandersetzungen beschäftigt war, spielte in diesem Prozess keine aktive Rolle. Das Gleiche gilt für die Miliz, deren Führung nun ehemalige Armeeoffiziere übernahmen. Für die reale politische Herrschaft im faschistischen Italien waren mehr noch als im liberalen Italien die Präfekten entscheidend. Mussolini sorgte hier für eine ausgesprochene strukturelle Kontinuität. Zwischen 1922 und 1929 wurden 86 Präfekten pensioniert oder abgelöst. Ihre Nachfolger waren meist „unpolitische“ Karrierebeamte; die 29 aus dem PNF hervorgegangenen Präfekten erhielten in der Regel kleinere und weniger bedeutende Provinzen. Mussolini setzte diese Machtstruktur entschieden gegen gegenläufige Tendenzen in der faschistischen Partei durch, indem er wiederholt bei Konflikten zwischen den Präfekten und den Parteisekretären der Provinzen intervenierte, so am 5. Januar 1927:

„Der Präfekt, ich bestätige dies feierlich, ist die höchste staatliche Autorität in der Provinz. Er ist der direkte Repräsentant der zentralen Exekutive, der höchste politische Repräsentant des faschistischen Regimes.“

Auseinandersetzungen dieser Art begleiteten das Regime allerdings bis 1943. Auch in der Regierung setzte Mussolini nur sehr eingeschränkt auf aus der Partei kommende Faschisten, die häufig lediglich Staatssekretariate erhielten und selten lange im Amt blieben. Nur Dino Grandi und Giuseppe Bottai gelang es, sich dauerhaft an der Spitze des Staatsapparates zu halten.
1925 begann Mussolini, die Bezeichnung „totalitär“, die zuerst 1923 von antifaschistischen Intellektuellen verwendet worden war, als Attribut des Regimes zu akzeptieren. In einer Rede zum dritten Jahrestag des Marsches auf Rom definierte er den Faschismus als System, in dem „alles [was geschieht] für den Staat geschieht, nichts außerhalb des Staates steht, nichts und niemand gegen den Staat ist.“ Er lehnte sich mit dieser Formel an eine Rede des Justizministers Alfredo Rocco an. Die prägenden Ideologen des italienischen Faschismus, deren Anregungen Mussolini in der Regel folgte, waren fast ausschließlich ehemalige Nationalisten wie Rocco und Giovanni Gentile, die ihren Einfluss gerade 1925/26 „vor allen anderen Tendenzen innerhalb des Faschismus“ behaupten konnten. Der „revolutionäre“, auf eine genuine Parteidiktatur hinarbeitende Flügel des Faschismus wurde von Mussolini 1926 endgültig entmachtet (Ablösung Farinaccis am 30. März 1926) und konnte allenfalls einige publizistische Positionen behaupten.

#### Wirtschafts- und Sozialpolitik
Mussolini überließ die Wirtschaftspolitik in den ersten Jahren weitgehend seinem marktliberalen Finanzminister Alberto De Stefani. Die vorsichtigen Versuche insbesondere Nittis und Giolittis, die Steuerlast der „besseren Kreise“ zu erhöhen, die Kriegsgewinne zu besteuern und eine Bodenreform zu initiieren (sog. Visocchi-Dekret von 1919, im Januar 1923 außer Kraft gesetzt), wurden von der neuen Regierung abgebrochen. Sie privatisierte bisherige Staatsmonopole wie das Telefonnetz, die Streichholzproduktion und die Lebensversicherung, senkte die Staatsausgaben und führte neue indirekte Massensteuern ein. Im März 1923 beseitigte ein Dekret den Achtstundentag, wodurch vor allem in der Landwirtschaft die tägliche Arbeitszeit wieder auf bis zu zwölf Stunden ausgedehnt wurde. Mussolini begleitete diese Politik, indem er öffentlich für „Unternehmertum“, Bürokratieabbau und die Abschaffung der ohnehin nur rudimentären Arbeitslosenunterstützung plädierte. Der Staat solle sich aus dem wirtschaftlichen Leben der Nation heraushalten, die Ungleichheit in der Gesellschaft dürfe nicht beseitigt, sondern müsse im Gegenteil noch verschärft werden. Gleichzeitig wurden ausgewählte Industrieunternehmen und Banken mit Staatsgeldern saniert, darunter im Januar 1923 der eng mit dem Vatikan und den italienischen Bistümern verbundene Banco di Roma. Mussolini stimmte diesen Schritt persönlich mit Kardinalstaatssekretär Pietro Gasparri ab und konnte so den „atmosphärischen Grundstein“ für den Ausgleich mit der Kirche legen. Für das Besitzbürgertum erwiesen sich die Jahre 1922–1925 alles in allem als „absolutes Paradies“. Umgekehrt mussten die Arbeiter in diesem Zeitraum Reallohnsenkungen von 20 bis 25 % hinnehmen.
Bis 1925 zog sich De Stefani jedoch die Gegnerschaft einflussreicher Interessengruppen zu. Die Freihandelspolitik wurde von den Teilen der Industrie und des Großgrundbesitzes, die unter der ausländischen Konkurrenz litten, und von einzelnen führenden Faschisten, die aus prinzipiellen Gründen für eine Autarkiepolitik eintraten, abgelehnt. Da De Stefani einen ausgeglichenen Haushalt anstrebte, war er gezwungen, gegen erheblichen Widerstand exemplarisch besonders krasse Fälle von Steuerhinterziehung zu ahnden; aus dem gleichen Grund lehnte er es ab, die enorme Vermehrung der Stellen im Staatsapparat, mit denen sich führende Faschisten und deren „Klienten“ versorgen ließen, zu finanzieren. Als es im Sommer 1925 zu einem konjunkturellen Einbruch kam, entließ Mussolini De Stefani. Sein Nachfolger Giuseppe Volpi war ein Vertreter des protektionistischen Flügels der italienischen Industrie. Seine Ernennung fiel mit der Ausrufung der ersten großen wirtschaftlichen Kampagne des Regimes zusammen. Diese von Mussolini persönlich initiierte „Weizenschlacht“ (battaglia del grano) hatte das Ziel, die Getreideproduktion deutlich zu erhöhen und so die Abhängigkeit Italiens von Nahrungsmittelimporten zu verringern (Einführung eines Getreideschutzzolls am 24. Juli 1925). Im Hintergrund stand hier bereits das Problem der unausgeglichenen italienischen Zahlungsbilanz und der Wertverlust der Währung; die „Weizenschlacht“ ging im Jahr darauf in die „Schlacht um die Lira“ (battaglia della lira) über.

#### Außenpolitik
Mit Mussolinis Regierungsantritt wurde das nach faschistischer Lesart auf der Pariser Friedenskonferenz „betrogene“ Italien offiziell zu einer „revisionistischen Macht“, auch wenn sich dieser Revisionismus erst ab 1925/26 klar auszuprägen begann. Er richtete sich in den zwanziger Jahren in erster Linie gegen den Einfluss Frankreichs in Südosteuropa (vgl. Kleine Entente) und in zweiter Linie gegen Griechenland und die Türkei. Damit setzte sich unter Mussolini eine Tendenz durch, die bereits der Außenpolitik der liberalen Regierungen nicht fremd gewesen war; die These eines außenpolitischen Kontinuitätsbruchs wird in der neueren Forschung überwiegend zurückgewiesen – der „angebliche Gegensatz zwischen moderaten, sensiblen Diplomaten und einem hysterischen, ultranationalistischen Duce war ein Mythos, den Beamte nach Mussolinis Sturz verbreiteten, um sich der Kritik zu entziehen.“
Auf der internationalen Bühne führte sich Mussolini mit inszenierten Posen ein. Im November 1922 erschien er bei der Lausanner Konferenz mit einer Leibwache schwer bewaffneter Schwarzhemden und schien mehr an martialischen Auftritten vor den Journalisten als an den Verhandlungen selbst interessiert zu sein. Einen Monat später reiste er nach London, um an der dortigen Reparationskonferenz teilzunehmen. Hier war das von Mussolini sorgfältig registrierte internationale Presseecho noch weitaus weniger vorteilhaft als nach Lausanne. Er verzichtete anschließend – mit der Ausnahme der Konferenz von Locarno 1925 – für mehr als ein Jahrzehnt auf Auslandsreisen.
In den 20er Jahren trat Großbritannien international als „Protektor“ Italiens auf. London sah in dem Land ein Gegengewicht gegen eine französische Hegemonie auf dem Kontinent und einen möglichen Wiederaufstieg Deutschlands. Beide Länder stimmten ihr Auftreten in der Reparationsfrage und beim Völkerbund ab. Mussolinis (vorerst theoretische) Ambitionen im Mittelmeerraum (Korsika, Tunesien) richteten sich – wie auf dem Balkan – vor allem gegen Frankreich, nicht aber gegen Großbritannien, das zu kolonialen Zugeständnissen an Italien bereit war. Im Sommer 1924 übergaben die Briten Jubaland an Italien, im Februar 1926 die Oase Jarabub. Der Besuch des britischen Außenministers Austen Chamberlain, bei dem dessen Ehefrau demonstrativ ein Abzeichen der faschistischen Partei ansteckte, stärkte Mussolini im Dezember 1924 während der Matteotti-Krise den Rücken. Winston Churchill, zu diesem Zeitpunkt Schatzkanzler, besuchte Mussolini im Januar 1927 und äußerte sich anschließend äußerst positiv über ihn und das Regime. In konservativen Kreisen Großbritanniens entwickelte sich im Laufe der zwanziger und frühen dreißiger Jahre ein regelrechter Personenkult um Mussolini. Mussolinis Geliebte Margherita Sarfatti veröffentlichte 1925 ihre Mussolini-Biographie zunächst in Großbritannien, wo sie in konservativen Kreisen viel Anklang fand. Auch in den USA hatten Mussolini-Verehrer viel Publikum. Der amerikanische Botschafter in Italien, Richard Washburn Child, trat schon 1922 oder 1923 in Mussolinis Faschistische Partei ein. 1927 veröffentlichten New York Sun und New York Herald Tribune zwölf von Sarfatti verfasste Lobeshymnen über Mussolinis Privatleben. 1928 redigierte Child Mussolinis Autobiographie für die Zeitschrift The Saturday Evening Post. 1931 gab der Medienunternehmer William Randolph Hearst bei Mussolini und Sarfatti eine Artikelkolumne in Auftrag, für die er ihnen 1500 Dollar pro Woche bezahlte.
Am 31. August 1923 ließ Mussolini im Schatten der Ruhrkrise die griechische Insel Korfu beschießen und besetzen, um „Genugtuung“ für die Ermordung eines italienischen Generals auf griechischem Territorium zu erhalten (vgl. Korfu-Krise). Im Januar 1924 erkannte Jugoslawien die Annexion Fiumes durch Italien an (vgl. Vertrag von Rom). Seit 1925 konnte Mussolini den Einfluss Jugoslawiens in Albanien ausschalten und das Land politisch und wirtschaftlich eng an Italien binden (vgl. Tiranapakt). 1926 begann Italien, kroatische und mazedonische Nationalisten finanziell und materiell zu unterstützen, um den jugoslawischen Staat zu untergraben. Auch albanische Separatisten im Kosovo erhielten mit Billigung Mussolinis italienische Subsidien.
Die Ergebnisse der Locarno-Konferenz (Oktober 1925) waren für Italien zwiespältig. Die gewünschte Garantie der österreichisch-italienischen Grenze und der Unabhängigkeit Österreichs durch Deutschland hatte Mussolini in den Vorverhandlungen nicht durchsetzen können und deshalb zunächst der Konferenz fernbleiben wollen. Überraschend lud ihn jedoch Chamberlain ein, zusammen mit Großbritannien als Garant der deutsch-französischen und der deutsch-belgischen Grenze aufzutreten. Damit räumte Großbritannien Italien erstmals offiziell den Status einer Großmacht ein. Mussolini nutzte die Gelegenheit für einen dramatischen Auftritt; er reiste am letzten Tag der Verhandlungen überraschend mit einem Schnellboot und großer Leibwache über den Lago Maggiore an, zeigte sich für wenige Minuten bei den Verhandlungen und fuhr wieder davon.

### Höhepunkt der persönlichen Diktatur (1927–1934)

#### Inszenierung und Realität der Herrschaft

Die Schwarze Fahne des Faschismus wurde als Parteiflagge von spätestens 1934 bis 1943 zusammen mit der italienischen Trikolore gehisst

Nach dem Sturz Farinaccis, der ein gewisses Maß an Diskussion unter den führenden Faschisten geduldet und nicht gezögert hatte, sich als puristischer „Gegenpapst“ zu inszenieren, richtete der neue Parteisekretär Augusto Turati, ein Schützling von Mussolinis Bruder Arnaldo, die Partei zwischen 1926 und 1930 ganz auf Mussolini aus. Turati ließ bis 1929 50.000 „Extremisten“ aus der Partei ausschließen, etwa 100.000 weitere Altfaschisten traten aus und wurden überwiegend von sozialkonservativen Nachfolgern – nicht selten alteingesessene Notabeln – ersetzt. 1926/27 traten dem PNF hunderttausende Neumitglieder bei; 1927 zählte man erstmals mehr als 1 Million organisierte Faschisten. Turati schaffte mit Rückendeckung Mussolinis die parteiinternen Wahlen ab und ließ fast alle lokalen Parteizeitungen einstellen. Nationale Parteikongresse – wie zuletzt im Juni 1925 – fanden nicht mehr statt. Diese Maßnahmen machten Mussolinis Position zwar unangreifbar, entzogen der (einzigen zugelassenen) Partei aber mit überraschender Schnelligkeit jede politische Substanz und Dynamik: „Eine aufgeblähte, zentralisierte Partei der Karrieristen und Konformisten, der Beamten und Bankfilialleiter, die Führer von oben eingesetzt: das war das Gegenteil von Farinaccis Ideal ‚Wenige, aber Gute.‘“ Eine weitere Ausschlusswelle unter Turatis Nachfolger Giuriati schloss diesen Prozess 1930/31 ab.
Bereits 1924 war vom Propagandaministerium das Institut LUCE (L’unione cinematografica educativa) gegründet und 1925 verstaatlicht worden. Es war systematisch befasst mit der Mystifizierung des Duce im Medium des Films: Mussolini war zugleich „Auftraggeber, Objekt, Nutznießer und Zensor der LUCE-Produktionen“. Die propagandistische Überhöhung Mussolinis – der ducismo oder mussolinismo – begleitete auch den Umbau der Partei seit 1926. Arnaldo Mussolini, Chefredakteur des Popolo d’Italia, und der faschistische Journalist und Politiker Giuseppe Bottai gaben hierbei den Grundton vor. „Mussolini hat immer Recht“ (Mussolini ha sempre ragione.) wurde zu einer verbreiteten Phrase, der Diktator selbst bald schon zu einer „legendären Figur“, mit deren übermenschlichen Qualitäten – nicht nur als Staatsmann, sondern auch als „Flieger, Fechter, Reiter, erster Sportsmann Italiens“ – die Italiener bereits in der Schule vertraut gemacht wurden. Millionenfach wurden Fotografien Mussolinis, die ihn in einer seiner charakteristischen Posen (oft mit freiem Oberkörper beim Schwimmen oder bei der Ernte) zeigten, in Italien verbreitet, wo viele Menschen es ohnehin gewohnt waren, Abbildungen von Heiligen zu sammeln. Rom beherbergte nun „einen unfehlbaren Papst und einen unfehlbaren Duce.“ Das grundlegende Material für den Personenkult lieferten zwei „offizielle“ Biographien (von Margherita Sarfatti bzw. Giorgio Pini), die 1926 erschienen und wiederholt neu aufgelegt wurden. Mussolini selbst ergänzte das darin gezeichnete Bild seiner Person hin und wieder durch gezielt gestreute schmeichelhafte Details. So ließ er durch Journalisten in Umlauf bringen, er arbeite 18 oder 19 Stunden täglich, begnüge sich mit fünf Stunden Schlaf und leite jeden Tag im Schnitt 25 Besprechungen. Häufig widersprachen diese Anekdoten einander, da sie jeweils auf ein unterschiedliches Publikum zugeschnitten waren. Der ausbleibende gesellschaftliche Wandel wurde durch diese konsensstiftende Mythenbildung kompensiert, „und der größte Mythos von allen war der des Duce selbst.“
Mussolini kommentierte diese für das überlieferte Bild „seiner“ Diktatur schließlich prägende öffentliche Inszenierung, die nach 1931 in der Ära des Parteisekretärs Achille Starace endgültig jeden Bezug zur Realität verlor, immer wieder zynisch. Die Biographie Sarfattis, die er vor der Veröffentlichung persönlich durchgesehen und bearbeitet hatte, beweise, dass „Erfindung nützlicher ist als die Wahrheit“; seine von den Propagandisten des Regimes bis zum Exzess zitierten (angeblichen) ersten Worte an den König im Oktober 1922 („Majestät, ich bringe Ihnen das Italien von Vittorio Veneto.“) nannte er im kleinen Kreis „die Art von Blödsinn, die man in Schülerversammlungen erzählt.“ Zeugnisse seiner Verachtung für die „Herde“ sind zahlreich überliefert; die Masse sei „dumm, schmutzig, arbeitet nicht hart genug und ist zufrieden mit ihren kleinen Kinofilmchen.“ Intellektuelle, die sich mit der Kodifikation einer einigermaßen konsistenten faschistischen „Doktrin“ befassten, bedachte er ebenfalls mit zynischen Kommentaren – was ihn nicht davon abhielt, 1932 den autoritativsten Vorstoß in diese Richtung, den in der Hauptsache von Giovanni Gentile verfassten Artikel über die dottrina del fascismo im vierzehnten Band der Enciclopedia Italiana, durch namentliche Zeichnung als sein Werk auszugeben. Der britische Historiker Denis Mack Smith stellt angesichts solcher und ähnlicher Widersprüche den „echten“ Mussolini neben den „Schauspieler“, der der öffentliche Duce in erster Linie gewesen sei. Dieser sei ein Eigenbrötler und Misanthrop gewesen, der Nächstenliebe und Idealismus verachtet habe. Wie Niccolò Machiavelli unterstellte er jedermann absolute Selbstsucht und Verlogenheit.
Die zentrale Stellung Mussolinis war im Kern allerdings keine propagandistische Fiktion. Die gesamte Tätigkeit der Regierung hing in einem ständig zunehmenden Maß von seinen Entscheidungen und seiner Präsenz ab – bis zu dem Punkt, dass die Arbeit auch der nicht von ihm geleiteten Ministerien (1929 war Mussolini für einige Zeit achtfacher Minister) zum Stillstand kam, wenn er nicht in Rom war. Ganz anders als etwa Hitler war Mussolini tatsächlich ein disziplinierter Bürokrat und „Aktenfresser“. Er saß gewöhnlich gegen 8 oder 9 Uhr hinter seinem Schreibtisch in der sala del mappamondo im Palazzo Venezia (bis 1929 im Palazzo Chigi) und arbeitete dort etwa 10 Stunden lang allein oder empfing Besucher – als ersten fast täglich Polizeichef Arturo Bocchini, den einige Historiker für den eigentlichen „zweiten Mann“ des Regimes halten. Mussolini konnte, im Detail zweifellos übertreibend, mit einer gewissen Plausibilität behaupten, persönlich in sieben Jahren knapp 1,9 Millionen bürokratische Vorgänge bearbeitet zu haben. Um den Eindruck zu erwecken, er kontrolliere wirklich „das Leben der Nation“, entschied der Diktator freilich über zahllose triviale Einzelheiten, etwa die Anzahl der Knöpfe auf einer Uniform, eine Einstellung an der Polizeischule, den Baumschnitt in einer bestimmten Straße in Piacenza und die Spielzeit des Orchesters auf dem Lido. Er konnte dabei – und versuchte es, abgesehen von den durch ihn verfügten Zensurmaßnahmen und journalistischen Sprachregelungen, auch nicht – mangels eines hierzu geeigneten Apparates kaum systematisch prüfen, ob seine Entscheidungen umgesetzt wurden. In der Regel markierte ein von Mussolini hingeworfener Kommentar oder seine charakteristische Paraphe „M“ entweder das Ende der Regierungstätigkeit oder den Beginn einer ergebnisoffenen „Interpretation“ seines Willens durch die Bürokratie. Mit der konkreten Umsetzung einer „Entscheidung“ in praktisches Handeln hat sich Mussolini kaum je befasst. Seine Neigung, auch Minister, Zuarbeiter und Beamte in fünfzehnminütigen „Audienzen“ einzeln zu empfangen, sie dabei allgemein in ihren Auffassungen zu bestätigen und ohne praxisbezogene Anweisungen zu entlassen, stellte sicher, dass es „auf vielen wichtigen Gebieten keinerlei Regierungstätigkeit gab.“

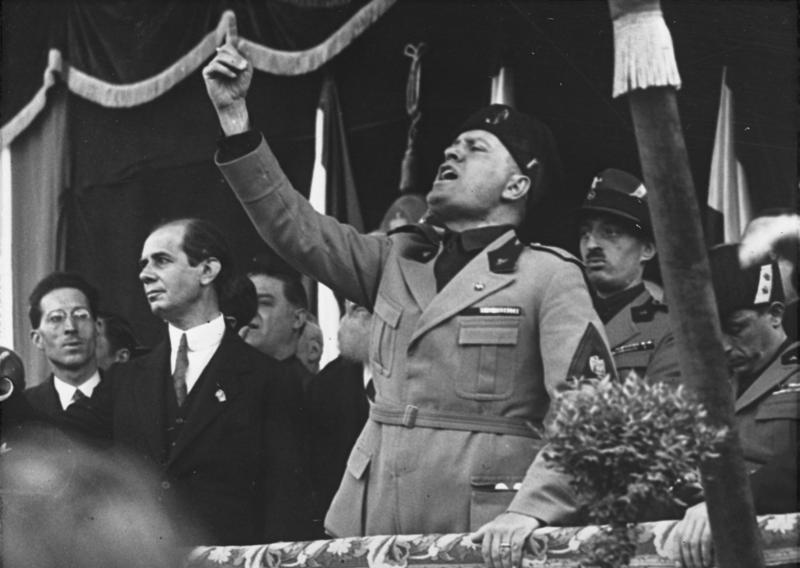
Typische Rednergeste Mussolinis (Mailand, 1930)

Den häufig wechselnden Ministern und Staatssekretären gewöhnte er jeden Sinn für Verantwortung und Initiative ab; die meisten hielt er ohnehin für „verkommen bis ins Mark.“ In der Tat war Mussolini einer der ganz wenigen führenden Faschisten, die ihre Ämter nicht dazu benutzten, sich illegal zu bereichern und das Fortkommen ihrer Familie bzw. ihrer Klienten zu fördern, obwohl er ausgesprochen unfähige Beamte, korrupte gerarchi und Postenjäger erwiesenermaßen förderte, selbständige, zum Widerspruch neigende Köpfe aber zielsicher kaltstellte. Diese Tendenz setzte sich in der ersten Hälfte der 30er Jahre voll durch, als das Führungspersonal in Staat und Partei serienweise entlassen oder versetzt wurde. Prominenteste „Opfer“ waren Balbo (als Gouverneur nach Libyen), Grandi (als Botschafter nach London), Turati (als Redakteur nach Turin) und Mussolinis alter Weggefährte Leandro Arpinati. Der ras von Bologna und engste Mitarbeiter Mussolinis im Innenministerium wurde 1933 aus allen Ämtern entlassen, 1934 aus der Partei ausgeschlossen und auf die Liparischen Inseln verbannt. Zudem starb im Dezember 1931 überraschend Mussolinis Bruder Arnaldo, der einzige Vertraute und Ratgeber, dem es gestattet gewesen war, „offen“ mit dem Duce zu reden. Nach den Kabinettsumbildungen in den Jahren 1932 und 1933 waren die meisten leitenden Männer in den Ministerien „Mediokritäten“, die entweder kein eigenes Urteil hatten oder dasselbe für sich behielten.
Mussolini ging es in letzter Instanz immer darum, dass er – oft verbunden mit spektakulären Gesten und Eingriffen in die Zuständigkeitsbereiche anderer – entschied, aber nur bedingt darum, was entschieden wurde. Diskussionen, auch solchen im kleinen Kreis, ging er konsequent aus dem Weg, gewöhnlich dadurch, dass er dem zustimmte, was ihm vorgetragen oder vorgelegt wurde. In der Ministerialbürokratie und bei informierten Beobachtern erwarb er daher bald den Ruf eines „Löwen aus Pappe“, der immer die Meinung der Person vertrat, mit der er zuletzt gesprochen hatte.

#### Korporativstaat

Das aus zwei Teilen bestehende kleine Staatswappen Italiens (1927–1929): Links das Zeichen der Monarchie, rechts das Emblem des Faschismus

Im Januar 1927 löste die Führung der Confederazione Generale del Lavoro trotz der Proteste vieler Mitglieder und Funktionäre den Gewerkschaftsbund auf. Fortan war die katholische Laienorganisation Azione Cattolica die einzige Massenorganisation, die nicht direkt mit dem faschistischen Regime verbunden war.
Das Verschwinden der Arbeiterparteien und der sozialistischen Gewerkschaften – propagandistisch wurde insbesondere der Untergang der Eisenbahnergewerkschaft verwertet, die „für die Faschisten das war, was später die National Union of Mineworkers für Margaret Thatcher war“ – machte den Weg frei für den faschistischen Versuch, die lohnabhängige Bevölkerung in Organisationen zu erfassen, die vom Staat oder der Staatspartei kontrolliert wurden. Ein erster Schritt in diese Richtung war die Freizeitorganisation OND, die schon im Frühjahr 1925 gegründet worden war. Der Gedanke, Arbeiter, Angestellte und Unternehmer einzelner Wirtschaftszweige zur Vertretung ihrer „gemeinsamen“ Interessen in Korporationen zusammenzufassen, war zuerst bei einzelnen nationalistischen Ideologen und dann bei Alceste De Ambris und D’Annunzio in Fiume aufgetaucht. Diese Korporationen sollten – zumindest in der Theorie – Arbeitskämpfe verhindern und so die Wirtschaftsleistung maximieren. Seit 1925 war, zuerst bei Alfredo Rocco, davon die Rede, die Korporationen zum zentralen Instrument der politischen, sozialen und ökonomischen Steuerung der Gesellschaft durch den Staat zu machen. Mussolini griff den Vorstoß Roccos auf und erklärte ihn – drei Jahre nach dem Marsch auf Rom – zum „fundamentalen Programm unserer Partei“. Seit 1925/26 wurde der „Korporativstaat“ zunächst in Italien und dann vor allem im Ausland zum vielrezipierten propagandistischen Aushängeschild des Regimes.
Die faschistische Partei hatte zu diesem Zeitpunkt allerdings bereits eigene Gewerkschaften gegründet, die nach einer Reihe symbolischer Streiks im Oktober 1925 von den Industriellen als „exklusive“ Vertretung der Belegschaften anerkannt worden waren (und charakteristischerweise sofort akzeptierten, dass die gewählten Betriebsräte ersatzlos abgeschafft wurden). Dieses im Beisein Mussolinis unterzeichnete Abkommen wurde im April 1926 durch ein von Rocco ausgearbeitetes Gesetz bestätigt, das nunmehr Streiks ausdrücklich verbot (in städtischen und Staatsbetrieben auch die Gewerkschaften) und ein Zwangsschlichtungsverfahren bei allen Konflikten vorschrieb. Mussolini erklärte den Klassenkampf für beendet, fortan werde der „unparteiische“ Staat den Ausgleich der Interessen regulieren. „Wilde“ Streiks hat das Regime gleichwohl nie ganz verhindern können. Der Presse war es untersagt, über sie zu berichten; das galt ebenso für die Unruhen unter Landarbeitern, die bis in die erste Hälfte der dreißiger Jahre vor allem im Süden relativ häufig waren.
Wenig später, im Juli 1926, wurde zwar ein Korporationsministerium gegründet, der Aufbau des Korporativsystems aber stockte. Noch 1929 existierte keine einzige Korporation. Obwohl die im April 1927 mit gewaltigem Propagandaaufwand verkündete Carta del Lavoro den Korporativgedanken endgültig zum Eckstein der „faschistischen Revolution“ erklärt hatte, gedieh in den folgenden Jahren im Umfeld des Korporationsministeriums nur eine aufgeblähte Bürokratie, deren soziale Funktion sich in der Bereitstellung von Posten für das von Mussolini mit Misstrauen betrachtete „intellektuelle Proletariat“ erschöpfte; der Korporativgedanke selbst wurde schnell zu einem „Jagdrevier für hunderte stellungsuchende Akademiker, die endlos über dessen Theorie und Praxis diskutierten.“ Umgekehrt waren die faschistischen Gewerkschaften, ganz ähnlich wie die Partei, bis zum Ende der zwanziger Jahre von renitenten Funktionären und Mitgliedern „gesäubert“ und durch von oben eingesetzte Führungen diszipliniert worden (während die innere Autonomie der Unternehmerorganisationen vom Regime nicht angetastet worden war). Im November 1928 ließ Mussolini den Gewerkschaftsbund, die Domäne des faschistischen „Arbeiterführers“ Edmondo Rossoni, in sechs miteinander nicht verbundene Industrieverbände aufspalten. Nachdem Giuseppe Bottai 1929 das Korporationsministerium übernommen hatte, wurden schließlich bis 1934 doch noch 22 Korporationen (Getreide, Textilien usw.) gegründet, die zuverlässig kontrollierten faschistischen Gewerkschaften jedoch ebenso wenig aufgelöst wie die Unternehmerverbände. Der 1930 gegründete Nationalrat der Korporationen trat nur fünf Mal zusammen. Die Korporationen, in denen meist Rechtsanwälte, Journalisten und faschistische Parteifunktionäre die Arbeiter „repräsentierten“, übernahmen zu keinem Zeitpunkt tatsächlich die ihnen zehn Jahre zuvor von Rocco zugedachten hoheitlichen Aufgaben und blieben im Kern „wenig mehr als eine nicht realisierte Idee.“
Das 1928 beschlossene neue Wahlgesetz trug indes zumindest korporatistische Züge. Für die im März 1929 zu „wählende“ neue Abgeordnetenkammer kompilierte der faschistische Großrat, der hier erstmals die ihm im Dezember 1928 durch Gesetz übertragenen hoheitlichen Aufgaben wahrnahm, unter dem Vorsitz Mussolinis eine einzige Liste mit 400 Kandidaten (für 400 Sitze), die die faschistischen Gewerkschaften, die Unternehmerorganisationen, die Kriegsveteranen und andere Verbände vorgeschlagen hatten. Charakteristisch war auch hier, dass in diesem de facto ernannten Parlament schließlich 125 Vertreter der Unternehmer, aber nur 89 der Gewerkschaften Platz nahmen.

#### Faschistische Wirtschafts- und Sozialpolitik
Bereits in den Jahren vor der Weltwirtschaftskrise forcierte der faschistische Staat seine ökonomische Aktivität. Giuseppe Volpi betrieb seit 1925 eine konsequente Deflationspolitik, die vor allem die bereits stark gesunkenen Löhne belastete. In Verhandlungen konnte er eine Reduzierung der italienischen Kriegsschulden in Großbritannien und den Vereinigten Staaten und einen bedeutenden Kredit der Bank J.P. Morgan sichern. Da der Wert der Lira dennoch immer weiter fiel, die Masse der italienischen Schulden aber in fremder Währung zurückgezahlt werden musste, entschloss sich Mussolini – der im Wechselkurs auch eine Frage des „nationalen Prestiges“ sah – im August 1926, publikumswirksam einzugreifen („Schlacht um die Lira“). Im Dezember 1927 verfügte er die Einführung des Goldstandards und einen festen Wechselkurs der Lira zum Pfund (1 Pfund = 92,46 Lire) und zum Dollar. Er löste damit einen Absturz der Aktienkurse aus, während die Arbeitslosenzahlen sowie die Produktions- und die Lebenshaltungskosten scharf anstiegen. Nachdem auch große Firmen wie Fiat gegen diese Maßnahme protestierten, gestand Mussolini der Exportindustrie Steuererleichterungen und eine weitere Senkung der Löhne um 10 % zu, hielt aber mehrere Jahre an der quota novanta fest.
Die Aufwertung der Währung brachte auch die „Weizenschlacht“ erst richtig in Schwung, die nun bis in die erste Hälfte der dreißiger Jahre ein stehendes Thema der Propaganda blieb. In diesen Zusammenhang stellte das Regime eines seiner größten Projekte, die Trockenlegung der Pontinischen Sümpfe, mit der 1930 begonnen wurde. Auch in anderen Teilen des Landes wurden erhebliche Mittel für Trockenlegungen, Bewässerungsbauten, Aufforstungen und andere essentielle ländliche Infrastruktur unter dem Schlagwort der bonifica integrale mit mitunter beträchtlichen Erfolgen aufgewandt, die Mussolini, der sich immer wieder vor Ort zeigte, für sich zu nutzen wusste. Zumindest bis 1933 stieg die Getreideproduktion stark an, was die Außenhandelsbilanz spürbar entlastete, sich binnenökonomisch aber vor allem als gigantisches Subventionsprogramm für die Großgrundbesitzer entpuppte. Die durch den Schutzzoll und die überbewertete Währung garantierte Gewinnspanne für Getreide nahm auch in den Jahren der Weltwirtschaftskrise in Italien trotz sinkenden Konsums nicht ab. Dies verschärfte den Modernisierungsstau in der Landwirtschaft und führte in vielen Gebieten zu einer agrarischen Monokultur, verbunden mit einem Absinken des Viehbestandes und dem Verlust von Exportmärkten, etwa für Olivenöl, Wein und Zitrusfrüchte.
Auf dem Höhepunkt der Weltwirtschaftskrise waren in Italien nach offiziellen Angaben etwa 1,2 Millionen Menschen arbeitslos. Es erwies sich als „glücklicher“ Zufall, dass bereits in den Jahren zuvor Importe und Konsum massiv eingeschränkt worden waren. Mussolini gelang es sogar, bis 1936 am Goldstandard festzuhalten, wodurch die Lira gegenüber dem Pfund noch einmal um ein Drittel aufwertete, da Großbritannien den Goldstandard 1931 aufgegeben hatte. Das Hauptproblem des Regimes war der praktisch vollständig insolvente private Bankensektor, der auch die in ihm bereits stark engagierte Banca d’Italia und damit den Staat in den Abgrund zu reißen drohte. 1931 gründete Mussolini auf Vorschlag des Finanzministers Guido Jung das Istituto Mobiliare Italiano (IMI), das die Privatbanken aus der mittel- und langfristigen Industriefinanzierung verdrängte, ihnen aber gleichzeitig die in der Krise entwerteten Aktienpakete und Kredittitel zum Nominalwert abkaufte. Das 1933 gegründete Istituto per la Ricostruzione Industriale (IRI) vergab staatliche Kreditgarantien und kaufte in Schieflage geratene Betriebe im Bereich des produzierenden Gewerbes auf. Es hielt bald etwa 20 % des gesamten italienischen Aktienkapitals, was im Europa der Zwischenkriegszeit beispiellos war. Hier entstand gleichsam „unbeabsichtigt“ ein vom Staat kontrolliertes Finanz- und Industriekonglomerat, das den Faschismus überdauerte und nach einer wechselvollen Entwicklung erst zu Beginn des 21. Jahrhunderts liquidiert wurde. Gleichfalls nicht langfristig geplant worden waren die „wohlfahrtsstaatlichen“ Elemente, deren Einführung im Rahmen der Bekämpfung der Krise bis 1934 erfolgte (aktive staatliche Beschäftigungsförderung, Erhöhung der Arbeitslosenunterstützung, 40-Stunden-Woche in der Industrie, Krankenversicherung, bezahlter Urlaub).
Zwischen August 1933 und April 1934 wurde in nur dreizehn Monaten die heute zirka 20 000 Einwohner zählende Planstadt Sabaudia gebaut, nachdem Benito Mussolini die Paludi Pontine, das Sumpfgebiet südöstlich von Rom, hatte trockenlegen lassen.

#### „Schlacht gegen die Mafia“
Auf Sizilien konnten die Faschisten bis 1922 kaum Fuß fassen. Auf der Insel verfügten die Großgrundbesitzer mit dem Partito agrario des Prinzen Scalea bereits über eine politische Organisation, die in der Lage war, gegen die 1919 einsetzende, vor allem von den aus dem Militär entlassenen Bauern und Landarbeitern getragene Welle der Streiks und Landbesetzungen mit dem „erforderlichen Maß an Brutalität und Illegalität“ vorzugehen. 1922 erhielt ein sizilianischer Liberaler das Ministerium für öffentliche Arbeiten in Mussolinis erster Regierung und trat 1923 dem PNF bei. Bis 1924 wurde auch das Führungspersonal des Partito agrario von der faschistischen Partei absorbiert. Innerhalb des sizilianischen PNF konnten sich die alten Eliten spätestens 1927 gegen die aus dem Norden „importierten“ bzw. einheimischen, in die Klientelnetzwerke der Insel jedoch nicht eingebundenen Faschisten durchsetzen. Damit war sichergestellt, dass die soziale und wirtschaftliche Struktur Siziliens nicht angetastet wurde.
Diese grundsätzliche Richtungsentscheidung, die die Entwicklungen im Rest des Landes zeitverzögert nachvollzog, relativierte auf lange Sicht auch die bis in die Gegenwart oft wohlwollend kommentierten faschistischen Maßnahmen gegen die Mafia, die vor allem zwischen 1924 und 1929 in der Ära des von Mussolini mit Sondervollmachten ausgestatteten „eisernen Präfekten“ Cesare Mori (1924 Präfekt von Trapani, 1925 von Palermo) forciert wurden. Mori, der über beste Beziehungen zu den latifondisti verfügte, ging jedoch nicht nur gegen tatsächliche, bis dahin oft von der Landaristokratie ausgehaltene Mafiosi, sondern auch gegen linke Aktivisten und radikale Faschisten wie Alfredo Cucco vor, der zwischen 1922 und 1924 mit Rückendeckung Farinaccis einen eigenen „Krieg gegen die Mafia“ geführt hatte, der „nebenbei“ auch Antifaschisten und die Netzwerke der lokalen Aristokratie erfasste. 1927 wurde Cucco selbst als Mafioso angeklagt und zusammen mit der gesamten faschistischen Parteiorganisation von Palermo politisch ausgeschaltet. Insgesamt wurden rund 11.000 tatsächliche oder vermeintliche Mafiosi inhaftiert (meist aber bald wieder entlassen), viele Anführer emigrierten, meist in die Vereinigten Staaten. Die faschistische Kampagne gegen die Mafia stärkte so vor allem die soziale und politische Vorherrschaft der Großgrundbesitzer – für Mori die eigentlichen „Opfer“ der Mafia – und schuf trotz kurzfristiger Erfolge das Klima für die Renaissance der organisierten Kriminalität nach 1943. Mit besonderer Härte hatte sie die „neureichen“ Mittelbauern getroffen, die den Latifundisten ein Dorn im Auge waren. Gerade diese Gruppe kultivierte unter dem Faschismus die Ansicht, „dass in dieser Art von Gesellschaft die einzige Chance in einer rücksichtslosen Durchsetzung des eigenen Willens und in mächtigen Beschützern lag.“
Mussolini nutzte die „Schlacht gegen die Mafia“ propagandistisch aus. Er interessierte sich aber, entgegen einer zählebigen Legende, nicht sonderlich für die Probleme Siziliens bzw. des italienischen Südens – insgesamt wohl noch weitaus weniger als die Ministerpräsidenten vor ihm. Gleichwohl ließ er nach einigen Jahren erklären, dass das faschistische Regime die „südliche Frage“ gelöst und auch die Mafia „zerstört“ habe. In der Realität wurde – trotz eines nominellen Anstiegs der öffentlichen Investitionen und einer zumindest in den zwanziger Jahren genaueren Überwachung der Eintreibung und der Verwendung der Steuern – kaum etwas für die Entwicklung der Insel getan. Während etwa in Libyen beträchtliche Mittel für den Ausbau der Infrastruktur aufgewandt wurden, waren viele sizilianische Dörfer noch in den vierziger Jahren nicht an das Eisenbahnnetz und oft nicht einmal an das Straßennetz angeschlossen. Als Mussolini im Juni 1923 zum ersten Mal Sizilien besuchte, bezeichnete er es als „Entehrung der Menschheit“, dass fünfzehn Jahre nach dem Erdbeben von Messina immer noch zahlreiche Einwohner in selbstgebauten Hütten dahinvegetierten und versprach, umgehend für Abhilfe zu sorgen: „Aber die Elendsquartiere waren zwanzig Jahre später immer noch da und das ‚südliche Problem‘, ungeachtet wiederholter Behauptungen, es existiere nicht mehr, einer Lösung nicht nähergekommen.“ Eine im Mai 1924 mit großem Propagandaaufwand in Anwesenheit Mussolinis gegründete Planstadt für 10.000 Menschen (Mussolinia, heute als Santo Pietro ein Ortsteil der Stadt Caltagirone) blieb ein Weiler mit kaum 100 Einwohnern. Erst gegen Ende der dreißiger Jahre thematisierte Mussolini die latifondi öffentlich als eigentliche Ursache der Entwicklungsblockade Siziliens. Ein 1940 erlassenes Bodenreformgesetz, das in gewissem Sinne eine strategische Kehrtwende faschistischer Politik darstellte, kam wegen des Kriegsausbruchs jedoch nicht mehr zur Ausführung.

#### Ausgleich mit der Kirche
Die am 11. Februar 1929 nach über zweijährigen Geheimverhandlungen, in die weniger als ein Dutzend Personen eingeweiht waren, von Mussolini und Kardinalstaatssekretär Pietro Gasparri unterzeichneten Lateranverträge gelten als Mussolinis größter politischer Erfolg. Mit ihnen wurden Fragen geklärt, die seit dem Risorgimento zwischen dem italienischen Nationalstaat und dem Oberhaupt der katholischen Kirche strittig gewesen und von keiner der liberalen Regierungen gelöst worden waren. Mussolini hatte in den letzten Stadien persönlich in die Verhandlungen eingegriffen und dabei auch den Widerstand des Königs überwinden müssen, der als Kirchengegner erzogen worden war und es anfänglich strikt ablehnte, dem Papst ein Mitspracherecht in den inneren Angelegenheiten Italiens einzuräumen, geschweige denn Territorium mitten in Rom abzutreten. Die Bekanntgabe der Verhandlungsergebnisse durch Gasparri am 7. Februar 1929 war eine weltweite Sensation.
Italien trat 44 Hektar seines Staatsgebietes an den Papst ab, der dadurch wieder Oberhaupt eines souveränen Staates wurde. Als „Kompensation“ für den Verlust des Kirchenstaates 1870 erhielt der Vatikan eine Barzahlung von 750 Millionen Lire und eine Anleihe über eine weitere Milliarde. Im Gegenzug erklärte der Papst die „römische Frage“ für „endgültig und unwiderruflich geschlichtet“. Im Konkordat erkannte der italienische Staat den Katholizismus als „einzige Religion des Staates“ und in diesem Zusammenhang einen substantiellen und institutionalisierten Einfluss der Kirche auf Ehe, Familie und Schule an. Mit der Azione Cattolica akzeptierte der Staat auch die Arbeit der katholischen Jugendorganisationen, die 1930 etwa 700.000 Mitglieder hatten.
Die Lateranverträge stabilisierten das faschistische Regime außerordentlich, obwohl sich die Beziehungen zwischen Kirche und Staat bis 1931 keineswegs harmonisch entwickelten. Papst Pius XI. nannte Mussolini am 14. Februar 1929 in einer vielzitierten Wendung den Mann, „den uns die Vorsehung gesandt hat“, befahl außerdem allen Priestern zum Abschluss der täglichen Messe ein Gebet für den König und den Duce (»Pro Rege et Duce«), und empfing ihn drei Jahre später auch persönlich.

#### Außenpolitik

##### Spannungen mit Frankreich und Jugoslawien
Über die Einordnung der außenpolitischen Linie Mussolinis wird nach wie vor kontrovers diskutiert. Ein Teil der neueren Arbeiten unterscheidet strikt zwischen den Worten und den Taten des Diktators. Dabei wird die ältere „intentionalistische“ These, Mussolini habe die Propagandaformeln über das „neue Römische Reich“ ernstgenommen und die italienische Außenpolitik – mit dem letzten Ziel einer kriegerischen Auseinandersetzung mit Frankreich und Großbritannien um die Kontrolle über das Mittelmeer – nach 1926 „ideologisch“ ausgerichtet, als „beinahe absurd“ zurückgewiesen. Der profilierteste Kritiker der Intentionalisten ist der australische Historiker Richard Bosworth, der die Ziele und Mittel der Außenpolitik Mussolinis in eine Kontinuität der „Mythen des Risorgimento“ einordnet und bestreitet, dass es überhaupt so etwas wie einen genuinen, vom „traditionellen“ unterscheidbaren „faschistischen“ Imperialismus gegeben habe. Die direkt entgegengesetzte Position vertritt maßgeblich der amerikanische Historiker MacGregor Knox, der die seiner Lesart nach „revolutionäre“ Außenpolitik des Regimes ganz aus dem „Willen“ des Diktators, dessen Programm schon Mitte der 20er Jahre in allen wesentlichen Details festgestanden habe, ableitet; Knox geht dabei – ähnlich wie ältere italienische Historiker, darunter Gaetano Salvemini – von einem Kontinuitätsbruch in der Außenpolitik aus. Eine heute „dominierende nationalistische Denkschule“ in Italien vertritt im Anschluss an die Arbeiten Renzo De Felices eine dritte Position, die den Außenpolitiker Mussolini mit einem nicht selten rechtfertigenden Unterton vor allem als „Realpolitiker“ beschreibt.
Im April 1927 schloss Italien einen Freundschaftsvertrag mit Ungarn, dem am stärksten an einer Revision der Friedensverträge interessierten Land. Italien lieferte Waffen an Ungarn und begann, ungarische Offiziere und Piloten auszubilden, obwohl Ungarn im Vertrag von Trianon ähnliche Rüstungsbeschränkungen wie Deutschland auferlegt worden waren. Paris und Belgrad antworteten im Dezember 1927 mit einem bilateralen Beistandsvertrag. Mussolini hatte zu diesem Zeitpunkt bereits damit begonnen, den Führer der kroatischen faschistischen Ustascha-Bewegung Ante Pavelić zu fördern. In der Nähe von Parma entstand ein getarntes Ausbildungszentrum, in dem dessen Anhänger politisch und militärisch geschult wurden. Dass Mussolini die kroatischen Faschisten, die in Jugoslawien Anschläge verübten, unterstützte, war in den Außenministerien Europas bald bekannt. Nach der Ausrufung der Republik in Spanien (April 1931) unterstützte Italien einzelne Protagonisten der antirepublikanischen Rechten.
Mussolini war nicht bereit, hinzunehmen, dass sich in Frankreich eine politisch aktive Gemeinde antifaschistischer Emigranten etablierte; 1929 kam es wegen dieser Frage zu zwei schweren diplomatischen Krisen. Zur Unterzeichnung des Briand-Kellogg-Paktes im August 1928 schickte Mussolini demonstrativ nur den italienischen Botschafter, während andere Unterzeichnerstaaten durch ihre Außenminister vertreten wurden. Bei der Londoner Flottenkonferenz lehnte Frankreich 1930 die von Italien geforderte Flottenparität ab, da es keine territorialen Garantien („Mittelmeer-Locarno“) erhalten hatte. Dazu waren weder Großbritannien noch die Vereinigten Staaten bereit.
Die Minderheitenfrage war eine weitere Quelle ständiger außenpolitischer Verwicklungen. Mussolini war entschlossen, die „ethnischen Überbleibsel“ in Italien zu beseitigen (vgl. Italianisierung) und autorisierte sogar vergleichbare Maßnahmen auf dem Dodekanes, wo das faschistische Regime Italienisch als Schulsprache einführte und alle griechischen Zeitungen verbot. Dies hielt ihn nicht davon ab, sich in Paris über die Behandlung der italienischen Gemeinde in Tunis und in London über die Zurückdrängung der italienischen Sprache auf Malta zu beklagen.
Der Einflussgewinn Deutschlands, der sich ab 1931 abzuzeichnen begann, führte vorübergehend zu einer gewissen Annäherung zwischen Paris und Rom. Im März 1931 gestand Frankreich Italien in einer gemeinsamen Erklärung die maritime Parität zu. Beide Länder gingen gegen den Plan einer deutsch-österreichischen Zollunion vor, der im gleichen Monat bekanntgeworden war. Eine regelrechte „Entente“, die die Regierung Herriot 1932 zumindest erwog, lehnte Mussolini allerdings – anders als der durchaus frankophobe Grandi, der dennoch das erstarkende Deutschland als größte Gefahr für die Stellung Italiens einschätzte – ab. Im Juli 1932 entließ Mussolini Grandi und übernahm wieder selbst das Außenministerium.

##### Mussolini und der Aufstieg der NSDAP
Die Entwicklung der antidemokratischen Rechten in Deutschland wurde von den italienischen Faschisten aufmerksam beobachtet. Mussolini verfügte neben den Berichten der italienischen Botschaft über eine Vielzahl weiterer ausgezeichneter Informationsquellen, unter denen vor allem Giuseppe Renzetti herausragt, der Gründer der italienischen Handelskammer in Berlin und „Schattenbotschafter“ des Duce. Renzetti gelang es im Laufe der zwanziger Jahre, direkte persönliche Beziehungen zu den Führern der DNVP, des Stahlhelm, der NSDAP sowie zu einflussreichen konservativen Journalisten und Industriellen herzustellen. Er wurde am 16. Oktober 1930 von Mussolini erstmals zu einer persönlichen Unterredung empfangen und beauftragt, im Namen Mussolinis Kontakt zu Hitler und Göring zu halten. Am 24. April 1931 empfing Mussolini mit Hermann Göring den ersten führenden Nationalsozialisten in „Audienz“.
Die Kontaktversuche zwischen dem Führungspersonal der NSDAP und Mussolini waren älter, bis zum Wahlerfolg der Partei bei der Reichstagswahl 1930 aber sehr einseitig. Schon im November 1922 hatte Mussolini einen Bericht des italienischen Diplomaten Adolfo Tedaldi erhalten, in dem dieser auf Hitler, den „Führer der Faschisten“ in Bayern, hinwies. Dieser trete für ein deutsch-italienisches Bündnis ein und erkenne die italienische Position in der Südtirol-Frage an. Hitler hat offenbar 1922 und 1923 erfolglos versucht, über Kurt Lüdecke mit dem von ihm bewunderten Mussolini in Verbindung zu treten. Ähnliche Vorstöße wurden 1927 und noch einmal 1930 von Mussolini abgewiesen, obwohl ihm bis dahin immer wieder wohlwollende Berichte von Italienern vorgelegt worden waren, die Hitler getroffen hatten. Der Mussolini-Biograph Renzo De Felice hält es dennoch für möglich, dass die NSDAP in dieser Phase unregelmäßig Geld aus einem Fonds des italienischen Konsulats in München erhielt.
Ebenso wie seine faschistischen Untergebenen misstraute Mussolini allen Vertretern des revanchistischen und alldeutschen Nationalismus nördlich der Alpen grundsätzlich. Hitler erschien mit seiner Anerkennung der Annexion Südtirols durch Italien zwar als beinahe singuläre Erscheinung auf der deutschen Rechten, vertrat aber ein mit der Unabhängigkeit Österreichs – wo Mussolini seit 1927 die Heimwehr-Bewegung mit Geld und Waffen und seit 1932 die Politik des Bundeskanzlers Engelbert Dollfuß unterstützte – unvereinbares großdeutsches Programm, worauf Mussolinis Zeitschrift Gerarchia im September 1930 warnend hinwies.
Persönlich bereitete Mussolini außerdem der aggressive Antisemitismus und völkische Rassismus der Nationalsozialisten Probleme – auch wenn diese Frage zu keinem Zeitpunkt im Vordergrund seiner Überlegungen stand. Im Gespräch mit dem Heimwehr-Führer Starhemberg bekannte er, kein „besonderer Freund der Juden“ zu sein, der nationalsozialistische Antisemitismus aber sei „einer europäischen Nation unwürdig“. Mussolini teilte die den italienischen Eliten geläufigen Abwertungen von Nichteuropäern und Slawen („Demokratie für Slawen ist wie Alkohol für Schwarze.“), lehnte den biologisch begründeten Rassismus aber zumindest bis 1934 auch öffentlich scharf ab. Die Blut-und-Boden-Ideologie und das Konzept einer Nation als „Abstammungsgemeinschaft“, das in den Ideologien der deutschen Rechten seit dem Ersten Weltkrieg Gemeingut war, blieben Mussolini zeitlebens fremd. Sein Rassismus war „voluntaristisch“ – Italiener war für Mussolini, wen er einer bestimmten Spielart sozialer, kultureller und politischer Zivilisation zurechnen konnte. Hingegen war er davon überzeugt, dass Teile des italienischen Volkes (noch) nicht Teil der „Nation“ seien: Florentiner seien Unruhestifter, Neapolitaner nutz- und disziplinlos usw. Dagegen hätten sich die italienischen Juden als Bürger und Soldaten bewährt. Gleichwohl tolerierte Mussolini eine antisemitische Strömung des Faschismus, die sich um die Zeitschrift La Vita Italiana und deren Herausgeber Giovanni Preziosi gesammelt hatte. Im Frühjahr 1933 forderte er die Faschisten im Popolo d’Italia auf, den Judenboykott der Nationalsozialisten im Kontext zu betrachten und darüber nicht zu „moralisieren“.
Hitler hat Mussolini noch am 30. Januar 1933 ein Telegramm gesandt, in dem er einmal mehr seine persönliche Wertschätzung für den Duce kundtat. Mussolini seinerseits versuchte bis 1934, gegenüber Hitler eine gönnerhafte, Patronage simulierende Haltung einzunehmen. So riet er ihm im Frühjahr 1933 schriftlich, vom Antisemitismus (dieser habe „immer ein wenig vom Aroma des Mittelalters“) abzulassen. Auch das erste Zusammentreffen der beiden Diktatoren am 14./15. Juni 1934 inszenierte Mussolini mit diesem Vorsatz. Hitler hatte um eine informelle Zusammenkunft gebeten und war als „Privatmann“ wie ein „Klempner im Regenmantel“ (Mussolini) nach Venedig gereist, wurde von Mussolini aber mit einem großen Presseaufgebot und einem letztlich fehlgeplanten pompösen Empfang überrascht, der erfolglos Eindruck zu machen suchte. Beide unterhielten sich mehrmals allein auf Deutsch, was Mussolini mit Sicherheit überforderte. Hitler irritierte Mussolini bereits bei diesem ersten Treffen mit endlosen Monologen; gleichwohl war Mussolini offenbar davon überzeugt, Hitler die Hoffnung auf einen „Anschluss“ Österreichs ausgeredet zu haben, während Hitler Italien mit dem Eindruck verließ, Mussolini habe keine Einwände gegen eine von der NSDAP geführte österreichische Regierung.
Diplomatisch suchte Mussolini den deutschen Revisionismus zunächst mit einem Viermächtepakt, den er bereits im Oktober 1932 vorgeschlagen hatte, unter Kontrolle zu bringen. Vertreter Frankreichs, Deutschlands, Großbritanniens und Italiens unterzeichneten ihn im Juli 1933 in Rom. Der Vertrag wurde jedoch durch den Austritt Deutschlands aus dem Völkerbund am 14. Oktober 1933 im Zusammenhang mit dem Reichskonkordat vom 20. Juli 1933 gegenstandslos und somit nie ratifiziert. Parallel versuchte Mussolini, die italienische Position durch eine Reihe von diplomatischen Manövern zu festigen, die sich im Kern alle gegen Deutschland richteten; in diese Reihe gehören der Freundschafts- und Nichtangriffsvertrag mit der Sowjetunion (2. September 1933) und die Abkommen mit Ungarn und Österreich im März 1934 (vgl. Römische Protokolle). Hastig entworfene Pläne für ein von Italien kontrolliertes Paktsystem in Südosteuropa, das neben Ungarn auch Jugoslawien, Bulgarien, Griechenland und die Türkei einbinden sollte, scheiterten an französischem Widerstand, den denkbar schlechten italienisch-jugoslawischen und italienisch-griechischen Beziehungen sowie an der Weigerung Ungarns, seine antijugoslawische Haltung zu mäßigen.

#### Kolonialpolitik

Wappen Italienisch-Libyens (1940–1943) nach der Annexion 1939

Während des Ersten Weltkrieges hatte sich der Zugriff Italiens auf seine kolonialen Besitzungen stark gelockert. In Tripolitanien und der Cyrenaika (beide Gebiete wurden erst 1934 als Italienisch-Libyen administrativ vereinigt) kontrollierte es 1919 nur noch die größeren Städte an der Küste. Als Mussolini Ministerpräsident wurde, hatte die Kolonialadministration bereits mit der sogenannten riconquista des Hinterlandes begonnen. Die Planung hierfür war maßgeblich von Giuseppe Volpi (1921 bis 1925 Gouverneur von Tripolitanien) und Giovanni Amendola (zwischen Februar und Oktober 1922 Kolonialminister und einige Jahre später „Märtyrer“ des liberalen Antifaschismus) vorangetrieben worden. Während die „Pazifizierung“ Tripolitaniens unter der militärischen Leitung Rodolfo Grazianis relativ rasch abgeschlossen wurde, zog sie sich in der Cyrenaika bis 1932/33 hin. Hier fiel ein Drittel der Bevölkerung einer Politik zum Opfer, der der italienische Historiker Angelo Del Boca „Wesen und Ausmaß eines echten Genozids“ bescheinigt hat. Um den fruchtbaren Boden für eine landwirtschaftliche Nutzung durch italienische Siedler zu sichern und eine Reserve günstiger und ständig verfügbarer Arbeitskräfte zu schaffen, zerstörte die italienische Armee (die sich dabei weitgehend auf ostafrikanische Söldner stützte) seit 1930 systematisch die Gesellschaft der halbnomadisch lebenden Viehzüchter des Gebel el-Achdar. Der Viehbestand wurde fast völlig vernichtet, etwa 100.000 Menschen wurden in Konzentrationslagern an der Küste festgehalten, wo die Hälfte bis zur Auflösung der Lager im Jahr 1933 – meist durch Verhungern – zu Tode kam. Bei Luftangriffen kamen immer wieder chemische Waffen zum Einsatz, obwohl Italien im Juni 1925 zu den Signatarstaaten des Genfer Protokolls gehört hatte.
Mussolini spielte in diesem Zusammenhang eine eher zweideutige Rolle. Er war jederzeit bereit, brutalste Maßnahmen zu autorisieren oder im Nachhinein zu billigen, ergriff jedoch zu keinem Zeitpunkt die Initiative, die eindeutig bei Badoglio (seit 1929 in Personalunion Gouverneur Tripolitaniens und der Cyrenaika), Graziani und anderen lag. Die großflächigen, entschädigungslosen Landenteignungen, das rigorose Steuersystem und die soziale und räumliche Trennung der europäischen, jüdischen und arabischen Einwohner hat maßgeblich Volpi konzipiert. Mussolini ließ Kritiker der „Pazifizierung“ wie De Bono (der von 1929 bis 1935 das Kolonialministerium leitete) und Roberto Cantalupo, die beide auf ein gegen Großbritannien und Frankreich gerichtetes Bündnis mit dem arabischen Nationalismus setzten, gewähren. Deren Position scheint auch seinen Intentionen entsprochen zu haben. Als Mussolini im April 1926 zum ersten Mal die nordafrikanische Kolonie besuchte, inszenierte er sich als „Verteidiger des Islam“. 1929 wies er Badoglio an, einen (kurzlebigen) Waffenstillstand mit dem Rebellenführer Umar al-Muchtar auszuhandeln. In der Pose eines wohlwollenden Beschützers gefiel er sich auch bei seinem zweiten Besuch im März 1937, als er sich von einheimischen Würdenträgern in Tripolis das „Schwert des Islam“ überreichen ließ. Obwohl das „Imperium“ im Laufe der 30er Jahre zu einem zentralen Element der faschistischen Propaganda wurde, scheint Mussolini keine klare Vorstellung davon gehabt zu haben, welcher politische, militärische oder ökonomische Nutzen aus den Kolonien gezogen werden könne. Die neuere Forschung hat darauf hingewiesen, dass die Eroberung Äthiopiens erfolgte, ohne dass Mussolini „auch nur die blasseste Ahnung hatte, was mit diesem großen Zuwachs an Territorium und Menschen anzufangen war.“ Nachdem er im Dezember 1937 Graziani abgelöst und den Herzog von Aosta zum Vizekönig von Äthiopien ernannt hatte, überließ er die dortige, von Korruption und Cliquenkämpfen zerrüttete Kolonialverwaltung sich selbst. Auch Libyen war wirtschaftlich ein Verlustgeschäft (die großen Ölvorkommen wurden trotz der klaren Hinweise auf ihr Vorhandensein von der Kolonialadministration bis zuletzt „hartnäckig“ ignoriert); es wurde erst in der zweiten Hälfte der 30er Jahre Aufnahmeort einer nennenswerten Zahl italienischer Auswanderer – nach faschistischer Lesart eine der wichtigsten Funktionen der Kolonien.
Die Details der „Pazifizierung“ in Libyen (und nach 1936 in Äthiopien) blieben in Italien lange Zeit unbekannt. Erst in den letzten Jahrzehnten sind sie durch die Arbeiten der Historiker Giorgio Rochat und Angelo Del Boca stärker in den Blickpunkt gerückt. Die Auseinandersetzung mit dieser Vergangenheit ist vor allem deshalb konfliktträchtig, weil sie eher Teil einer „nationalen“ als einer „faschistischen“ Kolonialgeschichte ist. Schon 1914/15 waren etwa 10.000 Libyer bei der Niederschlagung eines Aufstands ums Leben gekommen. Die Kolonialmacht ging bald nach ihrer Ankunft gegen die Viehzüchter der Cyrenaika systematisch vor. Nationalistische Intellektuelle hatten bereits vor dem Ersten Weltkrieg offen über die „Vorteile“ einer Verdrängung oder Vernichtung der einheimischen Bevölkerung nachgedacht. Den Einsatz chemischer Waffen in den Kolonien räumte das italienische Verteidigungsministerium erst Mitte der 90er Jahre offiziell ein.

### Kriegs- und Expansionskurs (1935–1939)

Der Igel, Folge 9, 1. Jg. November 1935

#### Begründung des „Impero“
Auf den Besuch Hitlers in Venedig folgte zunächst eine dramatische Verschlechterung der deutsch-italienischen Beziehungen. Beim Juliputsch vom 25. Juli 1934, einem Putschversuch österreichischer Nationalsozialisten, wurde der von Mussolini protegierte Bundeskanzler Engelbert Dollfuß getötet. Dessen Familie verbrachte gerade den Urlaub zusammen mit den Mussolinis in Riccione, so dass Mussolini persönlich Dollfuß’ Ehefrau die Nachricht vom Tod ihres Mannes überbrachte. Am 21. August traf sich Mussolini mit Dollfuß’ Nachfolger Kurt Schuschnigg. Er ließ am Brennerpass vier voll mobilisierte Divisionen aufmarschieren und initiierte eine antideutsche Pressekampagne, die bis 1935 andauerte.
Mussolini richtete nun auch öffentlich heftige Angriffe gegen die NS-Ideologie. Am 6. September 1934 nahm er in Bari Stellung zur expansiven NS-Außenpolitik und erklärte, dass die nationalsozialistische Rassedoktrin von jenseits der Alpen von Nachkommen eines Volkes stamme, das „zur Zeit, als Rom Cäsar, Vergil und Augustus hatte, noch keine Schrift kannte.“ Gleichzeitig setzte er in den von ihm beanspruchten Einflusszonen gerade in dieser Phase auf Mittel gewaltsamer Destabilisierung. Am 9. Oktober 1934 ermordete der in einem Lager der Ustascha in Italien ausgebildete Selbstmordattentäter Wlado Tschernosemski den jugoslawischen König Alexander I. und den französischen Außenminister Louis Barthou in Marseille. Die danach von Frankreich geforderte Auslieferung Pavelićs und anderer kroatischer Faschisten lehnte Mussolini ab. Im gleichen Jahr konferierte er mit spanischen Offizieren und Monarchisten und versprach ihnen Waffen und Geld, nachdem er bereits den gescheiterten Putsch des Generals José Sanjurjo im August 1932 auf ähnliche Weise unterstützt hatte.
Die „Anschluss-Krise“ des Jahres 1934 führte zunächst zu einer weiteren Annäherung zwischen Italien, Frankreich und Großbritannien. Im Oktober 1934 reiste Robert Vansittart, der höchste Beamte des britischen Außenministeriums, nach Rom und sicherte Mussolini die Rückendeckung Großbritanniens in der Österreich-Frage zu. Im Januar 1935 unterzeichneten Mussolini und der neue französische Außenminister Pierre Laval eine Reihe von Vereinbarungen (sog. Laval-Mussolini-Pakt), die Konsultationen bei allen Österreich und Deutschland berührenden Fragen sowie die Aufnahme von Generalstabsbesprechungen vorsahen. Frankreich trat außerdem 110.000 Quadratkilometer von Französisch-Äquatorialafrika und 20.000 Quadratkilometer von Französisch-Somaliland an Italien ab, das im Gegenzug auf seit dem 19. Jahrhundert erhobene Ansprüche in Tunesien verzichtete. Außerdem erklärte Laval – allerdings lediglich inoffiziell –, dass Frankreich, das die Eisenbahnstrecke Dschibuti-Addis Abeba kontrollierte, von allen weitergehenden Ansprüchen in Äthiopien zurücktrete (désistement).
Am 30. Dezember 1934 hatte Mussolini den italienischen Generalstab angewiesen, einen Krieg gegen Äthiopien vorzubereiten; den Anlass dafür bot ein schwerer Grenzzwischenfall, bei dem am 5. Dezember zwei Italiener (und etwa 100 Äthiopier) getötet worden waren. Mussolini sah in Äthiopien, das 1896 einen italienischen Angriff abgewehrt hatte und seit 1923 Mitglied des Völkerbundes war, den „Preis“, den Italien für seine „konstruktive“ Politik in Europa fordern könne. Als er im April 1935 mit Laval, Flandin, Simon und MacDonald in Stresa zusammentraf und eine Deklaration unterzeichnete, in der die drei Mächte ihre Entschlossenheit betonten, die durch die Friedensverträge geschaffenen Grenzen in Mitteleuropa zu verteidigen (vgl. Stresa-Deklaration), bemühte er sich, die britische Haltung in dieser Frage zu eruieren. Die Indifferenz der Briten deutete er als Einverständnis. Mussolinis Denkweise und Taktik war dabei im Ansatz alles andere als innovativ oder genuin „faschistisch“, sondern folgte einem seit dem 19. Jahrhundert etablierten Muster der italienischen Außenpolitik. Zuletzt hatte 25 Jahre früher der liberale Ministerpräsident Giovanni Giolitti die durch die Spannungen zwischen den stärkeren europäischen Mächten geschaffene günstige Situation genutzt, um den Krieg gegen die Türkei zu führen. Bei näherer Betrachtung „hat der italienische Krieg von 1935/36 ziemlich viel mit dem italienischen Krieg von 1911/12 gemeinsam.“
Stresa stellte die Weichen für eine „diplomatische Katastrophe“, da Mussolini den Einfluss der politischen Kräfte in Großbritannien, die zu einer langfristigen Verständigung mit Deutschland kommen wollten und weder interessiert noch bereit waren, Italien für die Verteidigung der Unabhängigkeit Österreichs kolonial derart weitgehend zu „entschädigen“, völlig unterschätzte. Nicht in Rechnung gestellt hatte Mussolini auch die Gruppe um Anthony Eden, die in Europa weiterhin auf die Mechanismen des Völkerbundes setzte und 1935 die öffentliche Meinung in Großbritannien auf ihrer Seite hatte. Politiker wie Churchill, Vansittart und Austen Chamberlain († 1937), die durchaus bereit waren, Italien in Ostafrika freie Hand zu lassen, hatten ihren Einfluss 1935 ganz oder teilweise verloren. Das wurde mit dem deutsch-britischen Flottenabkommen, das die Stresa-Deklaration bereits nach zwei Monaten faktisch entwertete, offensichtlich (Juni 1935). Dass die Briten kurz darauf einen Teil der Home Fleet ins Mittelmeer verlegten, war für Mussolini ein Schock. Für sein „realistisches“ Weltverständnis nicht nachvollziehbar waren die plötzlichen „antikolonialen Predigten von Leuten, die selbst halb Afrika kontrollierten und es ganz gewiss nicht friedlich erworben hatten.“ Er ließ trotz der Bedenken seiner Militärs den begonnenen Aufmarsch in Eritrea und Italienisch-Somaliland fortsetzen und wies die über unterschiedliche Kanäle lancierten Vermittlungsvorschläge zurück. Eine spannungsreiche Unterredung mit Eden im Juni endete ergebnislos. Mussolini, der die Abtretung aller äthiopischen Territorien außerhalb des amharischen Kernlandes und ein italienisches Protektorat über den verbleibenden Rest gefordert hatte, brach das Treffen wütend ab, als Eden ihm „eine weitere Wüste“, den Ogaden, anbot.
Am 3. Oktober 1935 überschritten italienische Truppen von Eritrea aus die Grenze zu Äthiopien (vgl. Italienisch-Äthiopischer Krieg). Sechs Tage später erklärte der Völkerbund (gegen die Stimme Italiens und bei Stimmenthaltung Österreichs, Ungarns und Albaniens) Italien formell zum Aggressor; Mitte November traten Wirtschaftssanktionen in Kraft. Neben Einschränkungen im Finanzbereich sperrte der Völkerbund zahlreiche Güter für den Handel mit Italien. Das von allen Beobachtern als potenziell einschneidend angesehene Ölembargo unterblieb jedoch. Ein britisch-französischer Vermittlungsvorschlag (vgl. Hoare-Laval-Pakt), der Italien sehr weit entgegenkam und von Mussolini wahrscheinlich akzeptiert worden wäre, sickerte frühzeitig an die Presse durch und wurde im Dezember 1935 im britischen Unterhaus abgelehnt. Mussolini, der den unfähigen De Bono nach ersten Rückschlägen im November durch Badoglio ersetzt hatte, ordnete nun einen Vorstoß auf Addis Abeba und die Verlegung weiterer Kräfte und Mittel nach Ostafrika an. Als am 20. Januar 1936 die Offensive begann, waren zwischen 350.000 und 400.000 Mann mit 30.000 Fahrzeugen und 250 Flugzeugen aufmarschiert – die größte je in einem Kolonialkrieg versammelte Armee. Die italienische Armee setzte auf Initiative Badoglios – und von Mussolini autorisiert – nun auch Giftgas ein. Flugzeuge warfen bis zum Ende des Krieges etwa 250 Tonnen Bomben mit Senfgas ab. Am 5. Mai 1936 rückten italienische Truppen in Addis Abeba ein.
Mussolini verkündete am 9. Mai 1936 in Rom vor einer begeisterten Menschenmenge die Annexion Äthiopiens und „die Rückkehr des Imperiums auf die heiligen Hügel von Rom.“ Viktor Emanuel III. nahm den Titel eines Kaisers von Äthiopien an. Auch wenn Renzo De Felices affirmative Kennzeichnung des Äthiopienkrieges als „politisches Meisterstück“ (capolavoro politico) Mussolinis und die damit zusammenhängende These eines „Konsenses“ zwischen dem „italienischen Volk“ und dem Regime höchst umstritten ist, so wird doch kaum bezweifelt, dass das Regime in den Jahren 1935 und 1936 den Höhepunkt innerer Stabilität erreichte; der aktive und bewusste Antifaschismus in Italien war in dieser Phase auf einige wenige isolierte Zirkel beschränkt. Im Juli 1936 hob der Völkerbund die Wirtschaftssanktionen wieder auf. Im westlichen Ausland kehrte der Krieg das Bild des italienischen Faschismus allerdings vollständig um. Er beendete die „Liebesbeziehung zwischen den ausländischen Journalisten und Mussolini“ und verschaffte dem italienischen Diktator insbesondere in der ihm bis zu diesem Zeitpunkt eher wohlgesinnten konservativen britischen Presse ein langzeitig wirksames Image als „Gangster“ und „unrasierter Rowdy“.

#### Bündnis mit Deutschland

##### Von der „Achse“ zum „Anschluss“

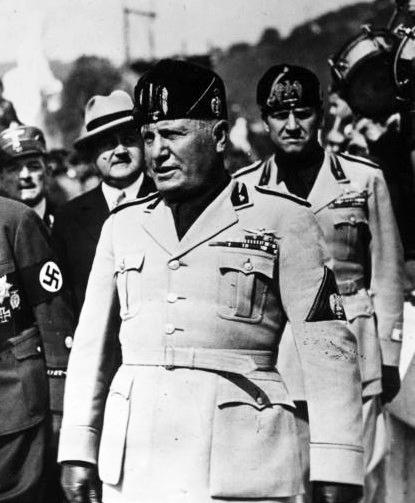
Benito Mussolini und Galeazzo Ciano, März 1938

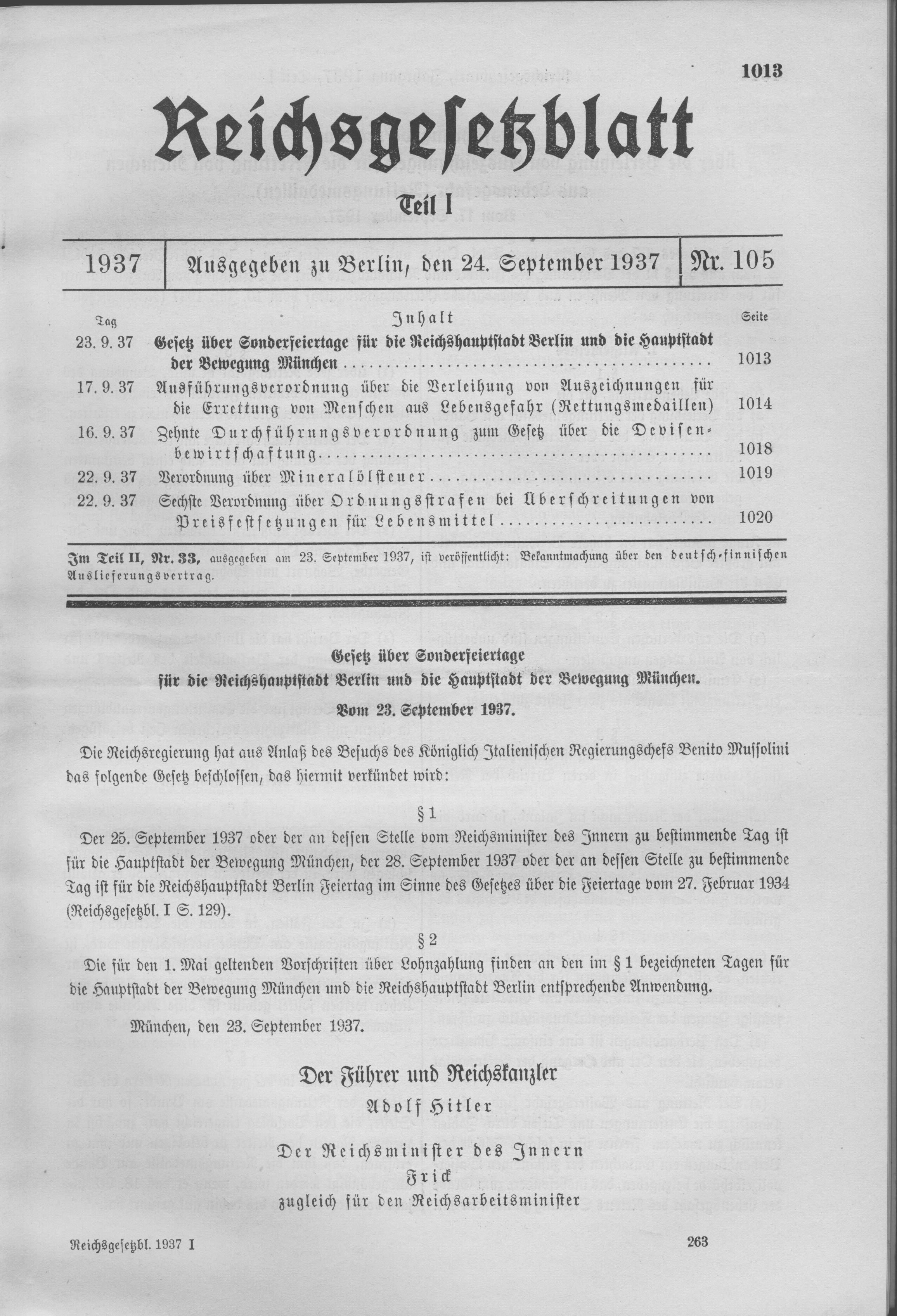
Anordnung von zusätzlichen Feiertagen anlässlich des Mussolini-Besuches für Berlin und München per Gesetz vom 23. September 1937

Die ersten Schritte zur Verbesserung der deutsch-italienischen Beziehungen unternahm Mussolini noch vor dem Beginn des Äthiopienkrieges. Einige Monate später, am 6. Januar 1936, nach dem Scheitern des Hoare-Laval-Pakts und dem Zusammenbruch der „Stresa-Front“, teilte Mussolini dem überraschten deutschen Botschafter Ulrich von Hassell mit, dass Italien nichts gegen eine Ausweitung des deutschen Einflusses in Österreich unternehmen werde, solange das Land formell unabhängig bleibe (vgl. Juliabkommen). Im Februar deutete er – ebenfalls gegenüber von Hassell – an, dass Italien eine Remilitarisierung des Rheinlandes tolerieren werde und trat damit informell von den 1925 in Locarno eingegangenen Verpflichtungen zurück. Im Juni 1936 entließ Mussolini den „germanophoben“ Triestiner Fulvio Suvich, der bis dahin als Staatssekretär das Außenministerium geführt hatte. Außenminister wurde Mussolinis 33-jähriger Schwiegersohn Galeazzo Ciano, der zu diesem Zeitpunkt einer der enthusiastischen Befürworter der Annäherung an Deutschland war.
Der Bürgerkrieg in Spanien beschleunigte die weitere Vertiefung der Beziehungen. Hitler und Mussolini hatten zunächst unabhängig voneinander entschieden, in Spanien zugunsten der Putschisten zu intervenieren (vgl. Corpo Truppe Volontarie) – Mussolini allerdings erst nach längerem Zögern am 27. Juli 1936, nachdem klar geworden war, dass die konservative Regierung Großbritanniens die Republik nicht unterstützte und die französische Volksfront-Regierung unter Léon Blum ihre anfängliche Unterstützung nach Absprache mit Großbritannien rückgängig gemacht hatte. Ciano reiste im Oktober 1936 nach Berchtesgaden und unterzeichnete nach Gesprächen mit Hitler am 25. Oktober ein Abkommen. Deutschland erkannte die italienische Annexion Äthiopiens an und erklärte sich mit einer Abgrenzung der wirtschaftlichen Einflusssphären in Südosteuropa einverstanden. Beide Länder vereinbarten eine Abstimmung ihrer Hilfsmaßnahmen für Franco und ein gemeinsames Vorgehen im sogenannten Nichteinmischungskomitee. Mündlich erklärte Hitler das Mittelmeer zu einem „italienischen Meer“ und beanspruchte im Gegenzug Handlungsfreiheit im Ostseeraum und in Osteuropa. Mussolini machte den damit erreichten Stand der deutsch-italienischen Beziehungen am 1. November 1936 in einer Rede auf der Piazza del Duomo in Mailand öffentlich. Darin sprach er erstmals von einer politischen „Achse Rom-Berlin“.
Die Einladung Hitlers zu einem Besuch in Deutschland, die Hans Frank Mussolini bereits im September 1936 überreicht hatte, nahm er zwar an, zögerte aber mit der Festlegung auf einen Termin. Auch dem Antikominternpakt trat Italien zunächst nicht bei. Ein britisch-italienisches Gentlemen’s Agreement, mit dem beide Länder im Januar 1937 den territorialen Status quo im Mittelmeerraum anerkannten, deutete an, dass Mussolini weiterhin auf einen Ausgleich mit den Briten spekulierte – es wurde jedoch „bald vergessen“, da sich die Beziehungen zwischen beiden Mächten kontinuierlich verschlechterten. Ende August 1937 griff ein italienisches U-Boot vor der spanischen Küste den britischen Zerstörer Havock an. Den Briten blieb auch nicht verborgen, dass Italien 1936/37 begann, antikoloniale Nationalisten in verschiedenen Teilen des britischen Herrschaftsbereiches finanziell, politisch und materiell zu fördern, darunter in Malta, Ägypten, Palästina und im Irak.
Im Juni 1937 sagte Mussolini schließlich zu, im September Deutschland zu besuchen. Der Deutschlandbesuch (25.–29. September 1937) war Mussolinis erste Auslandsreise seit 1925 und der einzige offizielle Staatsbesuch, den er je unternommen hat. Mussolini besuchte München, Garnisonkirche und Schloss Sanssouci in Potsdam, die Krupp-Werke in Essen und ein Manöver der Wehrmacht in Mecklenburg. Höhepunkt war eine Rede vor (angeblich) 800.000 Menschen auf dem Berliner Maifeld am 28. September. Mussolini war von dem, was er in Deutschland sah, außerordentlich stark beeindruckt. Im November 1937 trat Italien dem Antikominternpakt bei und kurz darauf aus dem Völkerbund aus. Im Gespräch mit Joachim von Ribbentrop bezeichnete Mussolini den „Anschluss Österreichs“ an das Reich nun als unvermeidlich. Als dieser im März 1938 erfolgte, reagierte Italien nicht.

##### Münchner Abkommen und „Stahlpakt“

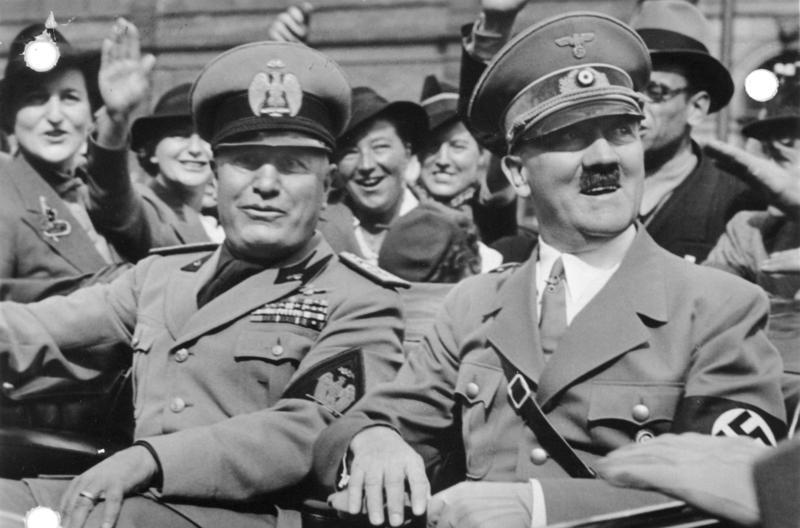
Mussolini und Hitler in München, September 1938

Mussolini rechnete nun mit einer unmittelbar bevorstehenden Konfrontation zwischen Deutschland und der mit Frankreich und der Sowjetunion verbündeten Tschechoslowakei. Das von Hitler bei seinem Gegenbesuch in Rom im Mai 1938 ins Gespräch gebrachte Militärbündnis lehnte er deshalb ab, zumal Großbritannien die italienische Annexion Äthiopiens am 16. April 1938 formell anerkannt hatte. Während der Sudetenkrise blieb Mussolini bis zuletzt im Hintergrund, spielte dann aber unvermittelt eine wichtige Rolle. Am 28. September 1938 trug der britische Premierminister Neville Chamberlain seinen Vorschlag einer Konferenz der vier europäischen Großmächte über Mussolini an Hitler heran. Als dieser eingewilligt hatte, telefonierte der italienische Botschafter die ihm von Göring übermittelten deutschen Forderungen von Berlin nach Rom durch. Mussolini nahm dieses Papier anschließend mit nach München und präsentierte es dort als italienischen „Kompromissvorschlag“, der von der Konferenz in den frühen Morgenstunden des 30. September schließlich angenommen wurde (vgl. Münchner Abkommen). Da die italienische Presse Mussolinis dem Anschein nach „entscheidende“ Rolle in München gebührend herausstellte, wurde er bei seiner Rückkehr an nahezu jeder Bahnstation von tausenden Menschen als „Retter Europas“ gefeiert.
Nach München war Mussolini mehr denn je entschlossen, die durch Deutschland ausgelöste europäische Krise zugunsten Italiens auszunutzen. Jetzt ließ er auch die italienischen Maximalforderungen öffentlich machen. Als Ciano am 30. November 1938 vor der Abgeordnetenkammer in Anwesenheit des französischen Botschafters über die „natürlichen Ansprüche des italienischen Volkes“ sprach, sprangen auf ein Stichwort hin plötzlich zahlreiche Abgeordnete auf und riefen „Nizza! Korsika! Savoyen! Tunesien! Djibouti! Malta!“. Vor dem Großrat dehnte Mussolini diesen Katalog an diesem Tag noch auf Albanien und einen Teil der Schweiz aus. Vor dem gleichen Gremium nannte er Italien am 4. Februar 1939 einen „Gefangenen des Mittelmeers“:
„Die Riegel dieses Gefängnisses sind Korsika, Tunesien, Malta und Zypern. Die Wächter des Gefängnisses sind Gibraltar und Suez. Korsika ist eine auf das Herz Italiens, Tunesien eine auf Sizilien gerichtete Pistole, während Malta und Zypern eine Gefahr für alle unsere Positionen im östlichen und westlichen Mittelmeer darstellen.“
Ein derart umfangreiches Programm ließ sich entweder nur durch Krieg oder durch massiven diplomatischen Druck – und in beiden Fällen nicht ohne das Gewicht Deutschlands – verwirklichen. Mussolini nahm nun, angeregt zum Teil von der italienischen Militärführung, Kurs auf das im Vorjahr noch abgelehnte Militärbündnis, obwohl die Besetzung Böhmens und Mährens durch Deutschland im März zu erheblichen Irritationen in Rom führte. In der Sitzung des Großrates vom 21. März 1939, bei der insbesondere Balbo die italienische Außenpolitik angriff, stellte Mussolini Italien ganz offen als Juniorpartner Deutschlands hin: Deutschland sei Italien demographisch im Verhältnis 2:1 und industriell im Verhältnis 12:1 überlegen. Die Gefahr, gegen den eigenen Willen von dem offenbar unberechenbaren Hitler in einen europäischen Krieg verwickelt zu werden, spielte er im Gespräch mit Ciano herunter. Albanien, schon länger unter starkem italienischen Einfluss, wurde am 7. April 1939 von italienischen Truppen besetzt.
Anfang Mai 1939 stimmte Mussolini nach einem neuerlichen Besuch Ribbentrops schließlich dem deutsch-italienischen Militärbündnis zu. Ciano und Ribbentrop unterzeichneten diesen sogenannten „Stahlpakt“ (Patto d’Acciaio, eine Wortschöpfung Mussolinis) am 22. Mai 1939 in Anwesenheit Hitlers in Berlin. Italien erhielt in der Präambel endlich die lange angestrebte, bislang aber von Hitler nur mündlich ausgesprochene verbindliche Anerkennung der deutsch-italienischen Grenze. Im Kern war der Vertrag ein militärisches Offensivbündnis; er sah eine fast automatische, nur durch eine vage Bestimmung über rechtzeitige „Konsultationen“ eingeschränkte Beistandsverpflichtung bei allen militärischen Auseinandersetzungen – also auch eindeutigen Angriffskriegen – vor, in die eine der Parteien verwickelt werden würde. Die von Ciano auf Mussolinis Wunsch in den Vorverhandlungen angesprochene erforderliche Friedensphase von drei Jahren wurde von Ribbentrop zwar mündlich zugesagt, tauchte in dem von deutschen Diplomaten verfassten Vertragstext aber nicht auf. Ob die italienische Seite sich über die Konsequenzen des Vertrages klar war oder aber eine „atemberaubende Unfähigkeit“ Cianos den Deutschen in die Karten spielte, ist umstritten. Mussolini unterstrich den Vorbehalt noch einmal in einem Memorandum, das er Hitler am 30. Mai durch Ugo Cavallero überbringen ließ.

#### Ausbau des totalitären Staates
Ab etwa 1936 durchlief das Regime eine selbst proklamierte neue Phase der faschistischen „Revolution“. Die Debatte darüber, ob es sich bei dieser Entwicklung um eine genuine Radikalisierung und die sukzessive Entstehung eines totalitären Parteistaates handelte – eine These, die stilbildend vor allem der De Felice-Schüler Emilio Gentile vertritt – oder es aber beim Versuch Mussolinis blieb, es „so aussehen zu lassen, als durchlaufe der Faschismus eine neue und ultraradikale Phase“, ist nicht beendet.
In der Ära des Parteisekretärs Achille Starace (1931–1939) änderte sich der politische Stil der faschistischen Partei signifikant. Nach den von Turati und Giuriati betriebenen Massenausschlüssen der „Radikalen“ und dem parallelen Zustrom konservativer Funktionseliten öffnete sich die Partei nach 1932 für die Massen. 1939 soll die Hälfte der italienischen Bevölkerung entweder der Partei oder (häufiger) einer ihrer zahlreichen Vorfeld-, Neben- und Hilfsorganisationen angehört haben. Diese Entwicklung wurde diskret gefördert, etwa dadurch, dass die Mitgliedschaft im PNF bei Bewerbungen auf Stellen im öffentlichen Dienst spätestens seit 1937 als selbstverständlich vorausgesetzt wurde. 1939 wurde die Mitgliedschaft in der faschistischen Jugendorganisation für heranwachsende Italiener obligatorisch. Durch regelmäßige Aufmärsche und Veranstaltungen aller Art, für die der 1935/36 eingeführte „faschistische Samstag“ (sabato fascista) reserviert war, besetzte die Partei nun viel stärker den öffentlichen Raum als vorher. Eine Reihe von Kampagnen zielte darauf ab, das gesellschaftliche Leben zu militarisieren und die Italiener härter zu machen. Bekannt geworden ist vor allem die Kampagne gegen die „bürgerliche“ Höflichkeitsform Lei, die im persönlichen Umgang durch das „volkstümliche“ voi ersetzt werden sollte. Eine Kampagne gegen Anglizismen setzte für den inzwischen zum Nationalsport gewordenen Fußball – den die Faschisten und insbesondere Mussolini bis in die erste Hälfte der 30er Jahre weitgehend ignoriert und zum Teil sogar mit dem eigens erfundenen konkurrierenden Sport Volata bekämpft hatten – endgültig die Bezeichnung calcio durch, wodurch nebenbei impliziert wurde, das Spiel sei im Florenz des 16. Jahrhunderts erfunden worden. Politisch koordiniert wurden diese Maßnahmen meist über die Partei und Starace (seit 1937 hatte der Parteisekretär Ministerrang), technisch abgewickelt aber zunehmend über den Apparat des 1937 geschaffenen Ministeriums für Volkskultur (Ministero della Cultura Popolare). Mussolini trieb diese Entwicklung einer „faschistischen Kultur“ mit einer Vielzahl von Reden voran, in denen er den totalitären und revolutionären Charakter einer „dritten Welle“ des Faschismus herausstellte.
Formale Veränderungen in der Struktur der Staatsführung liefen parallel. Mitunter wird der Titel „Erster Marschall des Imperiums“ (Primo maresciallo dell’Impero), den Mussolini sich im April 1938 übertragen ließ, als Versuch gedeutet, die Stellung des Monarchen zu relativieren. Im Dezember 1938 wurde die aus den Scheinwahlen des Jahres 1934 hervorgegangene Abgeordnetenkammer aufgelöst und im März 1939 ganz abgeschafft. Als Ersatz wurde eine „Kammer der Fasci und der Korporationen“ (Camera dei Fasci e delle Corporazioni) ernannt. Der Senat, das traditionelle Forum der konservativen Eliten, wurde jedoch nicht angetastet – nach Mussolini war „der Senat römisch, die Kammer aber angelsächsisch“.
Mussolini reagierte zunehmend „überempfindlich“ auf alle Äußerungen antifaschistischer Dissidenz. Als nach der Demütigung in der Schlacht bei Guadalajara im Frühjahr 1937 die unter italienischen Freiwilligen der Internationalen Brigaden aufgekommene Losung „Heute in Spanien und morgen in Italien!“ an Häusern in Italien auftauchte, forderte er Franco auf, gefangene „rote“ Italiener erschießen zu lassen. Hinter der Ermordung der Rosselli-Brüder durch französische Faschisten (9. Juni 1937) standen nachweislich Ciano und der italienische Geheimdienst, das Einverständnis Mussolinis gilt als sicher.
Das „Flaggschiff“ der neuen Radikalität war die im Sommer 1938 eingeleitete rassistische Wende des Faschismus. Am 14. Juli 1938 – als symbolischer Schlag gegen die Ideale der Aufklärung offenbar bewusst am Jahrestag des Sturmes auf die Bastille – erschien in Il Giornale d’Italia ein „Manifest der Rasse“, das Mussolini von zehn namentlich genannten rassistischen Wissenschaftlern verfassen ließ. Der Text proklamierte in Form eines Dekalogs die Existenz einer homogenen „italienischen Rasse“ „arischen“ Ursprungs. Juden, „Orientalen“ und Afrikaner seien dieser Rasse fremd. Diesem Prolog folgte bis 1939 eine ganze Serie offen diskriminierender rassistischer und antisemitischer Gesetze. Am 3. August 1938 wurden zunächst die Kinder ausländischer Juden vom Schulbesuch ausgeschlossen, im September folgte ein Dekret, das zu definieren versuchte, wer als Jude zu verstehen sei. Am 17. November 1938 verbot ein umfangreiches Dekret die Verheiratung „arischer“ Italiener mit Angehörigen „anderer Rassen“ und regelte im Detail den Ausschluss der Juden aus dem Militär, dem Bildungswesen, der Verwaltung, dem Wirtschaftsleben (Beschränkung auf Kleinbetriebe und Landwirtschaft) und der faschistischen Partei. Darüber hinaus wurden alle Juden, die nicht italienische Staatsbürger waren (oder die Staatsbürgerschaft nach 1919 erhalten hatten), aus Italien ausgewiesen.
Obwohl unter seinen Anhängern Rassisten und Antisemiten waren, hatte der italienische Faschismus einen programmatisch verbindlichen Rassismus bis dahin nicht vertreten. Der ältere antislawische Rassismus hatte bei der Auseinandersetzung mit der slowenischen Minderheit im Nordosten eine konstitutive Rolle gespielt, der politische Antisemitismus aber hatte in Italien – abgesehen von der katholischen Rechten – keine gefestigte Tradition. Das Land, in dem 1938 weniger als 50.000 Juden lebten, hatte nach 1933 sogar 3.000 aus Deutschland geflohene Juden aufgenommen. Zudem waren die italienischen Juden überwiegend sozial etabliert, „patriotisch“ und konservativ. Nicht wenige hatten im lokalen und nationalen Maßstab an sichtbarer Stelle am Aufstieg der faschistischen Bewegung teilgenommen, die Zahl der jüdischen Mitglieder des PNF war überproportional hoch (in den 30er Jahren etwa 25 % der erwachsenen italienischen Juden gegenüber ca. 10 % der erwachsenen Gesamtbevölkerung).
Vor diesem Hintergrund stieß die von Mussolini fast im Alleingang initiierte antisemitische Wende auf Unverständnis und Widerstand bis in den faschistischen Großrat hinein, wo es aus diesem Anlass am 6. Oktober 1938 zu einer der ganz seltenen scharfen Auseinandersetzungen in Anwesenheit des Duce kam. Dieser Konflikt erklärt zum Teil die große Zahl von Ausnahmeregelungen (die schließlich für mehr als 20 % der italienischen Juden galten) und die allein im Herbst 1938 von etwa 5.000 Menschen genutzte Möglichkeit, sich durch Konversion zum Katholizismus der Diskriminierung zu entziehen. Physische Übergriffe auf Juden unterblieben, die Ausübung der Religion wurde auch nach 1938 nicht behindert. Die Bevölkerung lehnte diese Gesetze weithin ab; die Lokalbehörden setzten sie mitunter gar nicht oder nur zum Schein um – auch in dieser Frage „folgte das ‚reale Italien‘ nicht immer der offiziellen Linie des ‚legalen Italien‘“. Mussolini hielt es in dieser Frage für geboten, seine „Glaubwürdigkeit“ gelegentlich auch privat zu demonstrieren. Im Gespräch mit dem Anthropologen Guido Landra betonte er im Juli 1938 die „nordische“ Herkunft seiner Familie. Das Tagebuch seiner Geliebten Clara Petacci verzeichnet antisemitische Ausfälle und rassistische Säuberungsphantasien, etwa über die „Ausrottung“ „rassisch degenerierter“ Italiener, in denen Mussolini die Nachkommen römischer Sklaven und Freigelassener sah. In der neueren Literatur wird die rassistische Gesetzgebung indes nicht auf die ohnehin höchst flexiblen ideologischen Fixierungen Mussolinis zurückgeführt. Der ostentative Rassismus war letztlich genauso opportunistisch, inkohärent und hohl wie andere herausgestellte Elemente der Diktatur. Die italienischen Rassengesetze gelten auch als Versuch, das Bündnis mit NS-Deutschland durch Angleichung nach innen abzusichern. Eine wesentliche Rolle spielte auch die nach der Begründung des Impero akut gewordene Überzeugung Mussolinis, dass ein großes Kolonialreich nur von Leuten regiert werden könne, die davon überzeugt waren, einer „höheren Rasse“ anzugehören.
Die offene Hinwendung zum Rassismus kühlte die Beziehungen des Regimes zur katholischen Kirche nach dem Tiefpunkt von 1931 (vgl. Non abbiamo bisogno) erneut ab. Die Eroberung Äthiopiens und mehr noch die Intervention in Spanien hatten den offenen Beifall des Klerus gefunden und zu einer großen öffentlichen Nähe von Kirche und Staat geführt. Die „wissenschaftliche“ Rassenlehre jedoch, wie sie etwa die im Sommer 1938 ins Leben gerufene offiziöse Zeitschrift La difesa della razza propagierte, kollidierte direkt mit dem katholischen Universalismus. Mussolini hat, wie nach der Freigabe der einschlägigen Bestände des vatikanischen Archivs aufgefundene Dokumente belegen, versucht, die Spannungen zu moderieren und dem Papst (nicht ohne Zynismus) am 16. August 1938 schriftlich zugesichert, dass die italienischen Juden keiner schlimmeren Behandlung unterworfen werden würden als die Juden im einstigen Kirchenstaat; eine Rückkehr zu den „farbigen Kappen“ und den Ghettos werde es nicht geben. Im gleichen Zusammenhang verlangte er, dass die Kirche sich jeder kritischen Stellungnahme zu den leggi razziali enthalte. Während einzelne italienische Bischöfe und führende katholische Intellektuelle wie Agostino Gemelli die antijüdischen Maßnahmen öffentlich unterstützten, war der alternde und kranke Pius XI. – was Mussolini erheblich irritierte und erboste – offenbar zu einer Kraftprobe, bei der es im Kern um Grundfragen des Einflusses der Kirche auf das öffentliche Leben in Italien ging, entschlossen. Sein Tod (10. Februar 1939) verhinderte die Veröffentlichung der vorbereiteten Enzyklika Humani generis unitas; die gedruckten Exemplare einer nicht mehr gehaltenen Rede zum 10. Jahrestag der Lateranverträge, deren Verteilung an die Bischöfe Pius XI. auf dem Sterbebett angeordnet hatte, ließ Kardinal Pacelli, der spätere Papst Pius XII., auf Wunsch Mussolinis und Cianos vernichten.

#### Krise der persönlichen Diktatur
Mit wenigen Ausnahmen ist sich die neuere Forschung – einschließlich der Schule De Felices – darin einig, dass sich „der Duce und sein Regime in den späten 30er Jahren im Niedergang befanden“. Zynismus und Misanthropie Mussolinis erreichten in dieser Phase ihren Höhepunkt und wurden von ihm auch bei öffentlichen Auftritten nicht mehr verborgen. Führende Faschisten beklagten die Atmosphäre von Argwohn und Misstrauen in der Regierung. Bocchinis polizeiliche Lageberichte konstatierten 1938 eine „Welle des Pessimismus“, die durch das Land gehe. Als Mussolini am 15. Mai 1939 die neue Fabrik des Fiat-Konzerns im Turiner Stadtteil Mirafiori einweihte, begrüßten ihn nur einige hundert der 50.000 versammelten Arbeiter mit Beifall; alle anderen verfolgten seinen Auftritt schweigend und mit verschränkten Armen in einer beispiellosen Demonstration der Feindseligkeit. Die aus Anlass der Wirtschaftssanktionen von 1935/36 eingeleitete und offenkundig der Kriegsvorbereitung dienende „Autarkie“-Kampagne hatte die Lebensverhältnisse vieler Menschen weiter verschlechtert, nun aber durch die Rationierung von Luxusgütern wie Kaffee und Benzin erstmals auch Wohlhabende getroffen. Das Bündnis mit Deutschland, das die Verwicklung des Landes in einen großen Krieg wahrscheinlich machte, wurde nicht nur von den „Massen“, sondern auch von einem nennenswerten Teil der Eliten abgelehnt. Reiche Italiener begannen, ihre Vermögen in die Schweiz zu schaffen oder Geldguthaben in Gold umzutauschen.
Der Riss innerhalb des Machtblocks, der durch die „antibürgerliche“ Kampagne der Jahre 1938 und 1939 – im „Bürgertum“ sah Mussolini hier vor allem „eine Chiffre für politische Stagnation, Korruption und ideologische Gleichgültigkeit innerhalb der Führungskader, aber auch an der Basis des PNF“ – evident wurde, ging jedoch tiefer und berührte die Grundlagen des Regimes. Die Bourgeoisie habe, so der Historiker Martin Clark, ihre ökonomische Unabhängigkeit und ihr soziales Prestige im Faschismus bewahrt. Sie habe Mussolini in den 20er Jahren akzeptiert, da er die Streiks beendete, die radikale Linke vernichtete und die Fanatiker unter den Faschisten unter Kontrolle brachte:
„Aber sie unterstützten nicht seine Versuche, nach 1936 eine ‚Kriegerrasse‘ zu schaffen, und sie schätzten es ganz gewiss nicht, 1938 zum Ziel einer feindseligen Regierungskampagne zu werden. Nun war Mussolini selbst der Fanatiker und seine ‚Schlacht‘ konfrontierte das Establishment. Damit hatte er die gesamte Basis seines Regimes unterminiert. Er rettete die Bourgeoisie vor nichts mehr und verlangte nun echte Opfer von ihr. Und so wandte sie sich von ihm ab.“

### Zweiter Weltkrieg (1939–1943)

#### Von der „non belligeranza“ zum „guerra parallela“

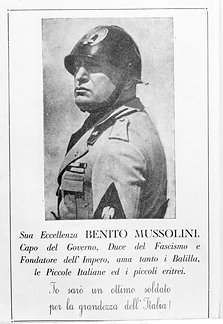
Propagandadarstellung Mussolinis, etwa 1939

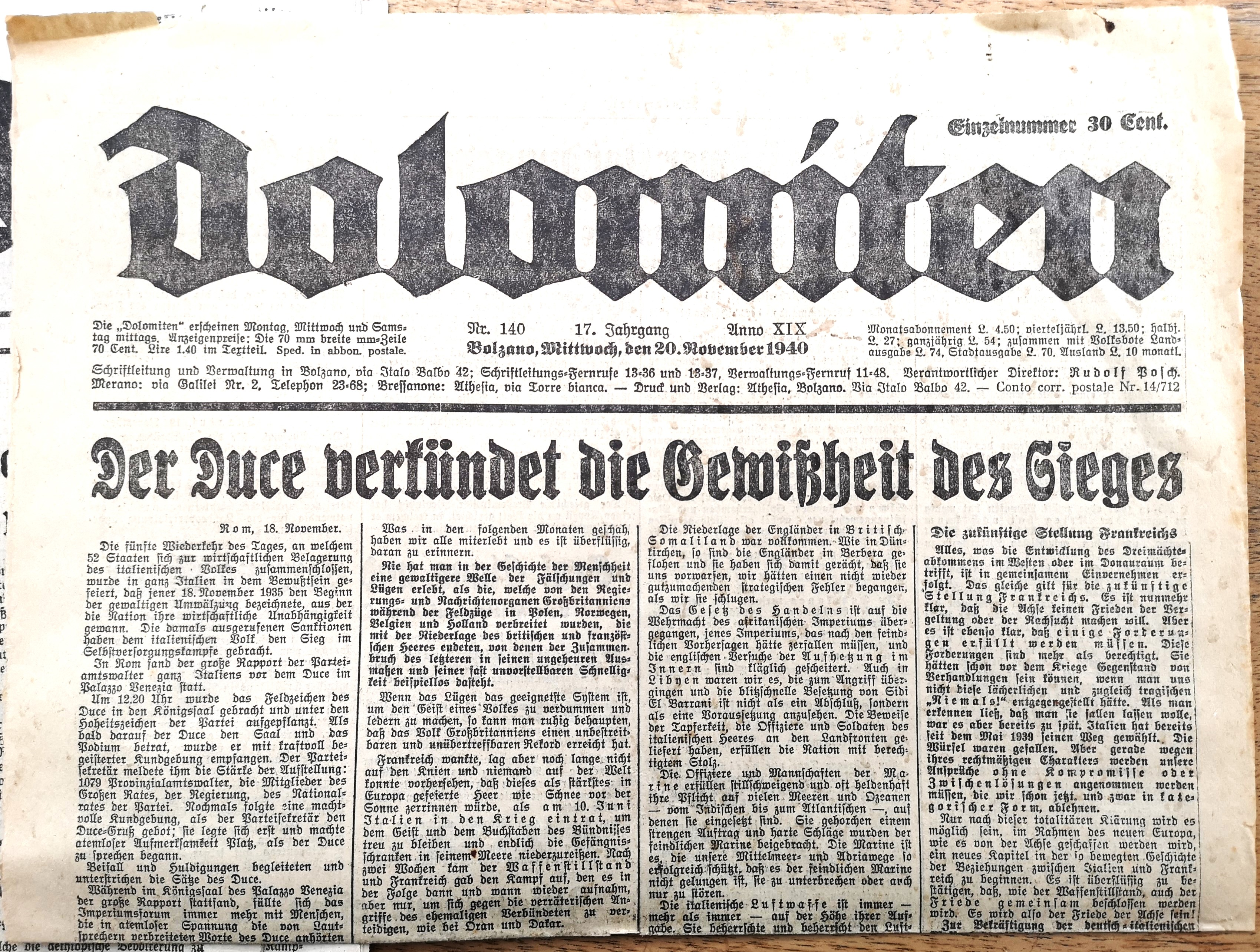
Auch die systemtreue deutschsprachige Presse benutzte den Begriff Duce; Schlagzeile der Dolomiten vom 20. November 1940

Beim Abschluss des Bündnisses mit Deutschland im Mai 1939 war Mussolini davon ausgegangen, dass ein großer europäischer Krieg nicht vor 1942 beginnen würde; bis dahin, so die Annahme, könne Italien seine Stellung im Mittelmeer mit deutscher Rückendeckung ausbauen und auch in Südosteuropa vom Zerfall der durch die Pariser Vorortverträge geschaffenen Nachkriegsordnung profitieren. Dieser Konzeption lag die Überzeugung zugrunde, dass kurzfristig weder Großbritannien und Frankreich noch Deutschland einen Krieg zwischen den Großmächten riskieren würden. Noch Anfang August 1939 war er davon überzeugt, dass die deutsch-polnischen Spannungen durch ein „neues München“ beigelegt werden würden. Erst am 13. August, als Ciano ihn über seine Gespräche mit Hitler und Ribbentrop am 11. und 12. August informierte, begriff Mussolini, dass Hitler nicht nur Danzig besetzen wollte, sondern zum militärischen Vorgehen gegen ganz Polen entschlossen war und damit die Gefahr eines europäischen Krieges heraufbeschwor. Im Gegensatz zu Hitler und Ribbentrop hielt es Mussolini für nahezu sicher, dass Großbritannien und Frankreich in den deutsch-polnischen Krieg eingreifen würden. Trat aber dieser Fall ein, so entfielen die Voraussetzungen der außenpolitischen Strategie Cianos und Mussolinis.
Beide suchten nun fieberhaft nach einer Formel, die Italien eine Nichteinhaltung seiner weitreichenden Verpflichtungen aus dem „Stahlpakt“ ermöglichte, ohne das Bündnis offen aufzukündigen. Am 21. August schrieb Mussolini an Hitler, dass Italien für einen großen Krieg nicht gerüstet sei, aber, sollten Verhandlungen wegen der „Unnachgiebigkeit anderer“ scheitern, auf deutscher Seite eingreifen werde. Vier Tage später machte er dieses Eingreifen in einem weiteren Schreiben, das Botschafter Bernardo Attolico Hitler in der Reichskanzlei überreichte, von der Lieferung von Rüstungsgütern und Rohstoffen durch Deutschland abhängig. Die am 26. August übermittelte Liste mit dem italienischen Bedarf war aber absichtlich so überzogen (Mussolini verlangte u. a. die Überlassung von 150 Batterien schwerer Flak noch vor Kriegsbeginn), dass sie abgelehnt werden musste. Um den deutsch-italienischen Bündnisvertrag nicht offen zu entwerten, bat Mussolini Hitler um eine offizielle Erklärung, dass Deutschland einer italienischen Unterstützung vorerst nicht bedürfe. Diese kam am 1. September per Telegramm und wurde von Hitler sinngemäß auch in seiner Reichstagsrede vom gleichen Tag wiederholt.
Am 1. September 1939 definierte Mussolini – um jegliche Reminiszenz an die italienische „Neutralität“ von 1914–15 zu vermeiden – die italienische Position gegenüber seinem Kabinett als die einer deutschfreundlichen „Nichtkriegführung“ (non belligeranza). Obwohl die faktische Neutralitätserklärung von der überwältigenden Mehrheit der Italiener begrüßt wurde, führte das unausgesprochene Eingeständnis des Regimes, nicht für einen Krieg gerüstet zu sein, vor dem Hintergrund seiner seit Jahren hochgradig militarisierten Propaganda zu einem schlagartigen Reputationsverlust, der einige Beobachter an die Matteotti-Krise erinnerte. In den nächsten Monaten verhielt sich Mussolini abwartend. Im September hatte sich im Zuge einer Teilmobilmachung der Streitkräfte herausgestellt, dass deren strukturelle Defizite noch ausgeprägter waren als befürchtet. Die als modernste und schlagkräftigste Teilstreitkraft geltende Regia Aeronautica hatte, wie sich nun zeigte, „Probleme, ihre eigenen Flugzeuge zu zählen“, und verfügte im September 1939 statt der auf dem Papier ausgewiesenen 8.528 nur über 840 zum Teil nicht einsatzbereite Maschinen (was dem Luftfahrtminister Mussolini, der im Oktober 1939 den zuständigen Staatssekretär entließ, offenbar nicht bekannt gewesen war); die Heeresartillerie bestand noch immer zu einem erheblichen Teil aus Geschützen, die 1918 von der k.u.k. Armee erbeutet worden waren, die Flakartillerie besaß nur zwei Suchscheinwerfer und 15 Batterien mit Geschützen moderner Bauart, die Panzerwaffe hatte nur 70 „echte“ Panzer, der Rest waren leichte Tanketten. Für weniger als 1 Million Mann waren Uniformen und Waffen vorhanden. Statt der „150 Divisionen“, mit denen Mussolini wiederholt geprahlt hatte, waren lediglich 10 als kampffähig anzusehen; auch deren Bewaffnung war, gemessen an den Standards des Jahres 1939, sehr veraltet.
Auch wegen dieser Situation gewann der Kreis um Ciano, der von einem britisch-französischen Sieg überzeugt war und einen Kriegseintritt an der Seite Deutschlands rundheraus ablehnte, vorübergehend die Oberhand. Selbst Roberto Farinacci hielt es für zu riskant, mit einer „Spielzeugarmee“ in den Krieg der Großmächte einzugreifen. Ende Oktober 1939 löste Mussolini Achille Starace, den entschiedensten Befürworter des deutsch-italienischen Bündnisses unter den führenden Faschisten, als Sekretär des PNF ab. Sein Nachfolger Ettore Muti galt als Unterstützer Cianos. Intern rückte Mussolini wiederholt verbal von Deutschland ab. Er bezeichnete den deutsch-sowjetischen Nichtangriffsvertrag als „Verrat“ und zeigte sich entsetzt über die gezielte physische Vernichtung der polnischen Oberschicht durch deutsche Einsatzgruppen. Gesichert ist, dass er belgische Diplomaten auf die Wahrscheinlichkeit eines deutschen Angriffs hinwies und italienischen Waffenexporten nach Frankreich zustimmte. Demonstrativ ließ er die kostspieligen Befestigungsarbeiten an der deutsch-italienischen Grenze (vgl. Vallo Alpino) fortsetzen.
Als im November 1939 der sowjetisch-finnische Krieg begann, unternahm Mussolini einen neuen Versuch, eine Verständigung zwischen Deutschland, Großbritannien und Frankreich herbeizuführen. Auf Betreiben Mussolinis und Cianos gestattete Deutschland den Transit italienischer Waffenlieferungen für Finnland. Mussolini sah die Chance, auf dem Wege der „Hilfe für Finnland“ die Westmächte und die Signatare des Antikominternpaktes in einem Konflikt gegen die Sowjetunion zusammenzuführen. Höhepunkt dieser Bemühungen war ein Brief Mussolinis an Hitler, geschrieben am 3. Januar 1940 und abgesendet zwei Tage später. Er könne verstehen, schrieb Mussolini darin mit Blick auf den deutsch-sowjetischen Nichtangriffsvertrag, „dass Sie, nachdem sich die Voraussichten von Ribbentrops über das Nichteingreifen Englands und Frankreichs nicht erfüllt haben, die zweite Front vermieden haben“. Er müsse aber davor warnen, „ständig die Grundsätze Ihrer Revolution zugunsten der taktischen Erfordernisse eines bestimmten politischen Augenblicks [zu] opfern“. Offen drohte Mussolini Hitler damit, dass „ein weiterer Schritt vorwärts in Ihren Beziehungen mit Moskau katastrophische Rückwirkungen in Italien auslösen würde, wo die allgemeine antibolschewistische Gesinnung, besonders unter den faschistischen Massen, absolut, ehern und unerschütterlich ist. (…) Noch vor vier Monaten war Russland der Weltfeind Nummer Eins, es kann nicht der Freund Nummer Eins geworden sein und ist es auch nicht. Dies hat die Faschisten in Italien und vielleicht auch viele Nationalsozialisten in Deutschland tief erregt.“ Er riet Hitler ausdrücklich von einer Offensive im Westen ab, da es „nicht sicher [sei], ob es gelingen wird, die Franzosen und Engländer auf die Knie zu zwingen oder zu trennen.“ Mit einem solchen Schritt setze Hitler sein ganzes Regime aufs Spiel und erhöhe die Wahrscheinlichkeit eines Kriegseintritts der Vereinigten Staaten. Die Lösung der deutschen „Lebensraumfrage“ liege in Russland. Um den Westmächten gesichtswahrende Verhandlungen zu ermöglichen, empfahl Mussolini die Einstellung der Terrormaßnahmen in Polen und die Wiedererrichtung eines verkleinerten polnischen Staates. Hitler soll mit Göring und Ribbentrop ausführlich über den Brief diskutiert haben, ließ Mussolini anschließend aber über zwei Monate auf eine Antwort warten. In der Zwischenzeit unterbreitete Mussolini dem US-Unterhändler Sumner Welles am 25. Februar 1940 ein detailliertes Programm für Verhandlungen, das unter anderem eine erneute Volksabstimmung über die Zukunft Österreichs und die Wiedererrichtung eines formell unabhängigen Polen vorsah. Die Welles-Mission verlief im Sande, da Hitler es bei seiner Unterredung mit dem Amerikaner, die am 2. März in Berlin stattfand, von vornherein ablehnte, über das „Thema Österreich“ und die „Frage eines zukünftigen polnischen Staates“ zu sprechen.
Als Ribbentrop Hitlers in freundlichem Ton gehaltene Erwiderung auf das Schreiben vom Januar am 10. März 1940 in Rom übergab, wies er zugleich darauf hin, dass ein deutscher Angriff im Westen bevorstehe. Mussolini versicherte dem deutschen Außenminister am 11. März, dass Italien „im richtigen Moment“ in den Krieg eingreifen werde und ging auch bei seinem Treffen mit Hitler am Brenner (18. März) nicht über diese vage Festlegung hinaus.
Seine abwartende Haltung gab Mussolini erst im Gefolge der deutschen Siege im Norden und Westen Europas auf. Schreiben Roosevelts und Churchills vom 14. und 16. Mai 1940, die ihn von einem Eingreifen auf deutscher Seite abzuhalten versuchten, beantwortete er ausweichend. Am 26. Mai soll er gegenüber Generalstabschef Badoglio geäußert haben, dass er „ein paar tausend Tote“ brauche, um als Kriegführender an einer Friedenskonferenz teilnehmen zu können. Der Krieg werde so oder so im September zu Ende sein. Die endgültige Entscheidung fiel vermutlich am 28. oder 29. Mai, nachdem Mussolini erfahren hatte, dass sich der britische Außenminister Halifax mit seinem Vorschlag, über Mussolini mit einem Friedensangebot an Hitler heranzutreten, im Kabinett nicht gegen Churchill hatte durchsetzen können. Am 29. Mai legte er in einem Treffen mit den Befehlshabern der Teilstreitkräfte den Beginn der Kriegshandlungen gegen Großbritannien und Frankreich auf den 5. Juni 1940 fest, verschob den Termin aber um fünf Tage, nachdem einige Militärs ernste Bedenken geäußert hatten. Am 10. Juni verkündete Mussolini die Kriegserklärung in einer Rede vom Balkon des Palazzo Venezia. Die deutsche Seite beobachtete den im Vorjahr noch erwünschten italienischen Kriegseintritt nun mit Misstrauen. Ende Mai hatte Hitler bei Mussolini ausdrücklich gegen Angriffe auf Jugoslawien und Griechenland interveniert. Mussolini akzeptierte die deutschen Einwände und ordnete die Versammlung einer Armee an der libysch-ägyptischen Grenze an.
Die Geschichtsschreibung zum italienischen Kriegseintritt folgte lange Zeit Galeazzo Ciano, nach dessen Tagebucheintragungen „ein Mann allein“ das Land in den Krieg verwickelt habe. Winston Churchill vertritt diesen Standpunkt, der vom Mussolini-Biographen Renzo De Felice unterstützt wird. Ein Teil der neueren Forschung betont jedoch, dass in der spezifischen Situation des Juni 1940 alle nennenswerten gesellschaftlichen Einflussgruppen – einschließlich der katholischen Kirche – die Option eines „kurzen Krieges“ unterstützten:

„Da sich der italienische Kriegseintritt schon bald als Desaster erwies und in dem peinlichen und zynischen sauve qui peut der alten herrschenden Eliten am 8. September 1943 kulminierte, als Badoglio und der König den Seitenwechsel vermasselten, hatten viele Italiener jeden Grund, Mussolini als den allein Schuldigen herauszuheben. Es ist in der Tat schwer, einen einzigen italienischen Historiker zu finden, der nicht die intentionalistische These akzeptiert, dass der ‚große Mann‘ hier ausschlaggebend war. […] Aber es gibt Gründe, die Vollständigkeit und Einzigartigkeit von Mussolinis Macht zu bezweifeln […]. Trotz des Unbehagens, das Mussolini angesichts des andauernden Friedens zum Ausdruck brachte, trat er nicht in den Krieg ein, bis dieser tatsächlich von seinem furchteinflößenden deutschen Verbündeten gewonnen zu sein schien. Rechnerisch ausgedrückt, beobachtete das faschistische Italien die Front weitaus sorgfältiger, als es das liberale Italien 1914/15 getan hatte. Es kann gefragt werden, ob irgendein italienischer Politiker, der an den Mythos glaubte, dass Italien eine Großmacht sei oder sein müsse, länger als Mussolini gewartet hätte?“

#### Fehlschlag des „guerra parallela“
Mussolini hatte im Juni 1940 die Absicht, einen kurzen Krieg für „italienische Ziele“ zu führen. Nach einem Treffen mit Hitler am Brennerpass im Oktober 1940 prägte er den Begriff des „Parallelkriegs“ (guerra parallela), den Italien „nicht für Deutschland, noch mit Deutschland, sondern neben Deutschland“ führen werde, und lehnte deshalb deutsche Angebote, Truppen nach Nordafrika zu schicken oder die militärische Planung zu koordinieren, ab. Er wollte den deutschen Einfluss in den italienischen Interessengebieten gering halten und sich vollständige Handlungsfreiheit nach allen Richtungen sichern, da er davon ausging, dass Deutschland insbesondere in Südosteuropa eigene, auch gegen Italien gerichtete Ziele verfolgte und die italienische Offensive daher vor allem gegen den Nahen Osten zu kanalisieren suchte.
Wenige Tage vor der Kriegserklärung hatte sich Mussolini vom König für die Dauer der Kampfhandlungen den militärischen Oberbefehl übertragen lassen. Er befasste sich in dieser Rolle nicht näher mit operativer Planung, behielt sich aber die Entscheidung über wesentliche militärische Entschlüsse vor. Den damit zusätzlich zu seinen anderen Ämtern übernommenen Pflichten glaubte er mit nur einem Assistenten nachkommen zu können. Als Oberbefehlshaber war Mussolini für die Entscheidung, das im Sommer 1940 beinahe unverteidigte Malta nicht zu besetzen ebenso verantwortlich wie für den überstürzten Entschluss, die französische Alpenarmee anzugreifen (Schlacht in den Westalpen). Den Befehl dazu erteilte er, nachdem ihn Hitler am 17. Juni 1940 über das französische Waffenstillstandsersuchen informiert hatte. Der am 20. Juni aus dem ursprünglich befohlenen Defensivaufmarsch heraus und ohne ausreichende Artillerieunterstützung begonnene Angriff war ein offensichtlicher Fehlschlag, den die Propaganda des Regimes nicht verschleiern konnte. Nach dem italienisch-französischen Waffenstillstandsabkommen (24. Juni 1940), bei dem Mussolini auf beinahe alle Forderungen gegenüber Frankreich – insbesondere auf den für die Kontrolle der Straße von Sizilien und die störungsfreie Versorgung der Truppen in Libyen entscheidenden Hafen von Bizerte – „vorläufig“ verzichten musste, ließ er die wenigen motorisierten Divisionen des italienischen Heeres an die jugoslawische Grenze verlegen. Rodolfo Graziani, der italienische Befehlshaber in Libyen, den Mussolini im Juni, Juli und August anwies, über die ägyptische Grenze hinweg anzugreifen, weigerte sich, ohne diese Verbände vorzugehen und unternahm im September lediglich einen begrenzten Vorstoß auf Sidi Barrani.
Der Angriff auf Griechenland, den Mussolini ohne vorherige Konsultation seiner Stabschefs am 15. Oktober 1940 – diesmal nachdrücklich ermuntert von Ciano – befahl, gilt als eklatantes Beispiel für die groteske Überschätzung der militärischen Möglichkeiten Italiens durch die führenden Faschisten. Mit diesem Schritt wollte Mussolini in erster Linie sicherstellen, dass zumindest Griechenland innerhalb der Einflusszone Italiens verblieb, nachdem Deutschland die Ökonomien der Balkanstaaten an sich gebunden und am 12. Oktober mit der Verlegung von Truppen nach Rumänien begonnen hatte. Trotz des bevorstehenden Winters, des schwierigen Geländes und der auch nach Erkenntnissen der italienischen Militäraufklärung beachtlichen Kampfkraft der griechischen Armee hielt die politische und militärische Führung Italiens eine Armee von zunächst 5 Divisionen (60.000 Mann) für ausreichend, um Griechenland von Albanien aus niederzuwerfen. Der am 28. Oktober begonnene Angriff entwickelte sich binnen weniger Wochen zur militärischen und politischen Katastrophe. Nur mit Mühe konnten sich die nach und nach auf 500.000 Mann verstärkten italienischen Verbände im Winter 1940/41 gegen den griechischen Gegenangriff in Albanien behaupten. Der britische Luftangriff auf den Hafen von Tarent und der Zusammenbruch der 10. Armee in Libyen ließen den „Parallelkrieg“ bis zum Ende des Jahres 1940 zur Fiktion werden.
Die bereits nach wenigen Monaten offensichtliche Unfähigkeit des Regimes, eine effektive Kriegführung zu organisieren, erwies sich schon bald als schwere politische Belastung, da hier der „Abgrund zwischen den Worten und den Taten so aberwitzig weit“ war, dass seine Legitimität nun auch außerhalb der antifaschistischen Milieus infrage gestellt wurde. Unzweifelhaft war, dass ein Großteil der italienischen Soldaten es ablehnte, Leib und Leben für das Regime oder für „die Deutschen“ zu riskieren. Darauf hatte Polizeichef Arturo Bocchini Mussolini bereits im Herbst 1939 hingewiesen. Vor allem aber machte das Fiasko der italienischen Kriegsbeteiligung das Scheitern des Faschismus in Bereichen deutlich, die von der Propaganda fast zwei Jahrzehnte lang als zentrale Prüfsteine der „faschistischen Modernisierung“ herausgestellt worden waren. Der Zustand der italienischen Streitkräfte, die sich bis zuletzt uneingeschränkt in der Hand konservativer, den Militärdoktrinen des Ersten Weltkrieges verhafteter Generäle befanden, wird von einigen Historikern als wesentlicher Beleg dafür angeführt, dass „die Macht des Diktators, irgendwo unterhalb des Geplauders und Getöses, unvollständig und flüchtig war“; der ungebrochene militärische Traditionalismus habe – zusammen mit den in ähnlicher Weise versagenden anderen Institutionen des Staates und der Partei – „drastisch die Grenzen des Faschismus und die Oberflächlichkeit von Mussolinis angeblicher Revolution“ demonstriert.
Am 20. Januar 1941 gestand Mussolini bei einer Unterredung mit Hitler auf dem Berghof Deutschland eine aktive militärische Rolle im Mittelmeerraum zu und akzeptierte die Verlegung von zwei deutschen Divisionen nach Libyen. Von nun an entwickelte sich das faschistische Italien politisch, ökonomisch und vor allem militärisch zu einem „deutschen Satelliten“. Mussolini war nicht in der Lage, eine neue politische Strategie oder ein klares Kriegszielprogramm zu entwickeln. Nach außen hin wie stets auf die Wahrung seines persönlichen Prestiges bedacht, räumte er im Gespräch mit dem neuen Generalstabschef Ugo Cavallero ein, dass alles Weitere von den in Berlin gefällten Entscheidungen abhänge, „da wir unfähig sind, irgendetwas zu tun.“ Selbst auf den zentralen „italienischen“ Kriegsschauplätzen konnte sich Mussolini seit 1941 nicht mehr gegen deutsche Entscheidungen durchsetzen. Die von ihm bis zum Frühjahr 1942 wiederholt bei Hitler angemahnte Besetzung Maltas – von wo aus britische See- und Luftstreitkräfte einen Großteil der Nachschubtransporte für Nordafrika versenkten – unterblieb, als dieser sich am 23. Juni 1942 entschloss, die für den Juli vorbereitete Aktion abzusagen und Rommels Plan für einen unverzüglichen Vorstoß nach Ägypten zu befürworten. In charakteristischer Weise machte sich Mussolini daraufhin „die abenteuerliche Lagebeurteilung Hitlers und des OKW zu eigen“ und flog Ende Juni nach Libyen, wo er drei Wochen lang mit einer großen Entourage aus Journalisten und führenden Faschisten vergeblich auf den von Rommel angekündigten Einzug in Alexandria und Kairo wartete. Gegenüber seiner Umgebung machte er für die Abfolge von Fehl- und Rückschlägen wahlweise das italienische Volk, die Deutschen, faschistische gerarchi oder seine Generäle verantwortlich. Militärische Grundsatzentscheidungen traf er weiterhin unter politischen Gesichtspunkten; auf diese Weise verteilte er die begrenzten militärischen Ressourcen Italiens auf eine Vielzahl weit auseinanderliegender Kriegsschauplätze. Nach dem deutschen Überfall auf die UdSSR drängte er dem zögernden Hitler ein italienisches Expeditionskorps auf, das im Laufe des Jahres 1942 zur Armee aufgewertet wurde. Dieser Verband umfasste einige der kampfstärksten Divisionen des italienischen Heeres, verschlang einen Großteil des Materialnachschubs und war mit zuletzt rund 225.000 Mann stärker als die italienische Armee in Nordafrika. Nach dem Balkanfeldzug im April 1941 hatte Mussolini auf der Einrichtung einer ausgedehnten italienischen Besatzungszone bestanden. Sie band dauerhaft etwa 650.000 Soldaten, die Besetzung Korsikas und Südostfrankreichs im November 1942 weitere 200.000 Mann.
Als Regierungschef, Oberbefehlshaber und Minister für alle drei Teilstreitkräfte zentralisierte Mussolini die für die Kriegführung wesentlichen Befugnisse in beispielloser Weise bei sich, unternahm aber nichts, um die einschlägigen Defizite zu beseitigen. Er intervenierte gelegentlich und willkürlich, ließ die Dinge im Ganzen jedoch laufen, da er nicht bereit war, das für das Regime konstitutive Gleichgewicht verschiedener Einflussgruppen durch drastische Eingriffe zu gefährden. Neuere Untersuchungen weisen deshalb überwiegend die in Teilen der älteren, von totalitarismustheoretischen Diskussionen beeinflussten Literatur verbreitete These, Mussolini habe im Krieg vor allem einen Hebel für die Radikalisierung der „faschistischen Revolution“ gesehen, zurück. Auch Industrie und Landwirtschaft unterwarf der Stato totalitario keiner entschlossenen kriegswirtschaftlichen Mobilisierung. Der faschistische Staat begegnete der Privatwirtschaft mit einer „Ehrerbietung“, die vor allem den Großunternehmen eine für ein kriegführendes Land beispiellose Unabhängigkeit und Entscheidungsfreiheit ließ. Während es dem liberalen Staat zwischen 1915 und 1918 gelungen war, etwa 40 % des italienischen Bruttoinlandsprodukts in den Dienst der Kriegführung zu stellen, betrug der Anteil der Kriegsproduktion am Nationalprodukt auf dem Höhepunkt der Leistungsfähigkeit der faschistischen Kriegswirtschaft im Jahre 1941 lediglich 23 % (zum Vergleich: Deutschland 64 % (1942), Großbritannien 52 %, UdSSR 61 %). Noch Ende 1940 gab es in den norditalienischen Industriestädten zahlreiche Arbeitslose. Erst im Februar 1943 veranlasste Mussolini die Bildung einer mit dem deutschen Reichsministerium für Bewaffnung und Munition vergleichbaren Behörde. Im Ergebnis produzierte Italien „die ineffektivsten, teuersten und wenigsten Rüstungsgüter unter den großen Teilnehmerstaaten des Zweiten Weltkrieges.“ Die Landwirtschaft blieb in ähnlicher Weise sich selbst überlassen und litt zusätzlich unter der zunehmenden Desorganisation des Transportwesens. Lebensmittel musste sich die Bevölkerung schon seit 1941 weitgehend über den Schwarzmarkt – wo etwa zwei Drittel der landwirtschaftlichen Produktion verschwanden – beschaffen; die offiziellen Nahrungsmittelrationen entsprachen zwischen 1941 und 1943 jenen im besetzten Polen.
Auch die faschistische Partei, der 1940 4,25 Millionen Mitglieder angehörten, versagte in vielerlei Hinsicht bei der Unterstützung der Kriegsanstrengungen. Ihr oblag – neben ihren „normalen“ Aufgaben – wesentlich die Organisation der Zivilverteidigung, die Fürsorge für die Evakuierten und Familien der Wehrpflichtigen, die Preiskontrolle und die Bekämpfung des Schwarzmarkts. Mussolini blieben die gravierenden Probleme in diesen Bereichen nicht verborgen, er war jedoch selbst hier nicht willens oder in der Lage, entscheidend einzugreifen. Ettore Muti, der eine Parteireform und sogar die Auflösung des PNF in Erwägung gezogen hatte, entließ er Ende Oktober 1940; der neue Parteisekretär Adelchi Serena war ein „farbloser Parteibürokrat“, der die Defizite lediglich verwaltete. Mussolini ersetzte ihn bereits im Dezember 1941 durch den gerade 28-jährigen Aldo Vidussoni. Unter Vidussoni, der bis April 1943 im Amt blieb, fiel die faschistische Partei als Faktor der Kriegsanstrengungen endgültig aus. Viele gerarchi lehnten es einfach ab, Anweisungen von dem als „Kind“ und „Schwachkopf“ geschmähten Emporkömmling entgegenzunehmen. Als Dokument und Eingeständnis des Scheiterns gilt Mussolinis Rede vor dem Direktorium des PNF am 26. Mai 1942, in der er offen einräumte, dass der liberale Staat die Kriegführung zwischen 1915 und 1918 konsequenter und erfolgreicher organisiert habe. Im faschistischen Italien, so Mussolini, finde man an jeder Stelle „Disziplinlosigkeit, Sabotage und passiven Widerstand“; auch die Faschisten seien vor allem mit dem Horten von Nahrungsmitteln und Gebrauchsgütern für den Schwarzmarkt beschäftigt, politisch aber inaktiv:
„Es gibt 4 Millionen Mitglieder der fasci, 8 Millionen sind in der GIL [Gioventù Italiana del Littorio, die faschistische Jugendorganisation]. (…) Das Regime kontrolliert so ungefähr 25 Millionen Einzelpersonen. (…) Nun, was machen all diese Leute? Ich frage mich, was machen sie?“

#### Krise des Regimes und Sturz

##### Machtverfall
Unter dem Eindruck der militärischen Katastrophen in Nordafrika und am Don, wo die gegen die Sowjetunion eingesetzte italienische Armee (vgl. ARMIR) im Winter 1942/43 fast vollständig vernichtet wurde, kam die schwelende Krise des faschistischen Regimes im Frühjahr 1943 offen zum Ausbruch. Innerhalb der politischen, militärischen und wirtschaftlichen Führungsschicht Italiens formierte sich eine schnell an Einfluss gewinnende Gruppe, die die Fortsetzung des Krieges an der Seite Deutschlands ablehnte und eine Verständigung mit Großbritannien und den Vereinigten Staaten herbeiführen wollte, bevor der Krieg auf italienisches Territorium übergriff. Mussolini kam diesen Bestrebungen zunächst entgegen und machte ihnen am 31. Januar 1943 mit der Entlassung des Generalstabschefs Ugo Cavallero, der als „Mann der Deutschen“ galt, ein wichtiges Zugeständnis. Cavalleros Nachfolger Vittorio Ambrosio war ein Vertrauter des Königs, in dessen Umfeld sich konservative Kräfte sammelten, die befürchteten, dass die Monarchie in den Sturz des Faschismus verwickelt werden könnte. Am 5. Februar übernahm Mussolini im Zuge einer Kabinettsumbildung selbst das Außenministerium, beließ Ciano – der schon im Herbst 1942 versucht hatte, über den italienischen Botschafter in Lissabon mit Briten und Amerikanern ins Gespräch zu kommen – aber im faschistischen Großrat und machte ihn zum Botschafter beim Vatikan, über den zahlreiche Verbindungen in die alliierten Hauptstädte liefen. Zum Staatssekretär im Außenministerium ernannte er Giuseppe Bastianini, der 1939/40 Botschafter in London gewesen war.
Mussolini hatte sich zuletzt am 2. Dezember 1942 über das Radio an die Italiener gewandt. Diese „desaströse“ Rede war die erste ihrer Art nach achtzehn Monaten und die vierte seit Beginn des Krieges. Mussolini räumte – offenbar in der Annahme, seine Zuhörer würden dafür nicht ihn verantwortlich machen – mehr oder weniger offen ein, dass die italienischen Soldaten schlecht ausgerüstet und geführt und die Kriegsgegner unterschätzt worden seien. Außerdem schien er den seit der Intensivierung der alliierten Bombenangriffe im Herbst 1942 unter den Italienern verbreiteten Verdacht zu bestätigen, dass das Land über keinerlei nennenswerte Luftverteidigung verfüge; seine Bemerkung, man solle mit der Evakuierung nicht warten, „bis die Uhr zwölf schlägt“, löste in einigen Städten eine panische, völlig unkoordinierte Massenflucht in das ländliche Umland aus. Mit diesem Auftritt verlor Mussolini den Propagandakrieg endgültig. Immer mehr Italiener verfolgten den Kriegsverlauf über den italienischen Dienst der BBC, der eine „gut gewählte und äußerst ansprechende“ Propaganda machte, hörten Radio Vatikan oder lasen den L’Osservatore Romano (Tageszeitung des Heiligen Stuhles und der Vatikanstadt), der als einzige Zeitung mit „neutraler“ Berichterstattung galt und dessen Auflage sich vervielfachte.
Die von Ciano, Dino Grandi und anderen angestrebte Aufkündigung der Achse Berlin-Rom lehnte Mussolini ab. Er gab sich der Hoffnung hin, bei Hitler eine entschiedene materielle und personelle Unterstützung der italienischen Kriegführung, ja sogar die Verlagerung des Schwerpunkts der deutschen Kriegsanstrengungen von der Ostfront in den Mittelmeerraum durchsetzen zu können. Gehe man im Osten zur strategischen Defensive über und setze die freiwerdenden Kräfte gegen die Westmächte ein, dann sei der Sieg, so Mussolini am 1. April 1943 im Gespräch mit dem deutschen Botschafter von Mackensen, „mit mathematischer Sicherheit unser“. Diesen Standpunkt vertrat Mussolini bereits im Februar und März 1943 bei Treffen mit Ribbentrop und Göring sowie in zwei persönlichen Schreiben an Hitler. Dieser aber war ebenso wie das OKW nicht einmal zu einer Ausweitung der materiellen Unterstützung Italiens bereit, da er die innere Stabilität des Mussolini-Regimes überschätzte und – wie schon im Frühjahr 1942, als Mussolini vergeblich deutsche Unterstützung für die beabsichtigte Eroberung des britischen „Flugzeugträgers“ Malta gefordert hatte – alle Ressourcen für die geplante Sommeroffensive an der deutsch-sowjetischen Front reklamierte (vgl. Unternehmen Zitadelle).
Bei den Beratungen auf Schloss Kleßheim am 8./9. April 1943 lehnte Hitler Mussolinis Vorschläge ab. Die von Mussolini danach noch mehrfach erbetene Lieferung von Panzern und Flugzeugen wurde ebenfalls verweigert, obwohl eine OKH-Studie im Juni einräumte, dass das italienische Militär über keine einzige Panzerdivision, kaum Panzerabwehrwaffen und eine nur noch „bedingt einsatzfähige“ Luftwaffe verfüge. Auch diese Analyse sah jedoch „keinen Anlass, mit einer unmittelbar bevorstehenden politischen Krise zu rechnen.“
Im Frühjahr 1943 befand sich Mussolini am Tiefpunkt eines körperlichen Verfalls, der 1940/41 eingesetzt und sich im Herbst 1942 beschleunigt hatte, als er in drei Monaten etwa 20 Kilogramm Körpergewicht verlor. Den Januar 1943 verbrachte er zum größten Teil im Bett und bewegte sich noch im April bei seinem Treffen mit Hitler ständig am Rande des physischen Zusammenbruchs. Vermutlich litt er an einem Magengeschwür, einer leichten Form von Hepatitis B und einer schweren Depression.
Die politische und militärische Agonie des Regimes wurde durch die ökonomische und soziale Krise des Landes verschärft. 1943 lag die italienische Industrieproduktion um 31 % unter der des Jahres 1938. Wichtige Grundnahrungsmittel waren nur noch auf dem Schwarzmarkt erhältlich, ihre Preise waren seit Kriegsbeginn um das fünf- bis zehnfache gestiegen und wegen des 1940 verfügten Lohnstopps für Arbeiter kaum noch zu bezahlen. In vielen Städten hungerte die Bevölkerung, zudem erwiesen sich die staatlichen Stellen als unfähig, die Menschen zu versorgen, die infolge der alliierten Luftangriffe obdachlos geworden waren. Im März 1943 breitete sich eine Streikwelle ausgehend von den Turiner Fiat-Werken auf andere norditalienische Städte aus und kam erst Anfang April durch eine Mischung aus „maßvoller“ Repression und Zugeständnissen an die Arbeiter zum Stillstand. Mussolini hatte den Streik, der in den Augen maßgeblicher Industrieller die „Glaubwürdigkeit des Faschismus als antisozialistische Kraft“ untergrub, mit großer Aufmerksamkeit und Unruhe verfolgt. Hitler war außer sich, als er vom Ausmaß der Streikbewegung und der Rolle erfuhr, die dabei illegal tätige Kommunisten gespielt hatten. Wegen des Versagens der faschistischen Partei setzte Mussolini Aldo Vidussoni am 19. April ab. Carlo Scorza, eine Führungsfigur des militanten toskanischen „Agrarfaschismus“ der frühen 20er Jahre und ehemaliger ras von Lucca, war der letzte von Mussolini ernannte Parteisekretär. Nach einer Rundreise durch Italien ließ Scorza Mussolini am 7. Juni 1943 eine Denkschrift zukommen, in der er ein vernichtendes Urteil über den Zustand von Partei, Staat und Armee fällte.

##### 25. Juli
Am 9./10. Juli 1943 begann die erwartete Landung britischer und amerikanischer Truppen auf Sizilien. Einige italienische Verbände ergaben sich kampflos, andere leisteten zusammen mit den beiden auf der Insel stationierten deutschen Divisionen Widerstand. Die Gegenangriffe auf die Landungszonen brachen am 11. und 12. Juli im Feuerhagel der alliierten Schiffsartillerie zusammen. Sowohl der deutschen als auch der italienischen Militärführung war danach klar, dass die Insel nicht zu halten sein würde. Am 14. Juli wies Vittorio Ambrosio Mussolini in einer Denkschrift auf den Ernst der Lage hin und verlangte, bei Hitler erneut eine Schwerpunktverlagerung der deutschen Kriegführung in den Mittelmeerraum zu fordern. Andernfalls könne Italien den Krieg nicht mehr fortsetzen. Mussolini stimmte dieser Einschätzung zu, trug sie aber bei dem Treffen mit Hitler, das am 19. Juli in Feltre stattfand, trotz wiederholten Drängens seiner Begleiter nicht vor. Stattdessen akzeptierte er am 20. Juli im Grundsatz Hitlers Forderung, die italienischen Truppen in Süditalien deutschen Stäben zu unterstellen. Die Gegner Mussolinis in der Führung der Partei, im Generalstab, im Großbürgertum und am königlichen Hof – durchweg „einstige Steigbügelhalter, Profiteure und Aktivisten des Faschismus“, denen nichts ferner lag als „der Gedanke, die Regierungsgeschäfte den sich langsam reorganisierenden antifaschistischen Parteien zu übertragen“ – sahen sich nun zum Handeln gezwungen. Neben der Sicherung ihrer politischen und militärischen Handlungsfähigkeit nach außen ging es diesen Eliten vor allem darum, die politische Entfaltung der antifaschistischen Opposition durch schnelles Handeln zu verhindern und so die Voraussetzungen für eine konservative Ausrichtung des postfaschistischen Regimes zu schaffen. Die politischen Neuordnungsvorstellungen vieler Beteiligter liefen daher zunächst auf einen „Faschismus ohne Mussolini“ hinaus.
Nach der alliierten Landung auf Sizilien hatten führende Faschisten aus völlig entgegengesetzten Gründen für das Zusammentreten des faschistischen Großrats plädiert. Der Großrat war das höchste beratende Gremium der Partei und (seit 1932) des italienischen Staates. Er war seit 1939 nicht mehr zusammengetreten. Während die Gruppe um Ciano, Grandi und Giuseppe Bottai die Machtfülle Mussolinis einschränken lassen wollte, hatte der mit der deutschen Botschaft in Verbindung stehende Kreis um Roberto Farinacci und Parteisekretär Carlo Scorza die Absicht, einen Beschluss herbeizuführen, der zu einer „Revitalisierung“ des Regimes und einer Stärkung des deutsch-italienischen Bündnisses führen sollte. Der Rat trat am 24. Juli 1943 im Palazzo Venezia zusammen und verabschiedete nach zehnstündiger Debatte am frühen Morgen des 25. Juli mit 19 gegen 7 Stimmen eine von Grandi eingebrachte Resolution, die dem König empfahl, den Oberbefehl über die Streitkräfte, den Mussolini seit 1940 innehatte, wieder selbst zu übernehmen. Eine „Absetzung“ Mussolinis – wie häufig fälschlich angenommen – beschloss der Rat dagegen nicht und es ist zweifelhaft, ob seine Mitglieder überhaupt damit rechneten, dass die konservativen Kräfte im Umfeld des Königs diese Gelegenheit nutzen würden, um sich völlig von Mussolini und der faschistischen Partei zu trennen. Für den Ausgang der Abstimmung war entscheidend, dass „loyale“ Anhänger Mussolinis wie Farinacci die Situation falsch einschätzten und noch entschiedener als Grandi den persönlichen Führungsstil und die Fehlentscheidungen der letzten Jahre angriffen. Mussolini fiel auch bei dieser Beratung durch völlige Apathie auf; er ließ zur Verblüffung Scorzas den Entwurf Grandis zur Abstimmung zu, wodurch bei einigen Mitgliedern des Rates der Eindruck entstand, er wünsche dessen Annahme. Möglicherweise war dies – als Auftakt zu einer „ehrenhaften“ Aufkündigung der Bindung an Deutschland – tatsächlich der Fall.
Mussolini sah seine Position nach dem Votum nicht als unmittelbar gefährdet an. Er begab sich am Nachmittag des 25. Juli in die Villa Savoia, die heutige Villa Ada, zum König, um diesen offiziell über den Beschluss zu informieren. Mussolini bot dem Monarchen an, die drei Streitkräfte-Ministerien und das Außenministerium abzugeben. Außerdem kündigte er an, mit Göring, der sich für den 29. Juli aus Anlass von Mussolinis 60. Geburtstag in Rom angesagt hatte, noch einmal über den Vorschlag einer strategischen Kräfteverlagerung in den Mittelmeerraum zu reden. Überraschend akzeptierte Viktor Emanuel III. jedoch den „Vorschlag“ des Großrats und gab dem konsternierten Mussolini zu verstehen, dass er ihn auch als Ministerpräsidenten entlassen und Marschall Pietro Badoglio das Amt übertragen werde. Anschließend wurde Mussolini in einem bereitstehenden Krankenwagen abtransportiert und in einer Carabinieri-Kaserne festgesetzt. Die Absetzung Mussolinis wurde am späten Abend im Radio bekanntgegeben. Noch in der Nacht versammelten sich tausende Menschen auf Straßen und Plätzen und feierten den Sturz des Diktators. In Rom, wo sich zusätzlich das Gerücht verbreitete, Hitler habe sich das Leben genommen, sollen sich auch deutsche Soldaten an den Kundgebungen beteiligt haben. In den „45 Tagen“ (quarantacinque giorni) zwischen Mussolinis Sturz und der Besetzung des Landes durch deutsche Truppen verschwanden die (von der Regierung Badoglio mit Wirkung zum 6. August 1943 auch formal aufgelöste) faschistische Partei und die in zwei Jahrzehnten geschaffenen Institutionen des Regimes nahezu geräuschlos.

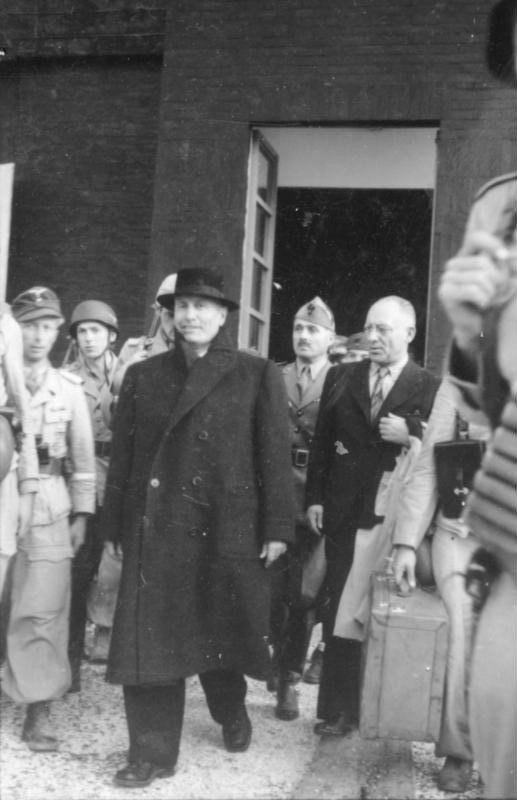
Mussolini mit deutschen Fallschirmjägern nach der Befreiung, 12. September 1943

Nach der Festnahme wurde Mussolini am 28. Juli auf der Insel Ponza und am 7. August auf dem Marinestützpunkt La Maddalena vor Sardinien interniert. Da hier ein deutscher Zugriff drohte, ordnete die Badoglio-Regierung am 28. August dessen Verlegung nach Campo Imperatore in das gleichnamige Hotel im Gran-Sasso-Massiv an, wo ihn am 12. September ein Kommandounternehmen deutscher Fallschirmjäger befreite (→ Unternehmen Eiche). Vier Tage zuvor war der am 3. September unterzeichnete Waffenstillstand zwischen Italien und den Westalliierten bekannt geworden. Während der König und Badoglio am 9. September Hals über Kopf Rom verließen und nach Brindisi flohen, leitete das OKW die unter dem Stichwort „Achse“ vorbereitete Besetzung Italiens ein. Zu diesem Zeitpunkt hatten deutsche Stellen bereits die Einsetzung einer neuen faschistischen Regierung ins Auge gefasst, der Farinacci, Alessandro Pavolini und Mussolinis Sohn Vittorio angehören sollten, die Ende Juli / Anfang August nach Deutschland ausgeflogen worden waren. Bei einem Treffen mit Hitler, das am 14. September in Rastenburg stattfand, erklärte sich Mussolini bereit, selbst an die Spitze dieser Regierung zu treten. Am 18. September kündigte er über den Sender München seine Rückkehr nach Italien an.

## Republik von Salò (1943–1945)
Mussolini kehrte am 23. September 1943 nach Italien zurück und leitete vier Tage später in seiner Privatresidenz Rocca delle Caminate in Meldola die erste Sitzung der neuen republikanischen Regierung. Deren Zusammenstellung hatte einige Schwierigkeiten bereitet, da Mussolini prodeutsche Hardliner wie Farinacci und Starace nicht in das Kabinett aufnehmen wollte, mehrere „moderate“ Faschisten seine Einladung aber ablehnten. Das Verteidigungsministerium übernahm nach einigem Zögern Marschall Rodolfo Graziani. An die Spitze der als Partito Fascista Repubblicano (PFR) neugegründeten faschistischen Partei stellte Mussolini den bis zu diesem Zeitpunkt als „gemäßigt“ geltenden Alessandro Pavolini. Während sich Mussolini in der Frage der Staatsbezeichnung gegen deutsche Vorschläge durchsetzen konnte – Hitler hatte die Bezeichnung „Faschistische Republik“ statt „Soziale Republik“ gewünscht –, blieb es beim deutschen Veto gegen Rom als Regierungssitz. Daraufhin wurden die Behörden der formal erst am 1. Dezember 1943 ausgerufenen Repubblica Sociale Italiana (RSI) auf verschiedene Städte und Gemeinden Norditaliens verteilt. Mussolini bezog die Villa Feltrinelli in Gargnano am Gardasee. Im nahen Salò nahm das Propagandaministerium seinen Sitz; dessen regelmäßige Kommuniqués („Salò gibt bekannt …“) ließen bereits die Zeitgenossen von der Repubblica di Salò sprechen.
Mussolinis Beweggründe für die Übernahme einer Position, deren relative Bedeutungslosigkeit – er selbst soll sich wiederholt als „Bürgermeister von Gargnano“ ironisiert haben – ihm von Anfang an völlig klar war, sind in der Forschung umstritten. Die These, Mussolini habe sich „zur Verfügung“ gestellt und, als Person und im historischen Urteil, „geopfert“, um Italien eine direkte deutsche Besatzungsherrschaft zu ersparen, wurde in der Nachkriegszeit zunächst von neofaschistischen Autoren und nach 1990 von Historikern wie Renzo De Felice vertreten. Sie dominiert in verschiedenen Varianten heute die einschlägige italienische Literatur, wobei häufig vergleichend auf Pétain und das Vichy-Regime hingewiesen wird. Andere Historiker weisen diese Argumentation jedoch als ebenso apologetisch wie historisch falsch zurück: Mussolini sei auch im September 1943 nicht ohne – genuin faschistische – politische Ambitionen gewesen und habe die Forderung vieler Faschisten nach „Rache“ an den „Verrätern“ geteilt. Es wird außerdem betont, dass die von Mussolini schon in den Jahren zuvor gegenüber Vertrauten zum Ausdruck gebrachte Verachtung für das italienische Volk nach seiner Rückkehr noch ausgeprägter gewesen sei. Auch in den letzten, von ihm im Frühjahr 1945 bewusst als „Lebensbilanz“ inszenierten Gesprächen mit Journalisten fehle jeder direkte oder indirekte Hinweis auf eine Beschäftigung mit dem Schicksal Italiens oder der Italiener.
Der Handlungsspielraum Mussolinis als Staatsoberhaupt, Regierungschef und Außenminister der RSI war räumlich und inhaltlich äußerst begrenzt. Die 1919 von Italien annektierten ehemals österreichischen Territorien waren – zusammen mit Teilen Venetiens – noch im September 1943 als sogenannte Operationszonen einer „vorläufigen“ deutschen Zivilverwaltung unterstellt worden. Auch im Rest des Staatsgebietes war die Autorität der RSI nur nominell. Die für Politik und Kriegführung wesentlichen Entscheidungen trafen der deutsche Oberbefehlshaber Süd Albert Kesselring, der für den Polizeiapparat zuständige SS-Obergruppenführer Karl Wolff und der „bevollmächtigte“ Botschafter Rudolf Rahn. Mit Wolff und Rahn traf Mussolini mehrmals wöchentlich zusammen. Die Wirtschaft Nord- und Mittelitaliens wurde von Generalmajor Hans Leyers, dem „Generalbevollmächtigten“ Albert Speers, ohne Konsultation italienischer Behörden rücksichtslos in den Dienst der deutschen Kriegswirtschaft gestellt. Da Mussolinis Leibwache und persönliche Kommunikationsmittel bis hin zum Telefon nicht von Truppen der RSI, sondern von einer Abteilung der Leibstandarte SS Adolf Hitler gestellt wurden, konnte er keinen Schritt ohne Einverständnis oder Wissen deutscher Stellen machen. Auch seine medizinische Betreuung übernahmen nun deutsche Ärzte. In Gargnano nahm Mussolini seine alte, nun aber weitgehend irrelevante Praxis wieder auf, täglich mehrere Besucher in viertel- oder halbstündigen „Audienzen“ zu empfangen. Daneben widmete er sich vor allem dem Verfassen von Beiträgen für die faschistische Presse. In der Schrift Storia di un anno stellte Mussolini seine Sicht auf die Ereignisse des Juli 1943 und deren Vorgeschichte dar.

Kriegsflagge der RSI (1944–1945)

Mussolinis Einfluss auf die Kämpfe mit der bewaffneten antifaschistischen Widerstandsbewegung, die zehntausende Tote forderten und heute in Italien weithin als „Bürgerkrieg“ angesehen werden, blieb marginal. Er deckte die Versuche Pavolinis, den squadrismo der frühen 1920er Jahre wiederzubeleben, und befürwortete ausdrücklich die Hinrichtung von „Geiseln“ nach Partisanenaktionen. Unstrittig ist allerdings, dass er mehrfach gegen die schlimmsten Exzesse der häufig von deutschen Dienststellen protegierten, halbautonomen faschistischen Milizen intervenierte. So ließ er im Januar 1944 Junio Valerio Borghese und im Oktober 1944 den berüchtigten Pietro Koch verhaften. Gegenüber Rahn protestierte Mussolini gegen die Auslöschung ganzer Dörfer durch deutsche „Strafaktionen“ und drohte im September 1944 in diesem Zusammenhang mit seinem Rücktritt. Ähnliche Stellungnahmen Mussolinis gegen die Deportation italienischer Juden in deutsche Vernichtungslager sind nicht bekannt. Seit dem Herbst 1943 wurde ein Großteil der jüdischen Bevölkerung Italiens auf der Grundlage neuer antisemitischer Gesetze in Lagern zusammengefasst; etwa 7.500 Menschen wurden – meist aus dem seit Februar 1944 unter deutscher Verwaltung stehenden Lager Fossoli bei Modena – deportiert, wenige hundert kehrten zurück. Zwar tat Mussolini kaum etwas, um diese Politik zu fördern, schritt aber auch nicht dagegen ein.
Am 11. Januar 1944 ließ Mussolini fünf ehemals führende Faschisten, unter ihnen sein Schwiegersohn Ciano und die beiden Altfaschisten Marinelli und De Bono, in Verona hinrichten (vgl. Prozess von Verona). Mussolini war vollkommen bewusst, dass der den Angeklagten wegen ihres Votums vom 25. Juli 1943 gemachte Vorwurf des Hochverrats nicht zutraf. Die maßgeblichen „Verschwörer“ Grandi, Bottai und Federzoni hatten sich allerdings inzwischen abgesetzt. Unter dem Druck Pavolinis und anderer intransigenter Faschisten, die in Verona die Regie übernahmen und in Mussolinis Namen handelten, ignorierte er die Gnadengesuche und nahm den Bruch mit seiner Tochter Edda in Kauf, die im Januar 1944 in die Schweiz floh.
Ernsthafte Versuche, eine handlungsfähige Regierung zu organisieren oder ein Regierungsprogramm zu entwickeln, unternahm Mussolini nicht mehr. Der staatliche Verwaltungsapparat blieb zwar bis hinunter zur Ebene der Gemeinden intakt, wurde aber von den Deutschen ebenso ignoriert wie von großen Teilen der Bevölkerung. Überdeutlich zeigte sich das, als die Republik am 9. November 1943 vier Jahrgänge zum Militärdienst einberief und sich weniger als 50.000 Mann in den Kasernen meldeten. Bis zum Sommer 1944, als die vier in Deutschland aufgestellten italienischen Divisionen nach Italien verlegt wurden, bestanden die Streitkräfte der RSI – abgesehen von der paramilitärischen Guardia Nazionale Repubblicana – aus einigen Flak- und Küstenbatterien sowie schwachen Verbänden der Luftwaffe und der Marine. Der von Hitler zunächst anders orientierte Mussolini hatte Ende 1943 einsehen müssen, dass die deutsche Seite keinerlei Interesse am Wiederaufbau italienischer Streitkräfte hatte.
Mit einer gewissen Ausdauer verfolgte Mussolini von Gargnano aus das Thema der „Sozialisierung“, mit dem er die Arbeiter der norditalienischen Industriestädte an den Faschismus heranführen wollte (und möglicherweise ein Mittel gegen den deutschen Zugriff auf die italienische Industrie gefunden zu haben glaubte). Nachdem dieser Ton, der an die programmatischen Anfänge des Faschismus im Jahr 1919 anknüpfte, bereits im November 1943 im Manifesto di Verona angeschlagen worden war, kam Mussolini im Laufe des Jahres 1944 immer wieder auf dieses Problem zu sprechen, obwohl sein deutscher „Berater“ Rahn die Verwendung antikapitalistischer Rhetorik grundsätzlich ablehnte. Noch am 25. März 1945 bestellte Reichsaußenminister von Ribbentrop den italienischen Botschafter Filippo Anfuso ein, um ihm mitzuteilen, dass Hitler diesen Kurs missbillige. Welchen Sinn der Begriff „Sozialisierung“ und der zur gleichen Zeit ins Gespräch gebrachte „menschliche, italienische und erreichbare“ Sozialismus im faschistischen Kontext hatten, blieb bis zuletzt selbst hohen RSI-Funktionären unklar. Im Ergebnis führte die „Sozialisierungs“-Gesetzgebung der RSI lediglich zu einer Festigung der staatlichen Kontrolle der Presse- und Verlagshäuser und zur Wahl von Vertretungskörperschaften der Belegschaften in einigen großen Betrieben. Propagandistisch erwiesen sich diese Kampagnen gerade bei den Arbeitern als völliger Fehlschlag und die deutschen Dienststellen waren nicht bereit, in wirtschaftlichen Fragen mit Italienern zu verhandeln, „am allerwenigsten mit Arbeitern oder Gewerkschaftern.“ Einer der Propagandisten der „Sozialisierung“ war der Journalist Nicola Bombacci, ein ehemaliger Kommunist, der sich in den 1930er Jahren dem Regime zur Verfügung gestellt hatte und in Gargnano zum regelmäßigen Gesprächspartner und „letzten Freund“ Mussolinis wurde.
Am 22./23. April 1944 und am 20. Juli 1944 traf Mussolini zu seinen letzten persönlichen Unterredungen mit Hitler zusammen. Bei dem Treffen auf Schloss Kleßheim im April hielt Mussolini dem deutschen Diktator einen längeren Vortrag in deutscher Sprache. Er betonte, dass das Ansehen der RSI vor allem durch die Handlungen deutscher Dienststellen untergraben werde, verlangte Klarheit über die deutschen Absichten in den „Operationszonen“ und mahnte eine menschliche Behandlung der italienischen Militärinternierten in Deutschland an. Mussolini schlug bei dieser Gelegenheit noch einmal vor, einen „Kompromissfrieden“ oder Waffenstillstand mit der UdSSR anzustreben und die Hauptkräfte der Wehrmacht in den Westen zu verlegen. Hitler suchte Mussolini davon zu überzeugen, dass die „unnatürliche Allianz“ zwischen der Sowjetunion und den Westmächten nicht von Dauer sein werde, und kündigte den bevorstehenden Einsatz neuartiger deutscher Waffen an. Am 20. Juli 1944 hielt sich Mussolini für etwa drei Stunden in der Wolfsschanze auf, wo kurz zuvor der Attentatsversuch Claus von Stauffenbergs gescheitert war. Hier stimmte Hitler der Verlegung der beiden noch in Deutschland verbliebenen italienischen Divisionen nach Italien zu. Hitler bekundete bis zuletzt einen sentimentalen Respekt vor Mussolini und soll noch im Frühjahr 1945 geäußert haben, dass sich an seiner „persönlichen Verbundenheit mit dem Duce“ nichts geändert habe, auch wenn das Bündnis mit Italien ein Fehler gewesen sei.

## Tod

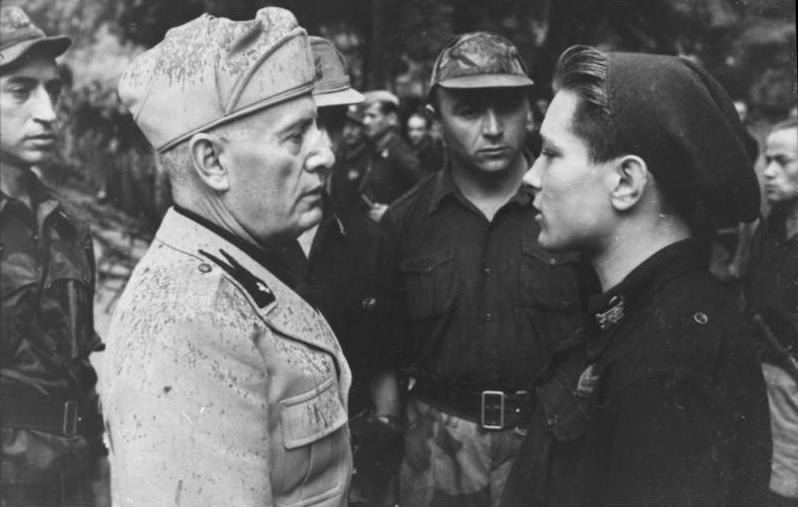
Mussolini im Gespräch mit einem Angehörigen der Guardia Nazionale Repubblicana, 1944

### Verständigungsversuche mit dem Widerstand
Mussolini trat am 16. Dezember 1944 im Mailänder Teatro Lirico zum letzten Mal öffentlich auf. Anfang April 1945 nahmen die britischen und amerikanischen Truppen in Norditalien ihren Vormarsch wieder auf, nachdem mehrere Monate eine faktische Kampfruhe geherrscht hatte. Am 24. April überschritten sie den Po, am nächsten Tag brach in Mailand ein Aufstand kommunistischer und sozialistischer Partisanen aus, dem der in voller Auflösung befindliche faschistische Staatsapparat nicht mehr gewachsen war.
Mussolini hatte in den Wochen zuvor – unter anderem durch Vermittlung des Mailänder Kardinals Schuster – versucht, mit dem Comitato di Liberazione Nazionale (CLN) in Verbindung zu treten. Er hatte dieses letzte politische Manöver mit der Entlassung des Innenministers Guido Buffarini-Guidi vorbereitet, eines in der Bevölkerung besonders verhassten, fanatischen Faschisten (21. Februar 1945). Eine weitere Geste gegenüber der linken Widerstandsbewegung war die am 22. März verkündete sofortige „Sozialisierung“ der gesamten Industrie. Über Carlo Silvestri bot er nun an, die Macht an die Aktionspartei und die Sozialisten zu übergeben, falls ihm eine geordnete Kapitulation gegenüber den alliierten Streitkräften gestattet werde.
Die versuchte „Verständigung“ mit dem nichtkommunistischen Flügel der Resistenza scheiterte endgültig am 25. April. An diesem Tag erfuhr Mussolini durch Mitarbeiter Schusters, dass der SS-General Karl Wolff seit Wochen mit Vertretern der Westmächte über eine Teilkapitulation der deutschen Truppen in Italien verhandelte.

### Flucht und Erschießung
Nach wütenden Verratsvorwürfen an seine deutschen Begleiter floh Mussolini noch am Abend des 25. April zusammen mit seiner Geliebten Clara Petacci und einigen faschistischen Funktionären unter Mitnahme zahlreicher – bis heute verschollener – Geheimdokumente nach Norden. Ungeklärt ist, ob er die Absicht hatte, in die Schweiz zu entkommen, oder, wie in verschiedenen Gesprächen angedeutet, mit den im Veltlin versammelten Brigate Nere ein „letztes Gefecht“ liefern wollte.
In Menaggio schloss sich Mussolini mit seiner zusammengeschmolzenen Entourage einer motorisierten deutschen Flak-Einheit an. An einer Straßensperre zwischen Musso und Dongo am Comer See wurde die Fahrzeugkolonne am 27. April 1945 von kommunistischen Partisanen angehalten. Bei der Durchsuchung wurde der als Flakkanonier verkleidete Mussolini erkannt und gefangen genommen.
Noch am 27. April verbreitete der Mailänder Radiosender diese Nachricht. Am Folgetag traf eine Partisanengruppe aus Mailand in Dongo ein. Sie hatte den Befehl erhalten, den vom Nationalen Befreiungskomitee für Norditalien (CLNAI), dem Führungsorgan der Resistenza, gegen Mussolini und andere führende Faschisten verhängten Tötungsbefehl zu vollstrecken.
Am Rande des Dorfes San Giulino di Mezzegra wurden Mussolini und Petacci, die sich von ihm nicht lossagen wollte und vergewaltigt worden war, am 28. April 1945 erschossen. Die Todesumstände Mussolinis sind bis in die Gegenwart Gegenstand von Spekulation und Mythenbildung geblieben. Die jüngere wissenschaftliche Literatur hat die zuletzt in den 1990er Jahren als „kommunistische Geschichtslegende“ angegriffene, „offizielle“ Version indes im Kern bestätigt. Die über Jahrzehnte verbreitete Version der Geschichtsschreibung, wonach Mussolini und Petacci erst nach einem Gerichtsverfahren am Morgen des 28. April 1945 am Nachmittag des gleichen Tages hingerichtet wurden, gilt heute als überholt.

### Verbleib des Leichnams
Die Leichen Mussolinis, Petaccis, Nicola Bombaccis, Alessandro Pavolinis und einiger anderer wurden anschließend nach Mailand transportiert und am 29. April auf dem Piazzale Loreto, wo am 10. August 1944 15 hingerichtete Partisanen zur Schau gestellt worden waren, kopfüber am Dach einer Tankstelle aufgehängt. Dabei kam es zu Schändungen der Leichen.

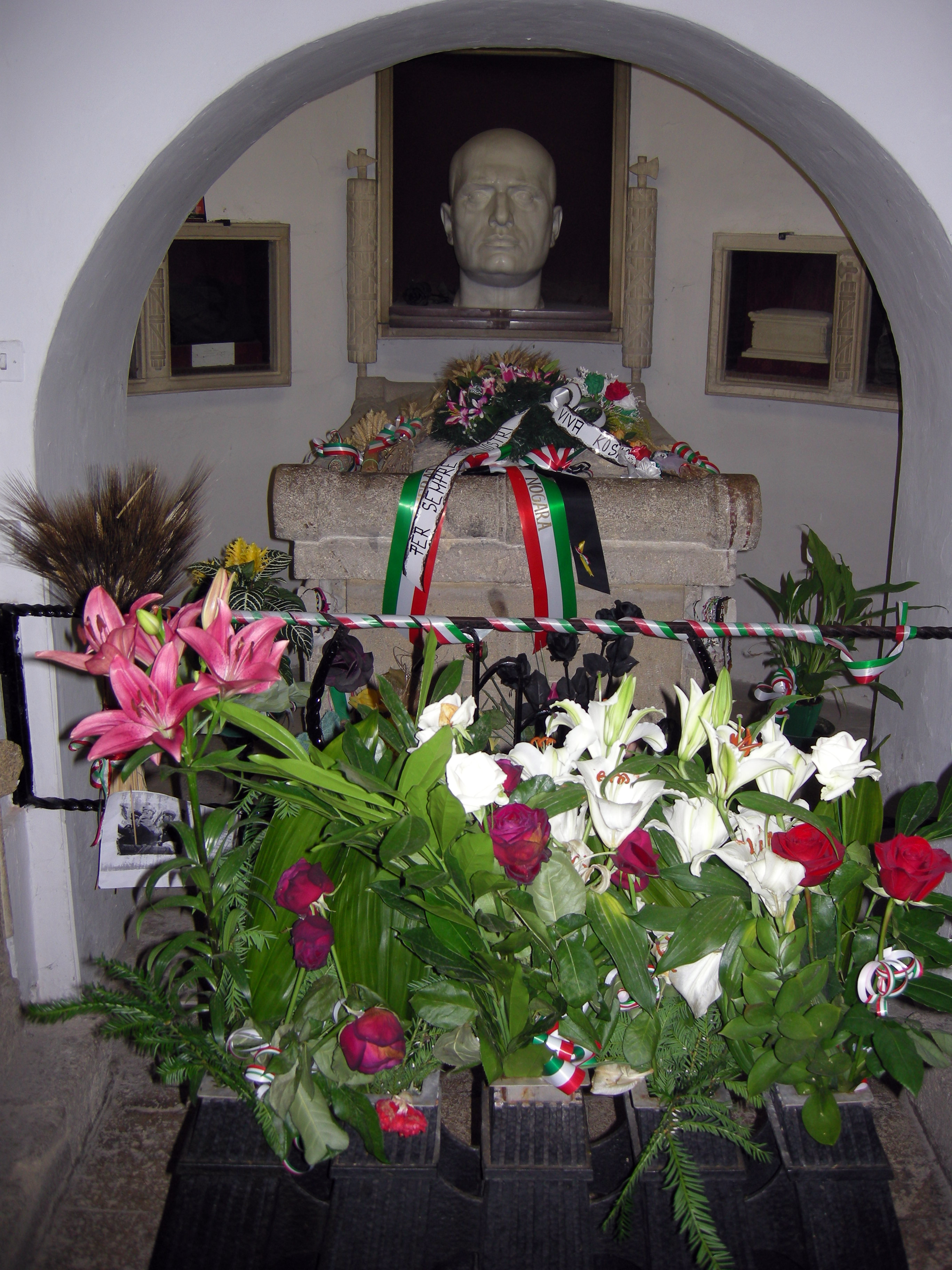
Mussolinis Grab in Predappio

Der Leichnam Mussolinis wurde durch amerikanische Ärzte einer Autopsie unterzogen und anschließend auf einem anonymen Gräberfeld des Mailänder Hauptfriedhofs Musocco beerdigt. In der Nacht zum 23. April 1946 wurde er von faschistischen Aktivisten um Domenico Leccisi ausgegraben, obwohl die genaue Lage der Grabstätte nur drei bis vier Personen bekannt gewesen sein soll. Der Leichnam wurde mit Unterstützung profaschistischer Priester zunächst im Veltlin, in einer Mailänder Kirche und zuletzt in einer Mönchszelle der Certosa di Pavia versteckt.
Nach dreieinhalb Monaten entdeckt, veranlasste die italienische Regierung eine anonyme Beerdigung im Kapuzinerkloster Cerro Maggiore. Am 1. September 1957 wurde Mussolini im Beisein seiner Witwe Rachele Mussolini in der Familiengruft in Predappio unter dem Liktorenbündel, dem Symbol seiner Macht und des Faschismus, beigesetzt. Den Weg dafür hatte der christdemokratische Ministerpräsident Adone Zoli geebnet, der sich von dieser Geste gegenüber der radikalen Rechten die parlamentarische Unterstützung des neofaschistischen MSI erhoffte (und diese auch erhielt).

## Persönlichkeit, Privatleben und Familie

### Rhetorik und Propagandafigur
Erscheinung und persönliche Lebensführung Mussolinis – oder das, was er dafür ausgeben ließ – waren ein integraler Bestandteil des Duce-Mythos, zu dem untrennbar die „theatralische Persönlichkeit“ gehört. Mussolini war ein Pionier der Politik als Schaugeschäft, als es – nicht nur in Italien – noch nicht üblich war, dass rhetorische Gesten und Sentenzen, inszenierte Auftritte, Äußerlichkeiten und Manierismen führender Politiker die öffentliche Debatte bestimmten. Das Regime sei, so Richard Bosworth, „vom spin getragen“ gewesen (siehe Spin-Doctor) und als „Propagandastaat“ zu verstehen, „in dem nichts so war wie behauptet und in dem Worte das waren, was zählte“.
Mussolini sorgte in den verschiedenen Phasen der Entwicklung des Regimes für die verbindlichen „Worte“ und lieferte die emblematischen Posen. Seine charakteristische Physiognomie, seine „herrische“ Haltung, seine „mimische“ Präsenz als Redner – Aufreißen und Rollen der Augen, unterstreichendes, abgestuftes Gestikulieren, abruptes Vor- oder Zurückbeugen – waren schnell Gegenstand von Fotografie und Karikatur. In den 1920er Jahren galt er als der am meisten fotografierte Mensch der Geschichte. Die zu seinen Lebzeiten offiziell durch Postkarten, Plakate, Sammelbilder und die Presse in Umlauf gebrachten, mehr oder weniger gestellten Aufnahmen Mussolinis zeigen rund 2.500 verschiedene Motive.
Der von der faschistischen Propaganda durch Bild und Text nach und nach konstruierte Duce war immer Herr der Situation, Vater und Ehemann, lebte sparsam und anspruchslos, arbeitete hart und konzentriert, trieb Sport, war Flieger, Fechter, körperlich fit und obendrein ein „Mann der Kultur“. Mussolini kontrollierte und steuerte diese Mythenbildung in hohem Maße selbst, etwa durch lange Interviews, die er über Jahre ausgewählten ausländischen Journalisten gewährte.

### Gesundheitlicher Zustand
Vieles an diesen Zuschreibungen war erfunden oder in charakteristischer Weise überzeichnet. Schon der als Staatsgeheimnis behandelte Gesundheitszustand Mussolinis war zweifelhaft: Seit seiner Verwundung 1917 hatte Mussolini Probleme, sich ohne fremde Hilfe die Schuhe anzuziehen. Im Februar 1925 erkrankte er erstmals ernsthaft und lag mit inneren Blutungen mehrere Wochen lang im Bett. Wahrscheinlich litt er schon zu diesem Zeitpunkt an einem Magen- oder Darmgeschwür. Eine Operation erfolgte auf seinen Wunsch hin nicht. Er ernährte sich fortan fast ausschließlich von Nudeln, Milch und Früchten und verzichtete auf Alkohol und Zigaretten, konnte damit aber lediglich einige Jahre lang die Symptome kontrollieren. Später musste er immer wieder – auch in der Sitzung des Großrats am 24./25. Juli 1943 – unvermittelt die Hände gegen den Bauch pressen, wenn die Schmerzen zu heftig wurden.
Bereits vor seinem 50. Geburtstag begann er sichtbar zu altern und verfiel nach 1940 rasch physisch und psychisch. 1943 beschrieb ein ungarischer Besucher ihn als „sehr krank. Sein Kopf war kahl, seine Haut gelblich-weiß, und er sprach schnell, mit nervösen Gesten.“ Die deutschen Ärzte, die ihn im September 1943 umfassend untersuchten, diagnostizierten ein Darmgeschwür und eine vergrößerte Leber. Der Arzt Georg Zachariae nannte ihn in seinen Aufzeichnungen ein „physisches Wrack am Rande des Grabes“. Anzeichen für die Mussolini bis heute – mit Implikationen für die Interpretation seiner persönlichen Entwicklung und Politik – nachgesagte Syphilis fanden sie jedoch nicht, ebenso wenig wie die amerikanischen Ärzte, die 1945 die Leiche untersuchten.

### Mussolini als „Sportler“
Ein typisches Beispiel für die Konstruktion des Duce ist der „Flieger“ Mussolini. Zwar hatte Mussolini im Juli 1920 begonnen, Flugunterricht zu nehmen, saß später aber nur gelegentlich am Steuer eines Flugzeugs. Dennoch ließ er Jahr für Jahr die Zahl seiner angeblichen Flugstunden, die in der Summe den Flugstunden eines Berufspiloten entsprachen, veröffentlichen. Das geschah nicht zufällig. Der Kult um Piloten und Flugzeuge war nach dem Ersten Weltkrieg bei der „neuen Rechten“ vieler Länder verbreitet, bei den italienischen Faschisten aber besonders ausgeprägt. Die Fliegerei erhob den „Einzelnen“ über die „Masse“ und galt als ebenso modern wie „antimarxistisch“. In der Frühphase der faschistischen Bewegung trat Mussolini vor Anhängern gelegentlich in Pilotenmontur auf, später ließ er sich immer wieder neben oder in Flugzeugen fotografieren. Im Januar 1937 erhielt er eine militärische Pilotenlizenz. Seine Gewohnheit war und blieb es allerdings, Flugzeuge dann zu steuern, wenn sie bereits in der Luft waren.
Im August 1941 sorgte Mussolini bei der Entourage Hitlers für Entsetzen, als er darauf bestand, das Steuer der Maschine zu übernehmen, in der beide auf dem Weg zu einem Truppenbesuch an der Ostfront waren. Zur Konstruktion des Duce gehörte es auch, dass Mussolini als Fahrer schneller Autos, aggressiver Fechter, Tennisspieler, tollkühner Reiter, Schwimmer und Skifahrer inszeniert wurde, der die Begeisterung der Italiener für den Sport auch durch Funktionalisierung des Olympischen Komitees (CONI) und der Sportzeitungen für die Unterstützung seiner Person und seiner Politik nutzte.
Ein seinerzeit neues, mit einem „humanisierenden“ Subtext versehenes Element dieser Rollen war der „schwitzende“ Mussolini. Kein anderer Politiker der Zwischenkriegszeit war „auf diese Weise sichtbar ‚Mensch‘“. Die so entstandene „eigentümliche Mischung des Göttlichen und des Profanen“ hatte auch eine „männliche“, sexuelle Komponente, die von der Propaganda nie dementiert, sondern unausgesprochen in den Duce-Kult integriert wurde.

### Affären
Details zu Mussolinis Promiskuität – einige Schätzungen gehen von etwa 400 verschiedenen Sexualpartnerinnen aus – wurden erst lange nach 1945 bekannt. Mussolini unterhielt bereits vor 1922 häufig Beziehungen mit mehreren Frauen gleichzeitig. Mit der Näherin Angela Cucciati hatte Mussolini eine uneheliche Tochter namens Elena (1922–2022). Diese erfuhr erst im Alter von 20 Jahren, dass er ihr leiblicher Vater war.
Die für seine persönliche Entwicklung bedeutendste Beziehung war die mit Margherita Sarfatti, die dem Neuankömmling aus der Provinz nach 1912 die Salons des „respektablen“ Mailänder Bürgertums zugänglich machte. Bekannt ist auch sein Verhältnis mit der Kosmetikerin Ida Dalser, aus dem 1915 der Sohn Benito Albino (1915–1942) hervorging. Mussolini erkannte auf Drängen Dalsers die Vaterschaft an und zahlte Unterhalt für das Kind, hielt aber strikt Distanz zu den beiden, nachdem er im Dezember 1915 eine Zivilehe mit Rachele Guidi eingegangen war. Möglicherweise hat Mussolini Dalser im Dezember 1914 kirchlich geheiratet. Da Dalser ihm über Jahre hinweg immer wieder „Szenen“ machte, ließ er sie 1926 in eine Nervenheilanstalt einweisen, wo sie 1937 starb.
Es gilt als sicher, dass Mussolini weitere uneheliche Nachkommen hatte. Als Diktator nutzte Mussolini die Möglichkeit, seine einschlägigen Aktivitäten optimal zu organisieren. Im Palazzo Venezia befand sich direkt neben seinem Arbeitszimmer ein „Erholungsraum“, in dem er zahlreiche „Besucherinnen“ empfing. Mussolinis Verhalten gegenüber seinen Partnerinnen wird als körperlich und emotional rücksichtslos beschrieben. Rachele Mussolini hat die Affären ihres Mannes offenbar lange Zeit nicht zur Kenntnis genommen. Erst als Petacci ebenfalls ein Haus in Gargnano bezog, suchte sie die Rivalin im Oktober 1944 auf und forderte sie erfolglos auf zu verschwinden.
Die „Enthüllungen“ über sein Sexualleben haben in den letzten Jahrzehnten immer wieder die populärwissenschaftliche und journalistische Publizistik beschäftigt, werden in der wissenschaftlichen Literatur aber meist nur am Rande vermerkt. Auch die Affäre mit der wohlhabenden Arzttochter Claretta Petacci, die 1936 begann und bis 1945 andauerte, könnte man, so der Historiker Richard Bosworth, ebenso wie alle anderen ignorieren, wenn sie nicht so lange gedauert und schließlich die Reputation des Regimes beeinträchtigt hätte: Während des Zweiten Weltkrieges sorgte die BBC dafür, dass die Machenschaften des „Petacci-Clans“ in ganz Italien bekannt wurden. Bosworth sieht in der Beziehung Mussolinis mit der ihm intellektuell weit unterlegenen Petacci ein „Symbol für den Niedergang des Diktators im letzten Jahrzehnt seiner Herrschaft“.

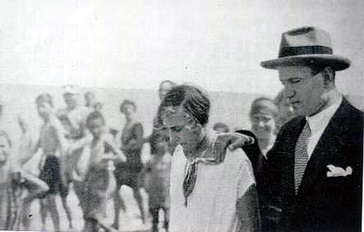
Benito Mussolini mit seiner ältesten Tochter Edda (1925)

### Als „Familienmensch“
In einem Spannungsverhältnis dazu stand das verzerrte Bild des „Familienmenschen“ Mussolini, das erst nach der conciliazione mit der Kirche von der Propaganda stärker bemüht wurde. Nach 1922 hatte Mussolini einige Jahre lang fast keinen Kontakt zu Frau und Kindern. Er lebte zunächst einige Monate in einem römischen Hotel, danach in einer Wohnung im Palazzo Tittoni, wo ihn eine Haushälterin unterstützte. Die Familie blieb in Mailand bzw. in Forlì, er traf sie zwei oder drei Mal im Jahr.
Erst im Herbst 1929 holte Mussolini die Familie nach Rom, wo er inzwischen die repräsentative Villa Torlonia bezogen hatte. Dort empfing er nach 1929 nur äußerst selten Besuch, offenbar auf Wunsch seiner Frau, die innerhalb der Familie der „Diktator“ war. Rachele Mussolini pflegte auch in der Villa Torlonia weiter einen „bäuerlichen“ Lebensstil und begann, auf dem aristokratischen Anwesen Hühner, Kaninchen und Schweine zu züchten. Sie war auf ihre Weise „geschäftstüchtig“ und etablierte in der Romagna ein von ihr abhängiges Klientelnetzwerk. Ihre geschäftlichen Interessen waren 1933 einer der Auslöser für den Sturz Arpinatis, der sich ihr gegenüber wenig kooperativ gezeigt hatte. Mussolini zog sich in der Villa Torlonia so häufig wie möglich aus dem Kreis der Familie zurück, nahm Mahlzeiten allein ein und ließ sich in den Abendstunden die neuesten Filme, vorzugsweise amerikanische, vorführen.
Zu seinen Kindern hatte er – abgesehen von der ältesten Tochter Edda – kein engeres Verhältnis. Die Söhne Vittorio und Bruno waren, wie Mussolini bald einsah, ohne politisches Talent. Nach dem Äthiopienkrieg, an dem beide als Piloten teilnahmen, traten sie öffentlich kaum mehr hervor. Vittorio ging in die Filmwirtschaft und versuchte erst 1943/44 zum Missfallen seines Vaters, eine aktive politische Rolle zu spielen. Bruno schlug eine Offizierslaufbahn ein und verunglückte im August 1941 bei einem Testflug mit der Piaggio P.108 tödlich. Die beiden zuletzt geborenen Kinder – der Sohn Romano (1927–2006) und die seit dem siebten Lebensjahr an Kinderlähmung erkrankte Tochter Anna Maria (1929–1968) – waren zu jung, um im Regime noch eine Rolle zu spielen.

### Der „Intellektuelle“ und „Kulturmensch“
Der „Intellektuelle“ und „Kulturmensch“ Mussolini ist schwierig einzuordnen. Mussolini war ein produktiver Autor. Sein Stil war durchaus geschliffen und er äußerte sich – mit unterschiedlichem Tiefgang – zu allen großen politischen und kulturellen Debatten seiner Zeit. Seine nach dem Zweiten Weltkrieg von Anhängern zusammengestellten Reden und Schriften füllen 44 Bände. Auch im persönlichen Gespräch vermochte Mussolini zu beeindrucken; er teilte nicht Hitlers Vorliebe für „zielloses Geplauder“ und wird von Zeitgenossen, die mit beiden Diktatoren zu tun hatten, als der interessantere Gesprächspartner beschrieben. Allerdings neigte auch der Duce mit zunehmendem Alter zum anekdotischen Monologisieren.
Zu beachten ist bei den überlieferten Äußerungen Mussolinis immer, dass diese selten in einem primär sach- oder problembezogenen Kontext stehen, sondern bei ihm in erster Linie darauf berechnet waren, beim Gegenüber oder Leser einen bestimmten Eindruck hervorzurufen. Sie verraten also allenfalls indirekt etwas über sein Wissen und seine Weltsicht, die über alle Brüche und Widersprüche hinweg irrationalen und reaktionären Ideologien verpflichtet blieb, aber viel darüber, wie er sein Publikum bzw. seine Gesprächspartner einschätzte und von ihnen gesehen werden wollte: „Sogar in den Gesprächen unter vier Augen setzte sich die Schauspielerei fort: seinen aufmerksameren Besuchern fiel auf, dass Mussolini seine Standpunkte änderte, um sie ihren anzupassen“. So lehnte er 1932 im Gespräch mit Emil Ludwig jegliche Rassentheorie als unhaltbar ab, nannte Ludwig später aber gegenüber einem anderen Gesprächspartner einen „schmutzigen und anmaßenden Juden“.
Gerade in seinen Äußerungen über Wissenschaft, Kunst und Kultur finden sich viele Übertreibungen, Erfindungen und einander ausschließende Widersprüche. Da Mussolini glaubte, als Experte auf allen Gebieten gelten zu müssen, stellte er absurde Behauptungen auf wie die, er habe alle 35 Bände der Enciclopedia Italiana gelesen, lese die Texte antiker griechischer Philosophen im Original oder schaffe es, trotz der auf ihm lastenden Arbeitslast pro Jahr etwa 70 Bücher zu lesen. Zutreffend war, dass er beispielsweise Platon in Übersetzung las und auch seine sonstige Lektüre durchaus umfangreich war; italienischen Autoren ließ er nach Neuerscheinungen gelegentlich Anmerkungen und Kommentare zukommen. Deutsche und französische Autoren konnte er in der Originalsprache lesen. Hitlers Geschenk zu seinem 60. Geburtstag war eine 24-bändige Gesamtausgabe der Werke Nietzsches. Trotz gegenteiliger Behauptungen blieb ihm die englischsprachige Literatur vergleichsweise fremd.
Sein Verhältnis zur darstellenden Kunst war widersprüchlich. Er sorgte persönlich für die Auslobung hochdotierter Preise, beklagte aber gern und häufig, dass ein Übermaß an ästhetischer Verfeinerung die Italiener über Jahrhunderte korrumpiert und verweichlicht habe. Werke der Malerei verstand er nach eigener Aussage nicht, Ausstellungen suchte er so gut wie nie auf. Die üblichen martialischen Worte über ein „totalitäres Konzept der Kultur“ hatten in diesem Bereich kaum unmittelbare Folgen für die künstlerische Produktion und auch die Populärkultur – insbesondere der Film – wurde im faschistischen Italien nicht annähernd so eng „geführt“ wie in Deutschland.
In der Architektur zeigte Mussolini eine Vorliebe für Monumentalbauten. Rom sollte – in eklatantem Widerspruch zu seinen häufigen Stellungnahmen gegen die Verstädterung Italiens – wieder eine Metropole wie in der Antike werden, seine Bevölkerung verdoppeln und die 20 Kilometer bis zum Meer „überwinden“. Im Zentrum der Stadt wollte er alle Bauwerke aus den „Jahrhunderten der Dekadenz“ (worunter Mussolini die 1500 Jahre zwischen dem Untergang des alten Rom und dem Risorgimento verstand) abreißen lassen. Kaum etwas von diesen Plänen, darunter die Errichtung einer den Faschismus symbolisierenden 80 Meter hohen Kolossalstatue, wurde umgesetzt – „einmal mehr war die Ankündigung das, worauf es ankam, die Ausführung war weniger wichtig.“ Das für die 1942 geplante Weltausstellung errichtete EUR-Viertel blieb die auffälligste architektonische Hinterlassenschaft des Faschismus in der Hauptstadt.

### Der „bescheidene Lebensstil“ Mussolinis
Den von der Propaganda herausgestellten „bescheidenen“ Lebensstil Mussolinis hat die Forschung relativiert. Bereits 1919 konnte die Familie Mussolini eine repräsentative Wohnung am Mailänder Foro Buonaparte beziehen; Mussolini besaß zu diesem Zeitpunkt nicht nur ein Auto, sondern als einer der ersten Menschen in Europa auch ein Privatflugzeug. Persönlich war Mussolini in gewisser Weise gleichgültig gegenüber Luxus und Geld, wurde aber als Ministerpräsident schnell sehr wohlhabend. Das Gehalt als Regierungschef (jährlich 32.000 Lire) bezog er nur bis 1928 (und dann wieder ab 1943).
Ein großer Teil seines Einkommens bestand aus Honoraren und Tantiemen für Artikel, Reden und andere Schriften. Eine Zeit lang zahlte ihm beispielsweise der amerikanische Pressemagnat William Randolph Hearst die seinerzeit hohe Summe von 1.500 Dollar pro Woche für gelegentliche Beiträge in dessen Zeitungen. Für eine Autobiographie, die Mussolini 1927/28 schrieb (bzw. schreiben ließ), zahlte ihm ein britischer Verlag einen Vorschuss von 10.000 Pfund Sterling. Der Popolo d’Italia war nicht nur das Sprachrohr des Regimes, sondern auch Eigentum Mussolinis und mit etwa 700 Mitarbeitern ein profitabler Pressegroßbetrieb.
Die Familie Mussolini besaß außerdem etwa 30 ha gutes Ackerland in der Romagna, das sie von einem modern ausgestatteten landwirtschaftlichen Modellbetrieb bewirtschaften ließ. Die von Mussolini persönlich zu bestreitenden Ausgaben waren demgegenüber gering. Die großgrundbesitzenden Torlonias überließen dem Duce ihre römische Villa für eine symbolische Miete. Das von Mussolini als Alters- und Familiensitz ausersehene Anwesen Rocca delle Caminate bei Predappio schenkte ihm 1927 „die Nation“.

## Nachleben
Nach der Beisetzung im Jahr 1957 wurde die Kleinstadt Predappio zu einer „Pilgerstätte“ für Mussolinis Anhänger. Devotionalien waren an jeder Straßenecke erhältlich, bis die Gemeindeverwaltung den Ladenverkauf im April 2009 verbot. In jedem Jahr versammeln sich zum Geburts- und Todestag Mussolinis im Juli bzw. April sowie im Oktober am Jahrestag der Marcia su Roma jeweils mehrere tausend Neofaschisten in Predappio; ihr Marsch zum Friedhof San Cassiano wurde lange von einem Priester der Piusbruderschaft angeführt.
Das öffentliche Bild Mussolinis in Italien wandelte sich stark. Bis in die 1980er Jahre hinein bekannten sich die drei großen Parteien – PCI, PSI und mit Einschränkungen auch die DC – gleichermaßen zum Erbe der Resistenza. Die offene Verehrung für den Duce blieb dem neofaschistischen MSI vorbehalten, der bei Wahlen in seinen Hochburgen in Mittel- und Süditalien zum Teil über 20 Prozent der Stimmen erhielt. Weniger sichtbar, aber politisch gewichtiger waren die in den Netzwerken des italienischen Bürgertums sowie im Militär-, Polizei- und Geheimdienstapparat konservierten faschistischen Orientierungen. Bereits in den Nachkriegsjahrzehnten pflegte ein einflussreicher Teil der italienischen Publizistik – prominent etwa der konservative Journalist und vielgelesene Sachbuchautor Indro Montanelli – das Bild vom „guten Onkel Mussolini“, der als paternalistischer Diktator nichts Schlimmeres getan habe als „Grimassen zu schneiden“. Die Veröffentlichung des ersten Teils des dritten Bandes der Mussolini-Biographie Renzo De Felices und die anschließende, durch ein Interview mit dem neokonservativen amerikanischen Autor Michael Ledeen ausgelöste Kontroverse signalisierte 1974/75 den Übergang maßgeblicher Zeithistoriker auf „anti-antifaschistische“ Positionen. De Felices Konsens-These und seine Unterscheidung zwischen faschistischem „Regime“ und faschistischer „Bewegung“ (der er grundsätzlich auch Mussolini zuordnete), die nicht reaktionär und repressiv, sondern zukunftsorientiert, optimistisch und von den modernisierungswilligen „aufsteigenden Mittelschichten“ getragen gewesen sei, wiesen linke Kritiker wie der Historiker Nicola Tranfaglia als großangelegten „Versuch einer Rehabilitierung der faschistischen Bewegung“ zurück.
Nach 1980 traten im öffentlichen Diskurs über Mussolini und das faschistische Regime immer deutlicher relativierende Züge hervor, von der zunächst vorsichtigen Infragestellung tatsächlicher oder vermeintlicher „Legenden“ der antifaschistischen Erinnerungskultur zur offenen Rechtfertigung des Duce. Zur Jahreswende 1987/88 sagte De Felice, unterstützt von Journalisten wie Montanelli und Stimmen aus dem Umfeld des ehemaligen Ministerpräsidenten Bettino Craxi, der „offiziellen Kultur des Antifaschismus“ in mehreren Zeitungsbeiträgen den Kampf an. Auf dem Höhepunkt dieser Kampagne wurde der Mussolini der Jahre 1943–45 in einem 1995 in Buchform veröffentlichten und mehrfach neu aufgelegten umfangreichen Interview (Rosso e Nero) als „tragischer Held“ dargestellt, der sich für das Vaterland geopfert habe. Mit dem Zusammenbruch des italienischen Parteiensystems zu Beginn der 1990er Jahre und der Neugruppierung des konservativen Lagers um Silvio Berlusconi in den Jahren danach setzte sich auch im Mainstream der italienischen Politik eine zum Teil offene Apologie Mussolinis durch. Grundsätzlich kritisiert werden seither häufig nur noch die Rassengesetze des Jahres 1938 und das „verhängnisvolle“ Bündnis mit Deutschland. 2003 erregte Berlusconi mit der Äußerung Aufsehen, Mussolini sei für keinen einzigen Toten verantwortlich, zudem seien die Straflager und Gefängnisse des Regimes „Ferienlager“ gewesen. Als Ministerpräsident ließ Berlusconi es zu, dass Anhänger ihn bei öffentlichen Auftritten mit dem saluto romano grüßten und mit „Duce, Duce“-Rufen feierten. Der Schweizer Historiker Aram Mattioli konstatierte 2010 eine inzwischen durchgesetzte „revisionistische ‚Normalität‘“, die bis hinein in die „Mitte der Gesellschaft“ nicht mehr als problematisch empfunden werde – mit Straßenbenennungen, „guten Faschisten“ als Filmhelden und Gesetzesvorschlägen, „die Mussolinis letztes Aufgebot und die Kollaborateure von Salò den Kämpfern der Resistenza gleichstellen wollen“.
Der australische Historiker Richard Bosworth sieht für diese Neubewertung drei Wurzeln:
1. Die durch Renzo De Felices monumentale Mussolini-Biographie angestoßene konservative Trendwende in der italienischen Faschismus-Historiographie, die in den 1990er Jahren durch eine Welle autobiographischer Veröffentlichungen von Altfaschisten flankiert und international durch die „kulturalistische“ Strömung der Geschichtswissenschaft begünstigt wurde, die sich weniger für politische Herrschaft und deren Inhalte interessiert,
2. die durch das völlige Verschwinden des Nachkriegsparteiensystems besonders weit fortgeschrittene „Entideologisierung“ der italienischen Alltagskultur, in deren Sog auch die jüngere Geschichte des Landes in den „Schmelztiegel des Infotainment“ geraten ist,
3. der in den großen Medien omnipräsente Gestus des „Anti-Antifaschismus“ und die prominent im Umfeld von Berlusconi vertretene These, der „Kommunismus“ sei letztlich für die Katastrophen des 20. Jahrhunderts und die Probleme der italienischen Nachkriegsgeschichte verantwortlich.[522]

Mussolinis Ehrenbürgerschaft wurde in mehreren italienischen Städten, darunter Anzio, bis heute nicht ausdrücklich widerrufen. Der Gemeinderat von Salò hat am 26. Februar 2025 Mussolini postum die Ehrenbürgerschaft entzogen.
Für die Regierungsform unter Benito Mussolini hat sich unter anderem durch Publikationen die Bezeichnung Mussolinismus etabliert.

### Überblickswerke und Biographien
- Margherita G. Sarfatti: Mussolini – Lebensgeschichte. Herausgegeben von Alfred M. Balte. Einzig autorisierte Deutsche Ausgabe. Paul List Verlag, Leipzig 1927.
- Richard J. B. Bosworth: Dictators, Strong or Weak? The Model of Benito Mussolini. In: Richard J. B. Bosworth (Hrsg.): The Oxford Handbook of Fascism. Oxford 2010, S. 259–275.
- Richard J. B. Bosworth: Mussolini. London 2002.
- Richard J. B. Bosworth: Mussolini’s Italy. Life under the Dictatorship. London 2005.
- Richard J. B. Bosworth: The Italian Dictatorship. Problems and perspectives in the interpretation of Mussolini and Fascism. London 1998.
- Martin Clark: Mussolini. Harlow 2005.
- Paul Corner: Italian Fascism: Whatever Happened to Dictatorship? In: The Journal of Modern History. Jg. 74 (2002), S. 325–351.
- Renzo De Felice: Mussolini.
  - Il rivoluzionario 1883–1920. Turin 1965.
  - Il fascista.
    - La conquista del potere 1921–1925. Turin 1966.
    - L’organizzazione dello Stato fascista 1925–1929. Turin 1968.

  - Il duce.
    - Gli anni del consenso 1929–1936. Turin 1974.
    - Lo Stato totalitario 1936–1940. Turin 1981.

  - L’alleato.
    - L’Italia in guerra 1940–1943.
      - Dalla guerra “breve” alla guerra lunga. Turin 1990.
      - Crisi e agonia del regime. Turin 1990.

    - La guerra civile 1943–1945. Turin 1997.
- Nicholas Farrell: Mussolini. A New Life. London 2003.
- Giuseppe Finaldi: Mussolini and Italian Fascism. Harlow 2008.
- MacGregor Knox: Mussolini Unleashed 1939–1941. Politics and Strategy in Fascist Italy’s Last War. Cambridge 1982.
- Aurelio Lepre: Mussolini l’Italiano. Il Duce nel mito e nella realtà. Mailand 1995.
- Denis Mack Smith: Mussolini. London 1981.
- Pierre Milza: Mussolini. Paris 1999.
- Luisa Passerini: Mussolini immaginario. Storia di una biografia 1915–1939. Bari 1991.
- Giorgio Pini, Duilio Susmel: Mussolini. L’uomo e l’opera. 4 Bände, Florenz 1953–1955 (Die erste umfangreiche Nachkriegsbiographie Mussolinis wird trotz des faschistischen Hintergrunds der Verfasser wegen ihres Detailreichtums bis in die Gegenwart als Referenz herangezogen.)
- Wolfgang Schieder: Benito Mussolini. In: Wolfgang Schieder: Faschistische Diktaturen. Studien zu Italien und Deutschland. Göttingen 2008, S. 31–56.
- Wolfgang Schieder: Benito Mussolini. Beck, München 2014, ISBN 978-3-406-66982-8.
- Hans Woller: Mussolini. Der erste Faschist. 2., korrigierte Auflage. C. H. Beck, München 2016, ISBN 978-3-406-69837-8. Rezensionen im Perlentaucher
- Rengha Rodewill; Hans E. Pappenheim: Mussolini. Wandlung zum Interventiunismus (Inauguraldissertation v. Hans E. Pappenheim, Friedrich-Wilhelms-Universität zu Berlin 1935). Beiträge v. Margherita Sarfatti: Mussolini. Lebensgeschichte. S. IX, XI, 1–87; Paul List Verlag Leipzig 1926 (1. Aufl.), Rachele Mussolini: „Mussolini ohne Maske“ – Die Frau des Duce berichtet. S. 40–58, 67–80, 116–133; Deutsche Verlags-Anstalt, Stuttgart 1974. artesinex verlag, Berlin 2023 (E-Book), ISBN 978-3-9821614-8-8.
- Rengha Rodewill: Mussolini. Macht, Frauen und der Weg zur Diktatur. artesinex verlag, Berlin 2025, ISBN 978-3-910471-76-4.

### Der frühe Mussolini
- Giorgio Fabre: Mussolinis engagierter früher Antisemitismus. In: Quellen und Forschungen aus italienischen Archiven und Bibliotheken. 90, 2010, S. 346–372. (online)
- Klaus Heitmann: Delenda Germania! Deutschland aus der Sicht des jungen Mussolini. In: Quellen und Forschungen aus italienischen Archiven und Bibliotheken. 90, 2010, S. 311–345. (online)
- Paul O’Brien: Mussolini in the First World War. The Journalist, the Soldier, the Fascist. Oxford / New York 2005.
- Hans Woller: Ante portas. Mussolini in Trient 1909. In: Hannes Obermair, Stephanie Risse, Carlo Romeo (Hrsg.): Regionale Zivilgesellschaft in Bewegung – Cittadini innanzi tutto. Festschrift für Hans Heiss. Folio Verlag, Wien u. a. 2012, ISBN 978-3-85256-618-4, S. 483–500.

### Letzte Monate
- Giorgio Cavalleri, Franco Giannantoni, Mario J. Cereghino: La fine. Gli ultimi giorni di Benito Mussolini nei documenti dei servizi segreti americani 1945–1946. Mailand 2009.
- Sergio Luzzatto: Il corpo del Duce. Un cadavere tra immaginazione, storia e memoria. Turin 1998.
- Pierre Milza: Les derniers jours de Mussolini. Paris 2012.
- Ray Moseley: Mussolini. The last 600 days of Il Duce. Dallas 2004.
- Morgan Philip: The Fall of Mussolini. Italy, the Italians and the Second World War. Oxford 2008.

### Verhältnis zu Hitler und Deutschland
- Frederick William Deakin: Die brutale Freundschaft. Hitler, Mussolini und der Untergang des italienischen Faschismus. Aus dem Englischen von Karl Römer. Kiepenheuer & Witsch, Köln 1962.
- Lutz Klinkhammer: Zwischen Bündnis und Besatzung. Das nationalsozialistische Deutschland und die Republik von Salò (= Bibliothek des Deutschen Historischen Instituts in Rom. Bd. 75). Niemeyer, Tübingen 1993, ISBN 3-484-82075-6.
- Jobst Knigge: Angst vor Deutschland – Mussolinis Deutschlandbild. Kovac, Hamburg 2015, ISBN 978-3-8300-8340-5.
- MacGregor Knox: Common Destiny. Dictatorship, Foreign Policy, and War in Fascist Italy and Nazi Germany. Cambridge University Press, Cambridge 2000, ISBN 0-521-58208-3.
- Pierre Milza: Conversations Hitler-Mussolini 1934–1944. Fayard, Paris 2013, ISBN 978-2-213-66893-2.
- Wolfgang Schieder: Mythos Mussolini. Deutsche in Audienz beim Duce. Oldenbourg, München 2013, ISBN 978-3-486-70937-7.
- Hans Woller: Machtpolitisches Kalkül oder ideologische Affinität? Zur Frage des Verhältnisses zwischen Mussolini und Hitler vor 1933. In: Wolfgang Benz, Hans Buchheim, Hans Mommsen (Hrsg.): Der Nationalsozialismus. Studien zur Ideologie und Herrschaft. Fischer-Taschenbuch-Verlag, Frankfurt am Main 1993, ISBN 3-596-11984-7, S. 42–63.

### Biografischer Roman
- Antonio Scurati: M. Il figlio del secolo. Bompiani, Mailand 2018, ISBN 978-88-452-9813-4.
  - M. Der Sohn des Jahrhunderts. Aus dem Italienischen von Verena von Koskull. Klett-Cotta, Stuttgart 2020, ISBN 978-3-608-98567-2.
- Antonio Scurati: M. L’uomo della provvidenza. Bompiani, Mailand/Florenz 2020, ISBN 978-88-301-0265-1.
  - M. Der Mann der Vorsehung. Aus dem Italienischen von Verena von Koskull. Klett-Cotta, Stuttgart 2021, ISBN 978-3-608-98567-2.
- Antonio Scurati: M. Gli ultimi giorni d’Europa. Bompiani, Mailand/Florenz 2022, ISBN 978-88-301-0496-9.
  - M. Die letzten Tage von Europa. Aus dem Italienischen von Verena von Koskull. Klett-Cotta, Stuttgart 2023, ISBN 978-3-608-98727-0.
- Antonio Scurati: M. L’ora del destino. Bompiani, Mailand/Florenz 2024, ISBN 978-88-301-0497-6.
  - M. Das Buch des Krieges. Aus dem Italienischen von Verena von Koskull und Michael von Killisch-Horn. Klett-Cotta, Stuttgart 2024, ISBN 978-3-608-98827-7
- M. La fine e il principio. Bompiani, Mailand/Florenz 2025, ISBN 978-88-301-0698-7.

#### Verfilmung
Unter der Regie von Joe Wright wurde Band 1 des biografischen Romans unter dem gleichnamigen Titel M. Il figlio del secolo als achtteilige Miniserie verfilmt. Premiere war bei den Internationalen Filmfestspielen von Venedig 2024. Die Fernsehproduktion wurde 2025 in Italien erstausgestrahlt.

## Dokumentarfilme
- arte.tv / Istituto Luce: Mussolini – Der große Verführer Deutschland, Frankreich, Italien 2003, 43 Minuten.
- zdf.de: Mussolini – Ikone des Faschismus Deutschland 2015, 43 Minuten.
- arte.tv: Benito Mussolini (aus der Reihe Chronik einer Diktatur). USA 2021, 54 Minuten.